# Religion
Cette page contient des caractères spéciaux ou non latins. S’ils s’affichent mal (▯, ?, etc.), consultez la page d’aide Unicode.
Pour l'album du groupe Niagara, voir Religion (album).
« Religieux » redirige ici. Pour les membres de congrégation religieuses, voir Congrégation.

Liste de symboles religieux.

Le terme « religion » peut être défini de plusieurs manières, les trois suivantes semblent montrer un certain consensus dans les dictionnaires,, :
1. La religion comme un ensemble de croyances qui définissent le rapport de l'homme avec le sacré, une reconnaissance par l'être humain d'un principe ou être supérieur (que certains peuvent appeler Dieu). Cela vient du terme latin religio, qui a été défini pour la première fois par Cicéron comme « le fait de s'occuper d'une nature supérieure que l'on appelle divine et de lui rendre un culte »[4]. Dans les langues où le terme est issu du latin, la religion est souvent envisagée comme ce qui concerne la relation entre l'humanité et une ou plusieurs divinités.
2. La religion comme un ensemble de pratiques propres à une croyance ou un groupe social. Par exemple, dans le Coran, le terme dîn, qui peut être considéré comme équivalent de celui de religion, désigne avant tout les prescriptions de Dieu pour une communauté[5] et en chinois, le terme zōng jiào (宗教), inventé au début du XXe siècle pour traduire celui de religion, est connoté de l'idée d'un enseignement pour une communauté[6]. Historiquement, les religions conçues comme des ordres dans lesquels est recommandé ce qu'il faut faire et ce qu'il faut croire, sont apparues avec les partis religieux s'opposant les uns aux autres en Europe de l'Ouest du XVIe siècle. Ces partis sont en premier lieu ceux catholique et protestant, ainsi que la diversité des confessions protestantes[7],[8]. L'usage de désigner ces partis comme « des religions » apparaît à la fin du XVIe siècle, tandis que, par extension, il commence aussi à être question de « religions » à propos de l'islam, du bouddhisme, du taoïsme, de l'hindouisme et toutes les religions du monde depuis les origines de l'humanité. La transformation de l'expérience religieuse des Européens a été reprise à l'époque des Lumières dans un questionnement présupposant une essence de la religion en amont de toutes les religions historiques[9].
3. La religion comme l'adhésion à certaines croyances et convictions. Ce sens est lié aux précédents, et c'est dans ce sens que la religion peut parfois être vue comme ce qu’il y a de contraire à la raison et jugée synonyme de superstition.

La religion peut être comprise comme les manières de rechercher — et éventuellement de trouver — des réponses aux questions les plus profondes de l’humanité. En ce sens elle se rapporte à la philosophie. Elle peut être personnelle ou communautaire, privée ou publique, liée à la politique ou vouloir s’en affranchir. Elle peut aussi se reconnaître dans la définition et la pratique d’un culte, d’un enseignement, d’exercices spirituels et de comportements en société. La question de savoir ce qu'est la religion est aussi une question philosophique, la philosophie pouvant y apporter des éléments de réponse, mais aussi contester les évidences des définitions qui en sont proposées. Il n'y a pas de définition qui soit reconnue comme valable pour tout ce qu'il est permis aujourd'hui d'appeler religion. Ainsi, la question de savoir ce qu’est une religion est une question ouverte.
Elle est l’objet des recherches universitaires en sciences humaines. Des disciplines telles que l'histoire, la sociologie, l'anthropologie ou la psychologie, étudient ce qu'on nomme le fait religieux sans pour autant s'appuyer sur une définition qui correspondrait de manière homogène à tout ce qui est ainsi étudié.

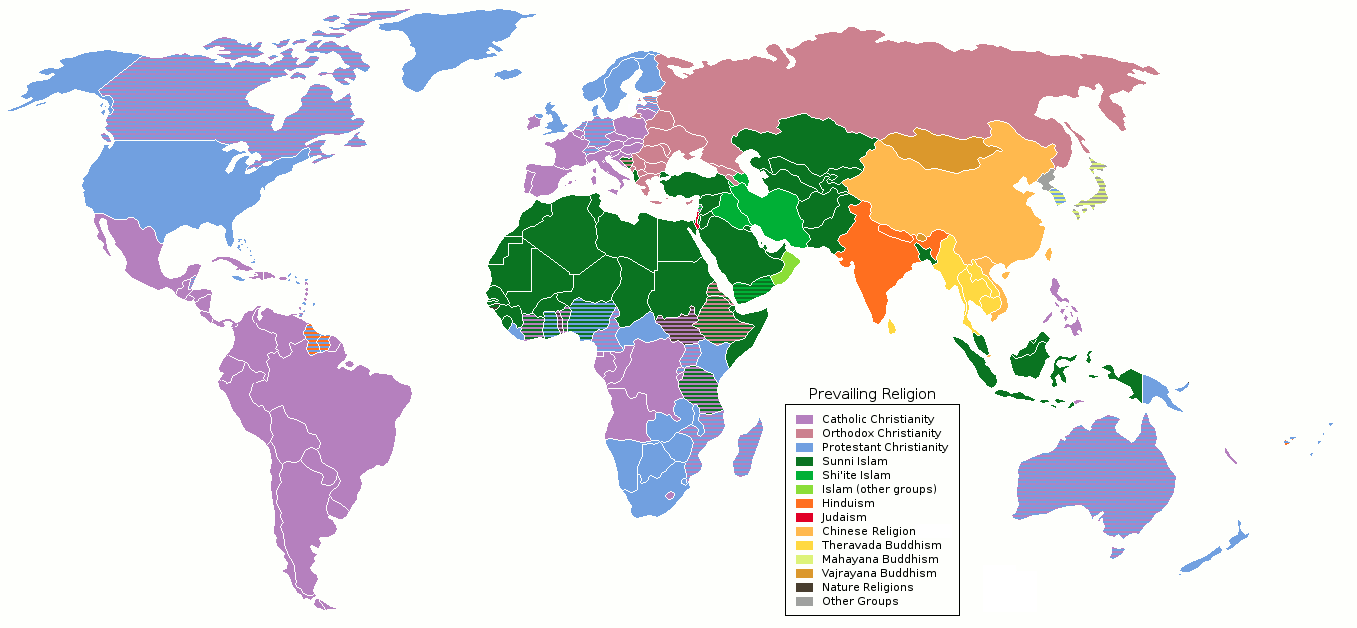
Religion majoritaire dans chaque pays du monde.

| Catholicisme | Orthodoxie | Protestantisme |

| Sunnisme | Chiisme | autres |

| vajrayāna | Theravada | Mahayana |

| Religions chinoises                  | Hindouisme                           | Judaïsme |
| Religions traditionnelles africaines | Religions traditionnelles africaines | autres   |

## Histoire du terme religion
Dans le latin de l'Antiquité, comme l'atteste une expression de Cicéron, il était possible de considérer que « chaque cité a sa religion ». En ce sens, une religion concerne traditions, coutumes et cultes d'un peuple particulier ou des citoyens d'une ville. Dans l'antiquité tardive, alors que le christianisme se développait et que des auteurs chrétiens réclamaient qu'il soit lui aussi considéré comme une religion, cette façon d'envisager des religions s'éclipse progressivement au profit d'une considération déjà présente avant le christianisme selon laquelle la religion est le fait de s'occuper d'une nature divine supérieure à l'homme. En ce sens, depuis l'Antiquité jusqu'au seuil de l'époque moderne, le terme religion au singulier désignait une vertu. Avec Cicéron, Augustin ou Thomas d'Aquin, la religion pouvait ainsi se comprendre comme une disposition humaine à connaître une nature supérieure, lui rendre le culte qui convient et chercher à agir selon ses lois. La religion ainsi envisagée est présente partout où se trouve l'humanité et n'a pas d'assise territoriale particulière. Durant le Moyen Âge, il était aussi possible de parler de « religions » au pluriel. Ce qui était ainsi désigné étaient les ordres religieux, c'est-à-dire principalement les communautés de moines ou de moniales.
Du XIIe au XIVe siècle, les textes dans lesquels le judaïsme, le christianisme et l'islam sont envisagées comme des choses équivalentes ne parlent pas de « religions » mais, par exemple, de trois « croyances » (créença) dans le catalan de Raymond Lulle ou de trois « lois » (legge) dans l'italien de Boccace. En ce qui concerne ce qui s'appelle alors religio, l'idée était plutôt que la religion est une, qu'elle est susceptible d'erreurs appelées hérésies, ou bien qu'elle est inconnue et, dans ce cas, il s'agit de paganisme.
Le terme religion change d'acception à partir du XVIe siècle, moment auquel les Européens commencent à connaître une forme de pluralisme religieux. D'une part l'islam leur était mieux connu et apparaissait davantage comme « une autre religion » que comme une hérésie ou du paganisme ; d'autre part, il fallait un mot pour désigner les multiples confessions ou Églises issues des réformes religieuses du XVIe siècle. Celles-ci ont alors commencées à être désignées comme « des religions ». Dès lors, une religion est vue comme ensemble de pratiques et de croyances d'une communauté. La réflexion moderne sur la religion qu'inaugure ensuite la philosophie des Lumières et qui se prolonge dans les sciences des religions suppose qu'il y aurait comme une essence de la religion commune à toutes les religions du monde et de l'histoire.

### Thématisation de la religion dans l'Antiquité
Dans la littérature latine de l'Antiquité, le terme religio n'a pas la portée générale ou absolue du concept moderne. Il s'agit d'un terme parmi ceux employés dans des écrits portant aussi sur le divin, la nature des dieux, la piété, la crainte des dieux, les cérémonies, la fidélité (fides), les serments, les temples, les sanctuaires, les sacrifices solennels, les auspices, etc.. Les sources qui donnent accès au sens du terme latin religio n'exposent pas de façon univoque le sens qu'aurait eu ce terme, mais elles reflètent un questionnement, des débats et des désaccords à son sujet.

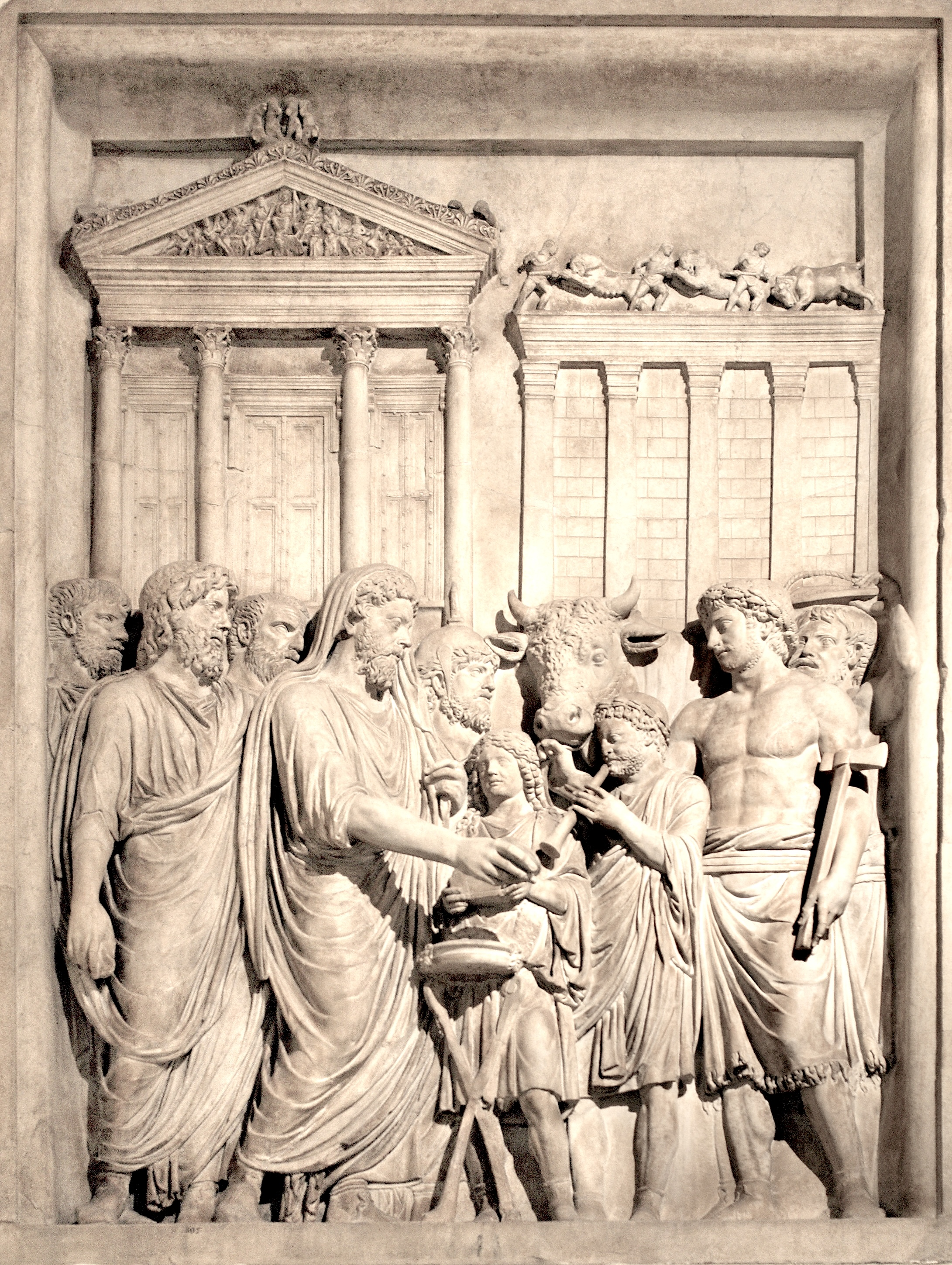
L'empereur Marc-Aurèle présidant un sacrifice à Rome, la tête couverte d'un pan de sa toge conformément au rituel.

Il semble que ce qui était couramment appelé religio par les Latins est le respect des coutumes, de ses parents, des devoirs civiques et des liens de société. L'excellence religieuse est tenue pour ce qui permet le succès et la conservation des cités. Avec la piété, le courage, la justice ou la vengeance, elle est une des vertus attendues des citoyens. La religion ne se distingue pas de la politique. Les actes religieux ont une valeur juridique, en même temps que ce qui est valable ou ne l'est pas dans la religion est régi par les lois et la jurisprudence. Chaque peuple ou chaque cité ayant sa religion, les religions de l'Antiquité forment un tout organique dans l'Empire Romain. Les Romains ont ainsi la religion de Rome. Ils reconnaissent les religions des autres cités tout en étant certains d'être les meilleurs religieux parce que Rome domine le monde. Ces religions ont toujours une assise territoriale précise. Ce sont des religions auxquelles on ne se convertit pas, chacun ayant la religion de son peuple et de sa naissance. Ce qui se conçoit alors comme religion n'appelle ni engagement croyant, ni reprise sur soi.
Les cultes rendus aux dieux faisant partie, à divers degrés, des obligations sociales, la religion a été définie par Cicéron comme « le fait de s'occuper d'une nature supérieure, que l'on appelle divine, et de lui rendre un culte ». Dans cette définition, qui est la plus ancienne que nous possédions de la religion, le fait de « s'occuper » d'une nature divine supérieure, du verbe curare en latin, peut désigner une occupation pratique, c'est-à-dire le fait d'accomplir envers les dieux les gestes et les rites conformes à la tradition. John Scheid estime en ce sens que la religion des Romains ne procède pas d'abord d'une théologie ou d'un discours philosophique sur les dieux, mais qu'il s'agit avant tout de « faire » ce que prescrit la tradition. Toutefois ce que Cicéron appelle « s'occuper de la nature divine », peut aussi être de l'ordre d'une « préoccupation » métaphysique. Le questionnement philosophique sur la nature des dieux, dans lequel prend place la réflexion sur la nature de la religion, a joué un rôle de premier plan dans la formulation de premières conceptions de la religion et, en retour, le problème de la connaissance de la nature divine a pris une place croissance dans la religion des Romains. Au IIe siècle av. J.-C., les Romains ont ainsi commencé à produire des écrits spéculatifs dans lesquels ils cherchent à rendre compte de façon raisonnée des dieux et des cultes qui leur étaient rendus à Rome. Cicéron précise même qu'à son époque, il n'est « plus personne pour croire qu'Atlas porte le monde sur ses épaules ».
La religiosité antique se pratique à trois niveaux : le niveau individuel, familial, dans lequel le pater familias dirige les actes rituels dans sa maison en s’adressant à des dieux personnels, parfois des ancêtres divinisés comme les Lares ; le niveau clanique dans lequel un ou plusieurs clans pratiquent un culte local, généralement dans des petits sanctuaires en plein air ; le niveau national qui se pratique dans des sanctuaires ou temples où sont vénérés le dieu national et d’autres divinités qui lui sont associées.

### Religion christianisée

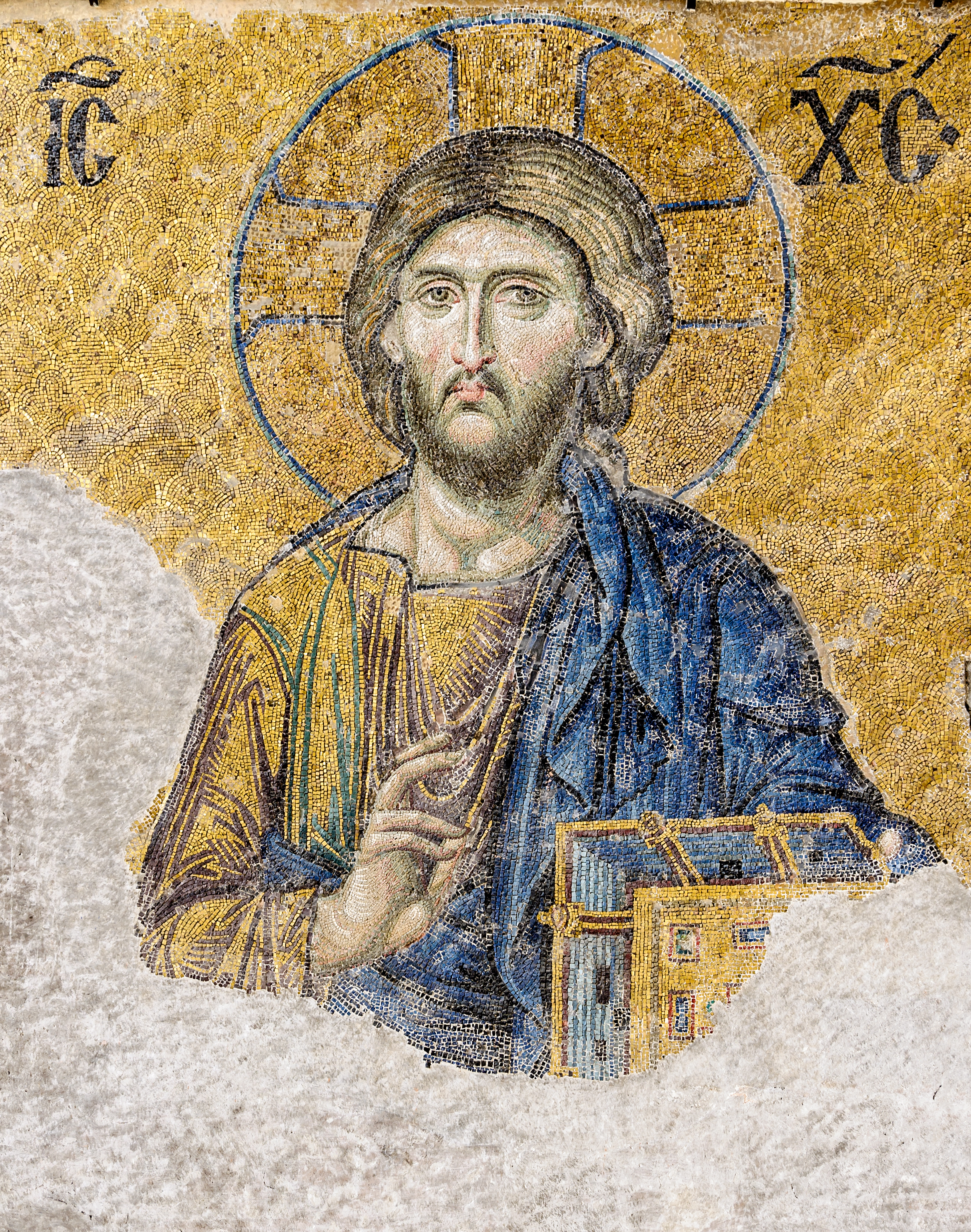
Christ, XIIe siècle, Basilique Sainte-Sophie, Istanbul.

Lorsque le christianisme a commencé à se développer, il pouvait être vu comme se situant dans l'ordre de ce qu'est la religion sur un plan théorique ou philosophique dans la mesure où il répond pleinement de la définition que Cicéron avait donnée de la religion : « le fait de se soucier d'une nature supérieure, que l'on appelle divine, et de lui rendre un culte ». Cependant, le christianisme ne correspond pas à ce qui reste ordinairement et légalement reconnu comme de la religion ou une religion dans l'Empire romain. Les premiers écrits chrétiens comportant le terme latin religio sont du IIe siècle. Le terme a ainsi trouvé une place dans la littérature apologétique chrétienne lorsque celle-ci s'est employée à répondre à l'accusation de crime contre la religion ou d’irréligion faite aux chrétiens. Des auteurs chrétiens, notamment Tertullien, réclament dès lors que le christianisme soit considéré comme une religion, tandis que le terme poursuit son évolution sémantique, devenant de plus en plus apte à désigner le christianisme. Le christianisme devient la religion commune de l'Empire et la norme de ce qu'est la religion à partir des IVe et Ve siècles.
Les Pères latins de l'Église ont développé l'idée de « vraie religion ». Dans la mesure où le christianisme avait réclamé d'avoir droit de cité en étant reconnu comme une religion, la considération d'une vraie religion revient d'abord à faire valoir qu'il y a plusieurs religions et que l'une d'elles - le christianisme - est la vraie. Mais il s'agit aussi, notamment chez Lactance puis Augustin, de se demander comment la religion, en tant que vertu par laquelle l'homme est en relation avec le divin, peut être vécue en vérité. La religion se conçoit ainsi comme une disposition présente dans toute l'humanité mais toujours susceptible d'erreur, à connaître Dieu et à pratiquer le culte qui lui plaît. Cette réflexion sur la nature de la religion chez les Pères de l'Église aboutit à l'identification de la philosophie à la vraie religion. Augustin affirme ainsi « Nous croyons et nous enseignons, ceci est le principe de l'humanité, que la philosophie, c'est-à-dire l'amour de la Sagesse, n'est autre que la vraie religion ». Selon Augustin, la vraie religion est présente depuis les origines de l'humanité tandis qu'elle a commencé à s'appeler chrétienne ultérieurement.
Dès lors que la religion est pensée comme une vertu ou comme « l'amour de la Sagesse », elle se conçoit seulement au singulier, de même qu'aujourd'hui il est normalement question de justice au singulier et jamais au pluriel. À mesure que cette conception de la religion s'impose, il devient de moins en moins pertinent d'envisager un pluralisme religieux. D'autres mots sont alors employés pour désigner ce qui, hormis le christianisme, se conçoit aujourd'hui comme des religions : celui de paganisme pour ceux qui ne connaissent pas Dieu ou le refusent, et celui d'hérésie pour qualifier les doctrines jugées déviantes par rapport à l'orthodoxie du christianisme. De ce fait, le terme religion au pluriel devient disponible pour un usage tout à fait anodin. À partir du Ve siècle et jusqu'à l'époque moderne, ce qui est couramment désigné comme des religions sont les communautés monastiques, c'est-à-dire des lieux où l'on vit « religieusement », selon une règle, en aspirant à la perfection et au bonheur.

### Premiers signes d'un pluralisme religieux en Europe
Une conception proche de ce que nous appelons aujourd'hui « les religions » a d'abord vu le jour en terre d'islam. Avec la catégorie de dîn l'islam envisage une religion unique et vraie qui est l'islam lui-même, en même temps que sont reconnus des dîn particuliers, notamment pour le judaïsme et le christianisme. Un dîn est la loi de Dieu pour une communauté. Ceux qui n'ont pas de livre révélé sont considérés comme des païens, ce qui est interdit, chacun devant répondre d'un dîn. À partir du XIIIe siècle, cette façon de compter trois religions a été reprise et réfléchie par des non-musulmans, chrétiens ou juifs, en particulier Ibn Kammuna à Bagdad et Raymond Lulle à Majorque. Dans la version catalane de son traité, le terme employé par Raymond Lulle pour désigner ce qui s'appelle aujourd'hui une religion est celui de croyance (creença).
Dans le même temps, ont eu lieu les croisades et la Reconquista, suivies de l'expansion de l'Empire ottoman. Au cours de ces conflits échelonnés sur plus de huit siècles, de la conquête arabe au siège de Vienne, les Européens ont acquis une conscience accrue de l'altérité religieuse d'un islam qu'ils savaient mal connaître. Toutefois, chez les européens et jusqu'au XVIe siècle, il n'a pas été davantage question de l'islam comme d'une autre religion, qu'il n'était d'usage d'envisager « des religions » au sens moderne du terme.
Entre les XIe et XIIIe siècles, l'Europe fut marquée d'une grande effervescence religieuse. D'autres croisades que celles tournées vers Jérusalem ont eu lieu, notamment celle contre les cathares. Dans les villes d'Europe du Nord, les Béguards trouvent, non sans difficultés, une forme de reconnaissance et de stabilité. Dans le sud de la France, le valdéisme se développe de façon de plus en plus autonome et rebelle vis-à-vis des autorités ecclésiastiques. Ils ont plus tard intégré le courant protestant. D'autres mouvements ont été acceptés et organisés dans l'Église sous forme d'ordres religieux avec une règle, des supérieurs et des lieux conventuels, c'est-à-dire qu'ils devenaient ainsi officiellement ce qui s'appelait alors « une religion » au sens médiéval du terme. Ce fut le cas des « ordres mendiants », par exemple les franciscains.

En 1453, dans le De pace fidei écrit immédiatement après la prise de Constantinople par les Turcs, Nicolas de Cuse a laissé ce qui peut être considéré comme les prémices de la conception moderne de religion. Écrivant sur fond de guerres entre Turcs et Byzantins et de disputes ecclésiales entre occidentaux et orientaux, et estimant que le dialogue conduit « selon la doctrine du Christ » amène à la paix, Nicolas de Cuse imagine dans le De Pace Fidei des représentants de toutes « les religions » dialoguant au ciel en présence du Christ. Dans la narration de Nicolas de Cuse, c'est le Christ lui-même qui suscite ce dialogue en déclarant : 

« Le Seigneur, Roi du ciel et de la terre, a entendu les gémissements de ceux qui ont été mis à mort, jetés dans les fers ou réduits en esclavage, et ceux qui ont souffert à cause de la diversité des religions.[…] le Seigneur a eu pitié de son peuple et se plaît, avec le consentement de tous les hommes, à ramener dans la concorde, la diversité des religions à une religion unique et inviolable. »

— Nicolas de Cuse, De Pace Fidei
En fait de représentants des « religions », ceux qui participent au dialogue sont des gens de bonne volonté issus de différents peuples. Il s'agit d'un Grec, un Italien, un Arabe, un Juif, un Indien, un Persan, un Chaldéen, un Scythe, d'un Syrien, un Espagnol, un Allemand, un Français, etc. Ce que Nicolas de Cuse désigne comme « des religions » est donc un ensemble de positions dont la diversité est d'abord celle des peuples ou des nations et non pas directement ce que l'on appelle aujourd'hui « les religions ». Mais Nicolas de Cuse renoue avec l'usage antique de considérer que chaque cité ou chaque peuple a sa religion dans un contexte où se profile ce qui deviendra le pluralisme religieux moderne.

### Développement de l'idée moderne de religion

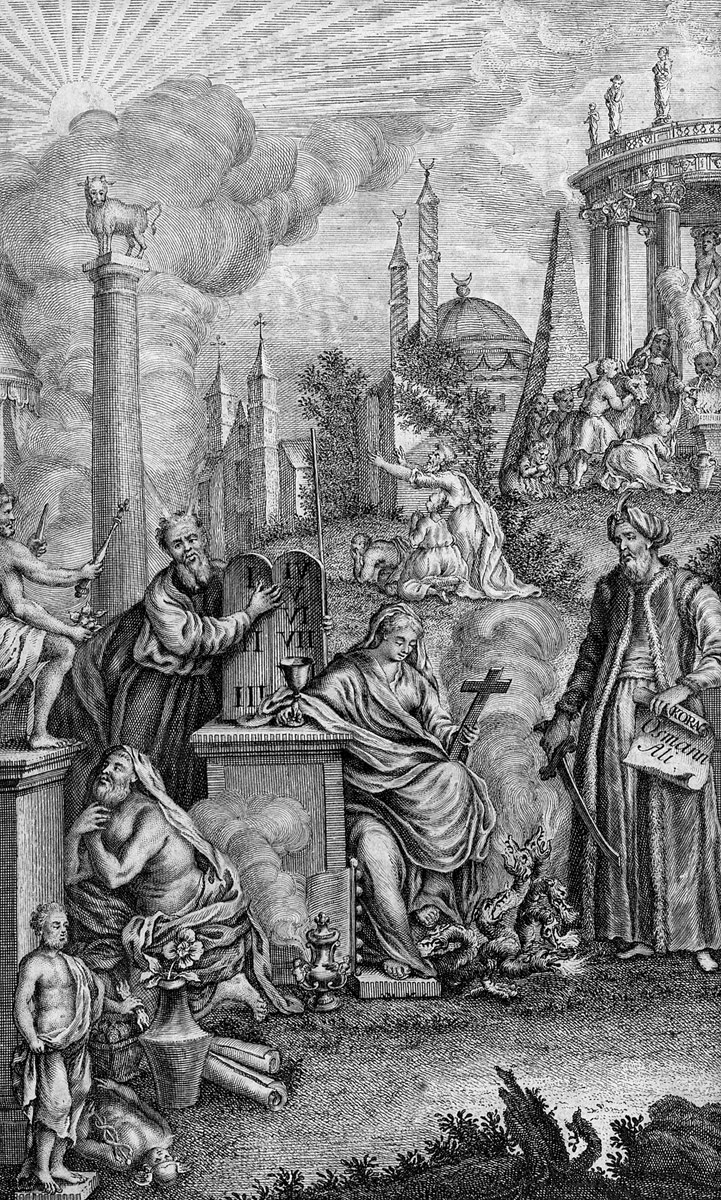
Les religions du monde, gravure du XVIII.

C'est à partir du XVIe siècle que le terme religion en est venu à désigner « des religions ».

« Dès le XVIe siècle, l'espace religieux européen est marqué par une diversité d'organisations particulières réclamant leur légitimation propre, prescrivant des choses à faire et à croire : un ordre catholique ou protestant, et, par-delà, un ordre juif, chrétien ou musulman. De la perspective ancienne à la modernité, on est donc passé, avec le mot religion, de la désignation d'une attitude (une vertu) requérant l'humain dans son rapport au cosmos (ce qui relève plutôt d'une sagesse) à un système de croyances et de pratiques. »

— Pierre Gisel et Jean-Marc Tétaz, Théories de la religion, p. 12.
En français, l'usage du terme religion consistant à l'employer pour désigner des organisations recommandant ce qu'il faut faire et croire a commencé à se répandre à la fin du XVIe siècle, en particulier sous la plume de Montaigne, dont les écrits contribueront à la généralisation de la nouvelle acception du terme. Cette nouvelle façon d'envisager des religions investit rapidement tout ce qui est de l'ordre de la religion, et il ne semble plus possible d'avoir de la religion sans être d'une religion comme les autres. Les religions qui se mettent en place sont en un sens identifiées à des doctrines telles que le luthéranisme, le calvinisme, l'anabaptisme, le catholicisme ou l'orthodoxie, mais elles tendent aussi à correspondre à des nations, telles que l'anglicanisme, le gallicanisme, la religion des Turcs, etc. S'il fut d'abord question de « religions » pour désigner les différents partis religieux chrétiens, le christianisme est aussi considéré dans son ensemble comme une religion par rapport à l'islam ou bien d'autres religions lointaines ou passées : la religion des Romains, celle des Égyptiens, la religion des sauvages d'Amérique, la religion de Bouddha, etc. La naissance des religions a accompagné celle des États-Nations européens, elle a eu lieu sur fond de rivalités et de violences entre armées et entre partis religieux, et c'est dans les guerres que se sont construites ces réalités - les religions - qui font partie de ce par quoi s'organise le monde moderne.
Avec les guerres de Religions, l'idée de tolérance a commencé à jouer un rôle important dans la réflexion sur la religion. Il s'agit d'abord, au sens littéral et médical du terme, de supporter un mal que l'on ne sait empêcher, ce mal étant la diversité des religions. Puis la tolérance devient, avec les intellectuels du XVIIIe siècle, une valeur et une qualité qui s'oppose à la prétention à la vérité et au dogmatisme en matière religieuse.
Les XVIIe et XVIIIe siècles verront l'essor d'une philosophie de la religion qui place la diversité des religions historiques face à la raison universelle. Selon Ulrich Bart, « dans une époque marquée par l'expérience d'un pluralisme confessionnel de plus en plus prononcé et par les premiers signes d'un pluralisme inter-culturel, il s'agissait de justifier le contenu de vérité des religions historiquement donné devant le for universel de la raison humaine ». La philosophie des Lumières élève toute une série de termes relativement anodins au rang de concept clé pour penser le monde et l'expérience humaine : religion, culture, civilisation, société, etc. Une philosophie de la religion prend forme progressivement dans les œuvres de Locke, Hume en Angleterre ; Voltaire, Diderot ou Rousseau en France ; Kant, Schleiermacher, Fichte, Jacobi, Hegel., etc. en Allemagne. La réflexion sur la religion et les religions qui s'est amorcée avec la philosophie des Lumières « implique quelque chose comme une essence substantielle de la religion, précédant logiquement les religions positives, comprises alors comme les formes historiques dans lesquelles la substance religieuse se réfléchit, devenant ainsi à soi-même son propre sujet ».
Le XIXe siècle voit surtout se développer une pensée extrêmement hostile aux religions avec Marx, Nietzsche, etc., mais c'est aussi au XIXe siècle que se mettent en place les sciences humaines, notamment la sociologie, qui va se donner la religion pour objet d'étude. Michel Despland estime qu'en France, les années 1820-1830, correspondant à l'époque de la Restauration, ont été un moment fondateur dans l'émergence des sciences des religions et, par là, de la catégorie moderne de religion. La religion devient un objet d'étude « scientifique » avec Proudhon ou Auguste Comte, qui cherchaient à penser la religion avec la certitude qu'une approche rationnelle et positive la détruit. À leur suite, mais dans une perspective différente, Émile Durkheim, Max Weber, Georg Simmel ou Ernst Troeltsch, considérés comme les pères fondateurs de la sociologie, ont consacré de nombreux travaux à la religion posant les principes d'une étude se voulant à la fois neutre et critique des religions.
Au XXe siècle, différentes approches de la religion ont été développées avec la sociologie, l'anthropologie, la psychologie et l'histoire notamment. Aujourd'hui, dans les sciences des religions, se posent la question de la façon dont la religion a été constituée comme objet d'étude. Il semble qu'aucune définition ne convienne à tout ce qui est étudié comme religion ou tout ce que l'usage permet d'appeler religion.
Le religion et ses conséquences sont également banalisées au niveau du langage quotidien, le célèbre footballeur néerlandais Johan Cruyff ayant dit :

« Je ne suis pas religieux. En Espagne, les 22 joueurs font le signe de croix avant d'entrer sur le terrain. Si ça marchait, tous les matchs devraient se terminer en résultat nul. »

## Théories modernes des religions
Les sciences humaines telles que la sociologie, la psychologie ou l'anthropologie ont établi leur objet et leurs méthodes au XIXe siècle. Ces disciplines se sont constituées comme sciences en prenant la religion pour objet. La religion n'a ainsi pas seulement été pour elles un objet parmi d'autres : ces sciences ont affirmé la rationalité des connaissances qu'elles se proposaient d'établir sur les phénomènes du monde, dont les religions, indépendamment et parfois en opposition aux connaissances des religions envisagées comme des « croyances ».

### Problèmes de définition
« Un des traits les plus étonnants des penseurs de notre époque est qu'ils ne se sentent pas du tout liés par ou du moins ne satisfont que médiocrement aux règles jusque-là en vigueur de la logique, notamment au devoir de dire toujours précisément avec clarté de quoi l'on parle, en quel sens on prend tel ou tel mot, puis d'indiquer pour quelles raisons on affirme telle ou telle chose, etc. »

— Bernard Bolzano, Lehrbuch der Religionswissenschaft, (1834) §63.

#### Objet «indéfinissable» des sciences des religions
Dans l'avant-propos du Dictionnaire des faits religieux Régine Azria rappelle que « Dès leur origine, les sciences sociales des religions ont placé la question de la « définition » de leur objet au centre de leur préoccupation. Cet impératif de définition est en effet le premier pas de toute démarche scientifique, le préalable à toute possibilité d'approche critique ». Elle reconnaît la difficulté d'établir une définition consensuelle de la religion, tout en considérant que « dans les sciences des religions, il y a place et matière à définitions multiples, donnant à voir emboîtement et complémentarités » et que « c'est la diversité même des points de vue que ces débats mettent en présence et confrontent, qui permet d'éclairer la complexité de cet objet "indéfinissable" ». Le phénomène religieux est envisagé comme en miettes, fragmenté, polymorphe, comme une « réalité culturelle protéiforme », un phénomène kaléidoscopique, aux multiples manifestations ou facettes, etc. La suggestion reste qu'il y aurait à découvrir une sorte d'unité dans la diversité ou un principe général dont procède la diversité.
Ces problèmes de définition ont conduit assez tôt des chercheurs à exclure la possibilité de définir la religion comme une « essence universelle » tout en affirmant la nécessité de se fonder sur des choses observables. Marcel Mauss déclarait ainsi en 1904 : « Il n'y a pas en fait une chose, une essence, appelée Religion ; il n'y a que des phénomènes religieux, plus ou moins agrégés en des systèmes qu'on appelle religions et qui ont une existence historique définie, dans des groupes d'hommes et en des temps déterminés ». L'affirmation selon laquelle il n'y a pas d’essence de la religion est devenue un lieu commun des discours sur la religion au XXe siècle. Cependant, exclure qu'il y ait une essence de la religion au moment même où l'on affirme s'intéresser aux religions en leur existence historique ne règle pas le problème de la définition de la religion : pour savoir ce qu'il faut prendre pour objet d'observation, il faut avoir recours à une définition de la religion. Pour Jean Grondin la question de la définition de la religion reste celle de son essence nonobstant les préventions ou les incompréhensions dont ce mot peut être l'objet : « l'air du temps, nominaliste, répugne à tout discours portant sur l’essence des choses, comme s'il s'agissait d'un gros mot. On associe alors, de manière caricaturale, l'essence à une idée un peu platonicienne, intemporelle et d'une constance absolue. [...] la question de l’essence de la religion, loin de chercher une idée a priori, veut répondre à une question plus élémentaire : de quoi parle-t-on quand il est question de religion ? ». Dans son Traité d'histoire des religions Mircea Eliade juge impossible de définir précisément la religion. Il la définit donc par « approximation ». Selon Mircea Eliade : « Toutes les définitions données jusqu'à présent du phénomène religieux présentent un trait commun : chaque définition oppose à sa manière, le sacré et la vie religieuse, au profane et à la vie séculaire. C'est quand il s'agit de délimiter la sphère de la notion de « sacré » que les difficultés commencent ». M. Eliade prend acte de ces difficultés et laisse un caractère volontairement imprécis à la notion de sacré. Il reprend ainsi une thèse de Roger Caillois : « Au fond, du sacré en général, la seule chose qu'on puisse affirmer valablement est contenue dans la définition même du terme : c'est ce qui s'oppose au profane. Dès que l'on s'attache à préciser la nature, la modalité de cette opposition, on se heurte aux plus grands obstacles. Quelque élémentaire qu'elle soit, aucune formule n'est applicable à la complexité labyrinthique des faits ». Il s'agit donc de partir d'une approximation pour étudier les « faits religieux » et ainsi approximativement définis, en savoir plus sur la nature du phénomène. Toutefois, l'idée d'une opposition systématique entre sacré et profane a aussi été contestée. Pour Philippe Borgeaud, il n'y a pas dans la littérature ancienne d’équivalence à l’opposition entre sacré et profane. Les textes dits « sacrés » de Mésopotamie, d'Égypte, d'Israël ou de Grèce antiques, permettent certes de trouver des catégories qui ressemblent à l'idée de sacré, mais, d'une part, le sacré n'y est généralement pas en opposition à un profane, d'autre part il n'y a pas homogénéité des catégories qui ressemblent à celle de sacré. Seuls les textes bibliques semblent contenir une bipartition entre ce qui est saint (qadesh) et ce qui est commun (khol) ou entre ce qui est pur et impur, mais ces termes ne correspondent à ce qui peut se concevoir aujourd’hui comme opposition entre sacré et profane que si ces notions gardent un caractère imprécis.
Pour R. Azria « le travail de définition cherche inlassablement sa voie à travers des débats infiniment recommencés, continuellement déjoués par les transformations, les renouvellements, les effacements et les ré-émergences de l'objet polymorphe que les chercheurs s'efforcent de saisir », ce qui empêcherait une définition stable ou consensuelle de ce qu'est une religion.

Des aspects religieux
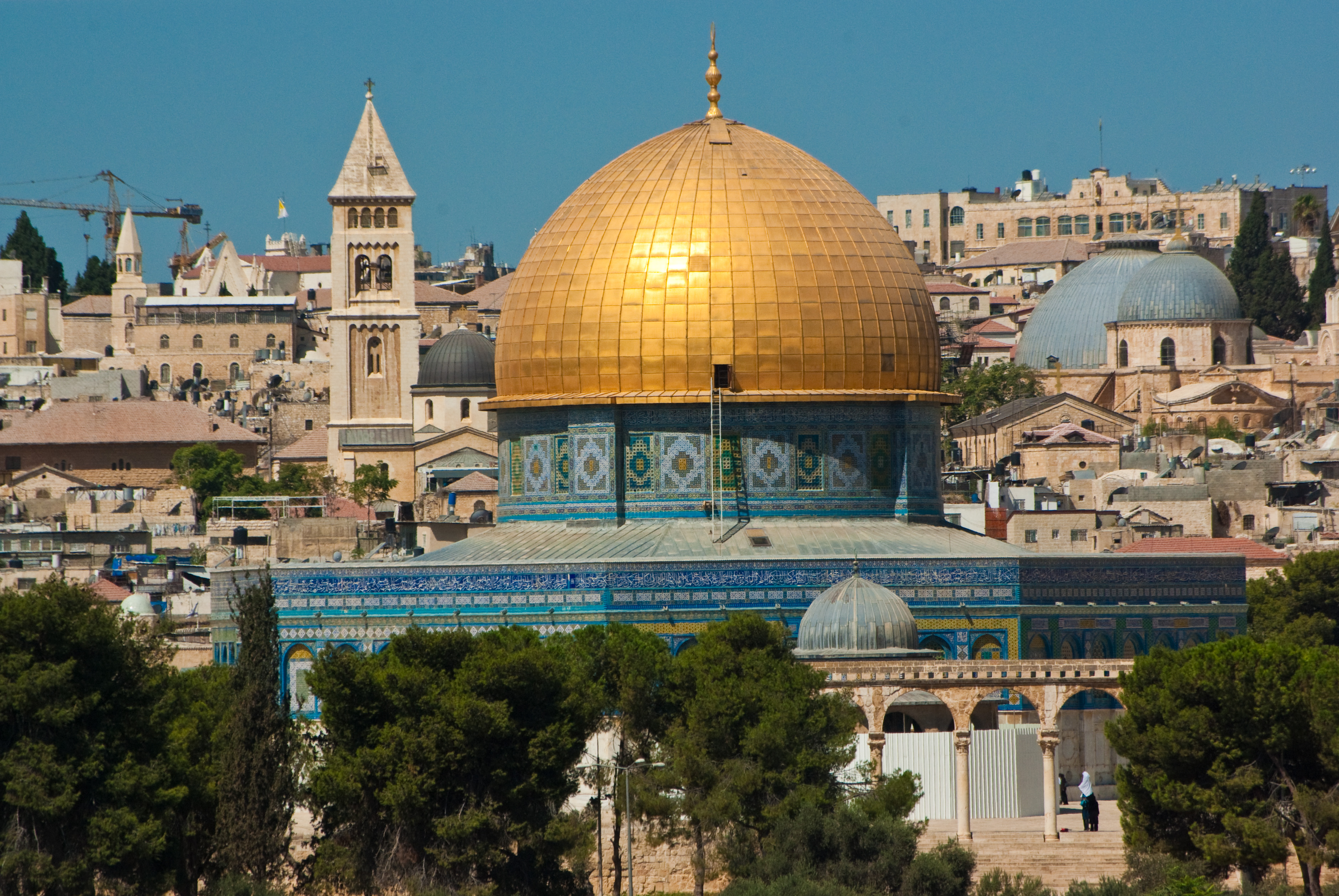
Dôme du Rocher et Saint-Sépulcre (au fond à droite), Jérusalem.
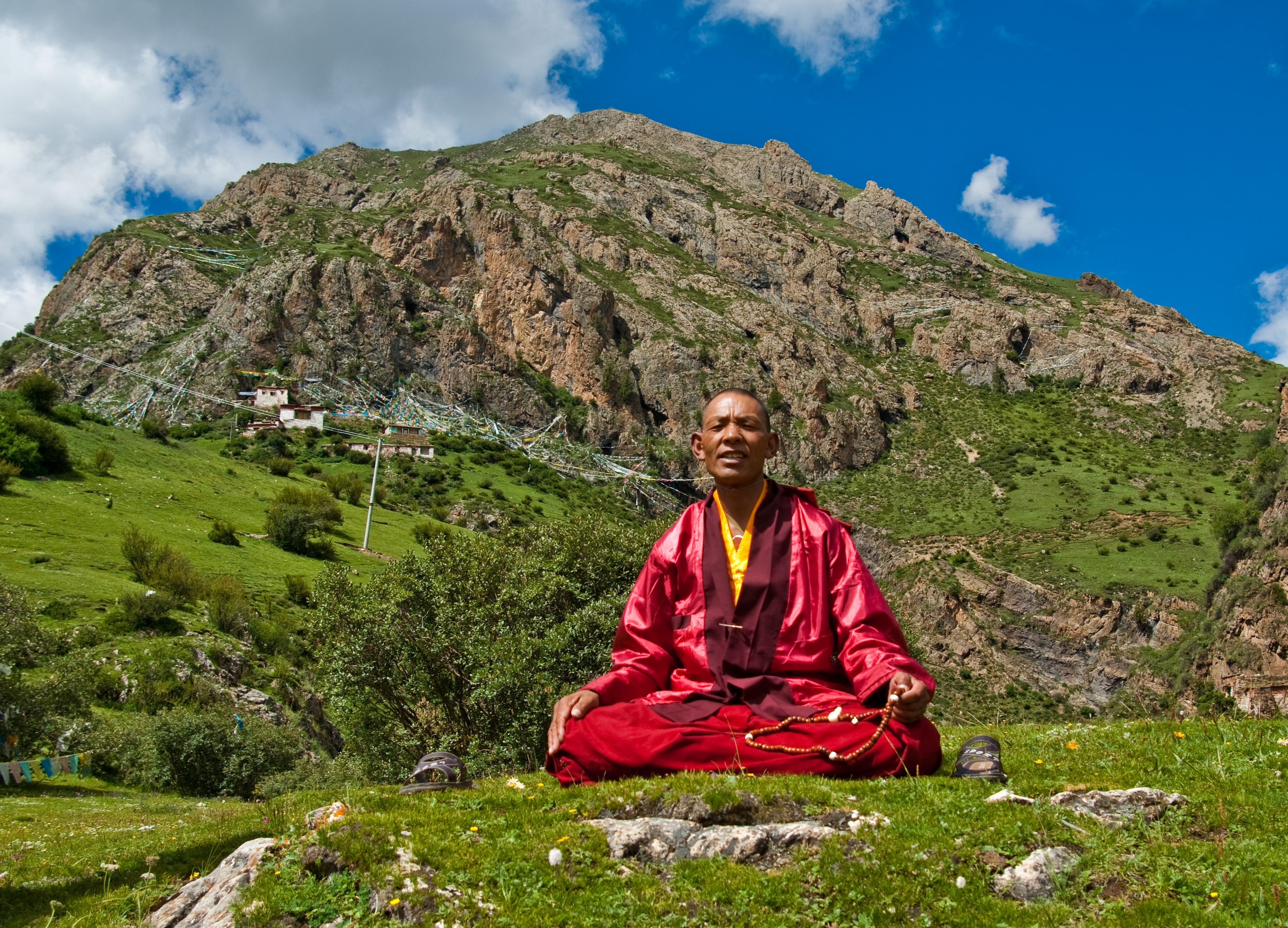
Moine Bouddhiste, Tibet.
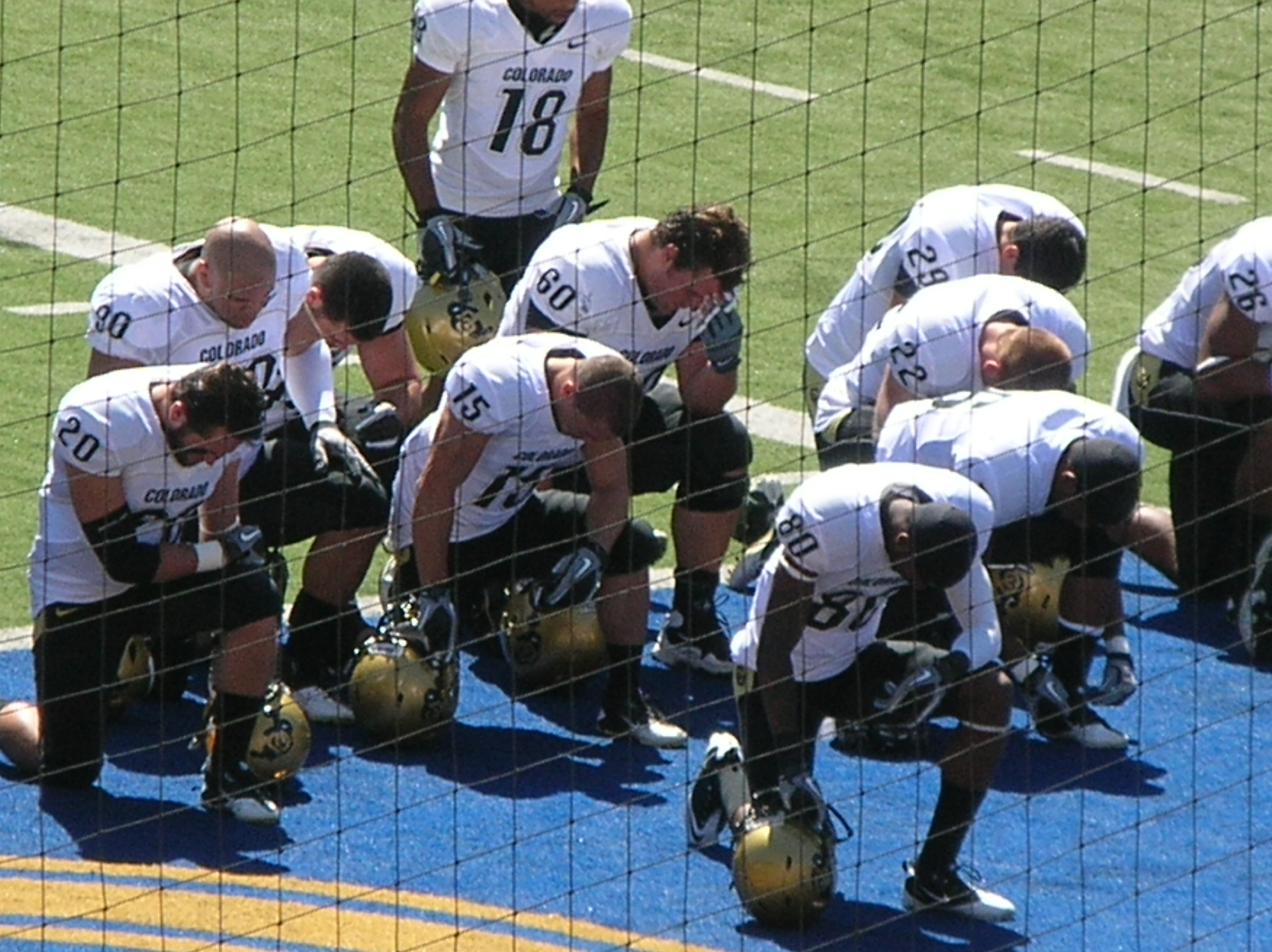
L'équipe de football américain du Colorado en prière avant un match.
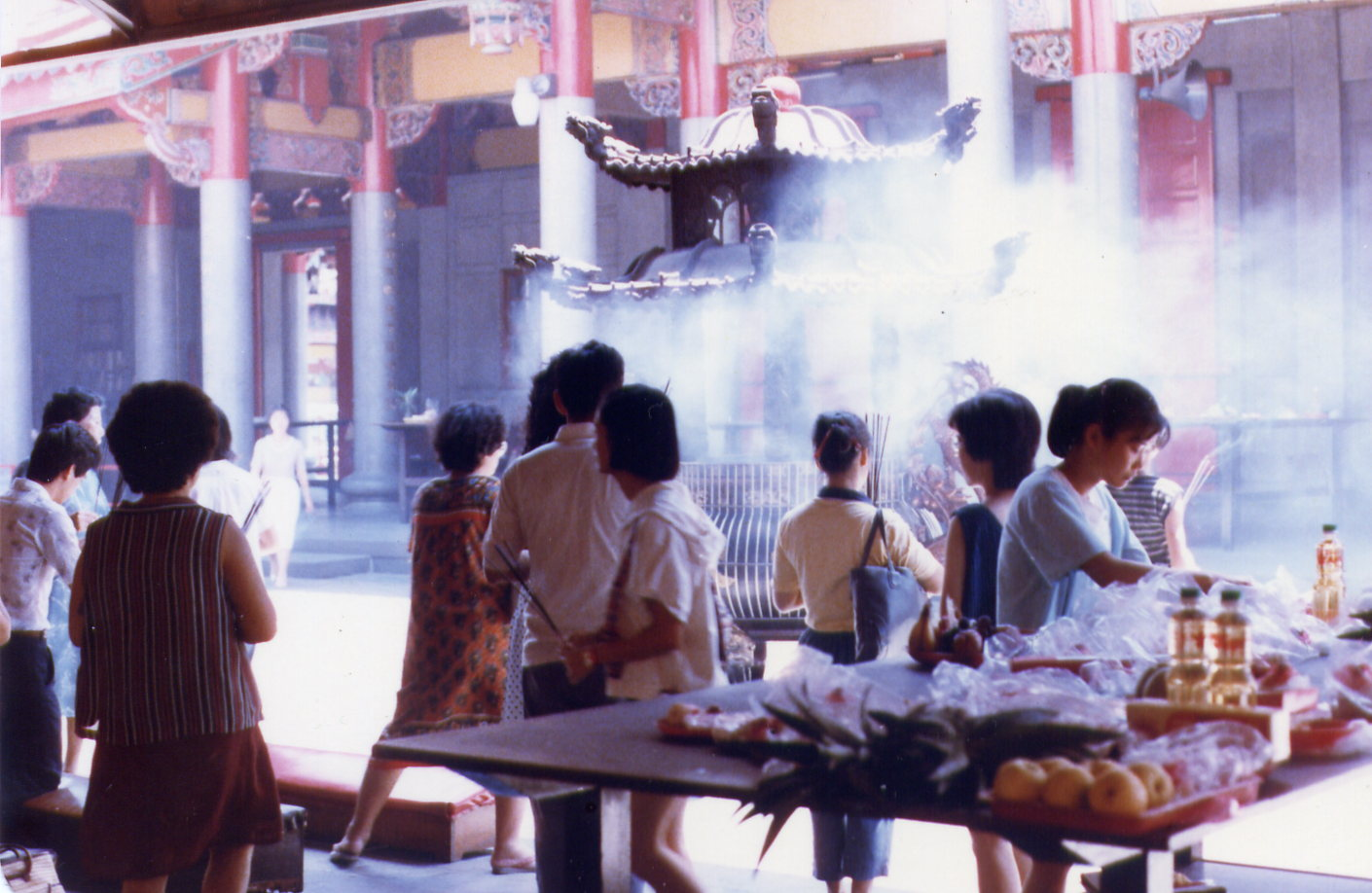
Encens et offrandes dans un temple chinois, Taipei.
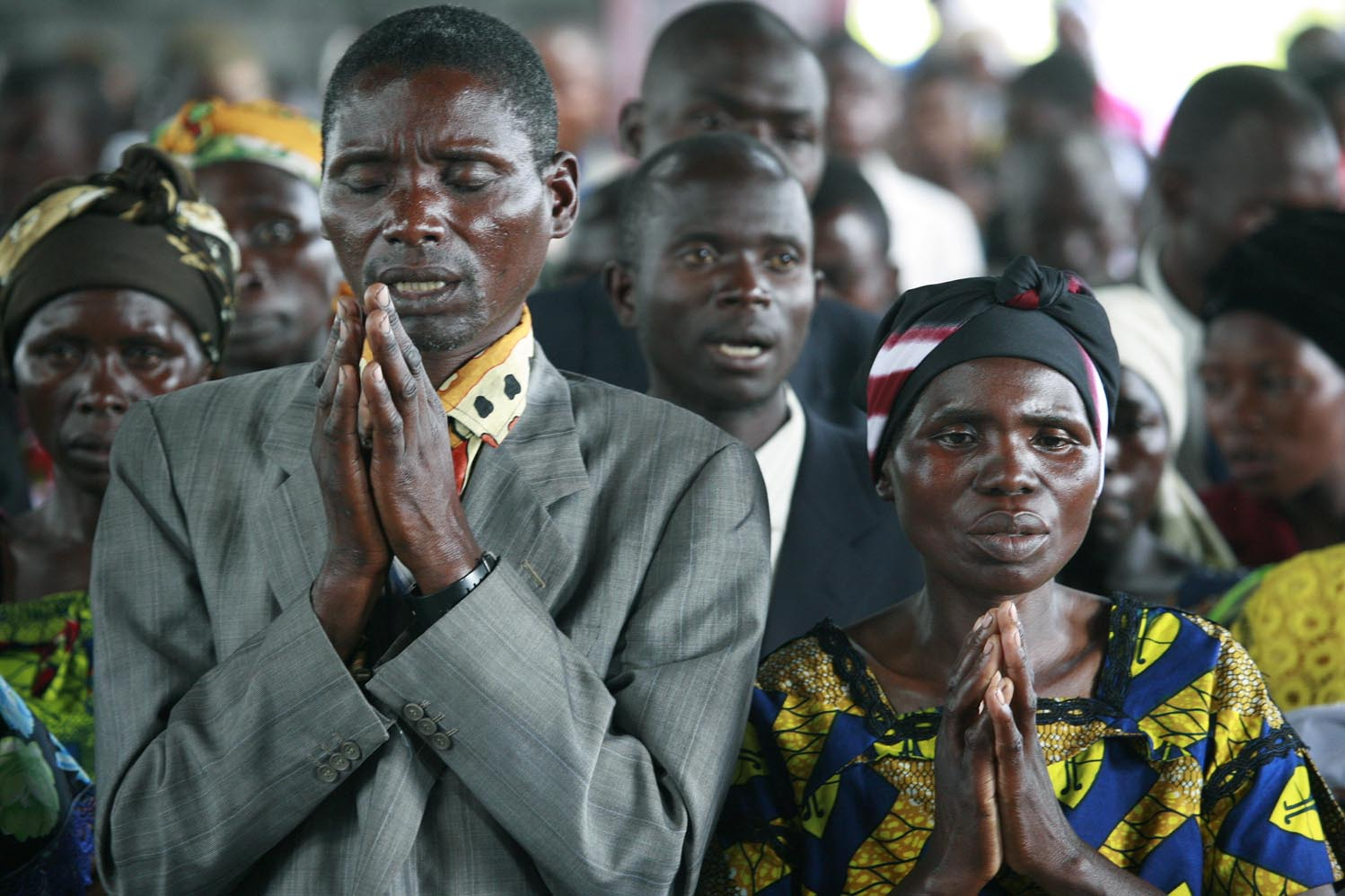
Prière, Congo.
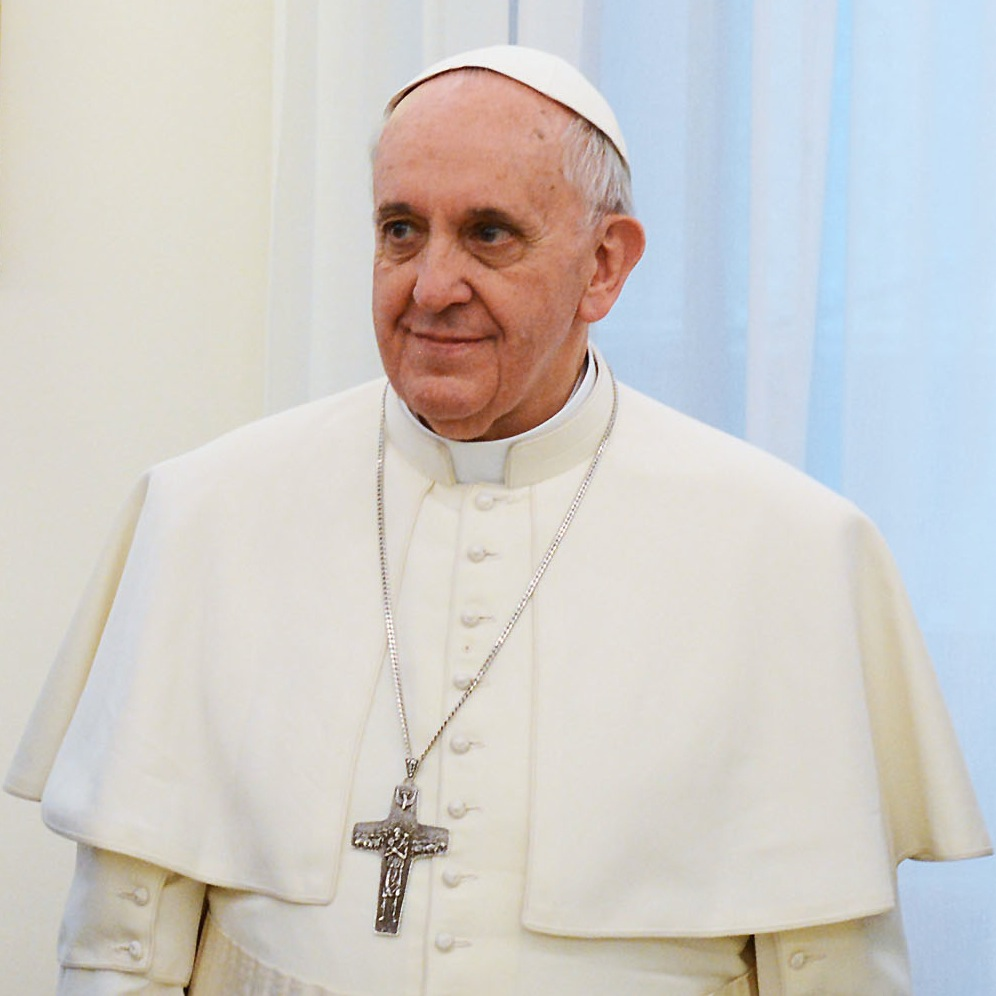
Le pape François.
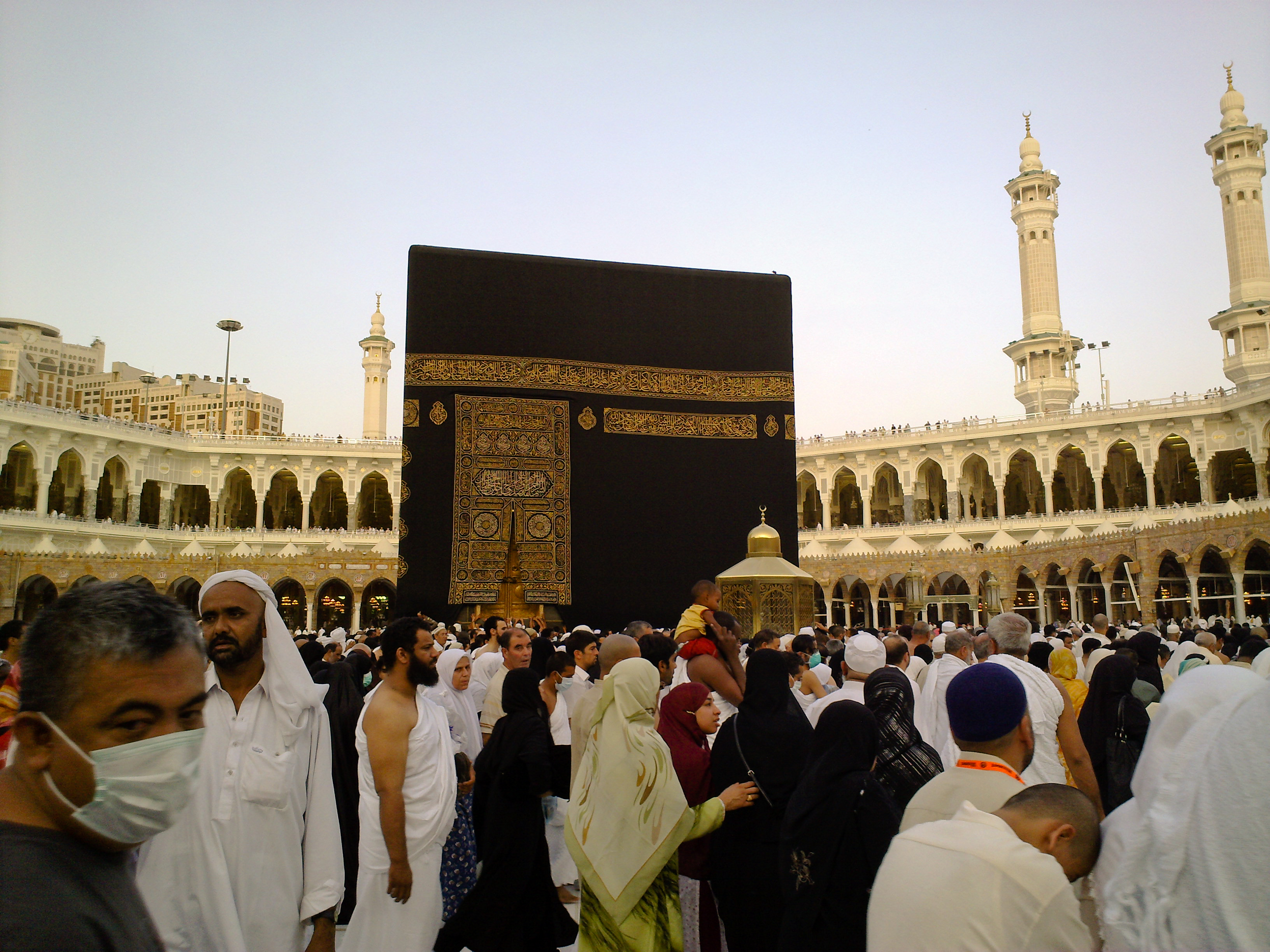
Prière du matin à La Mecque.
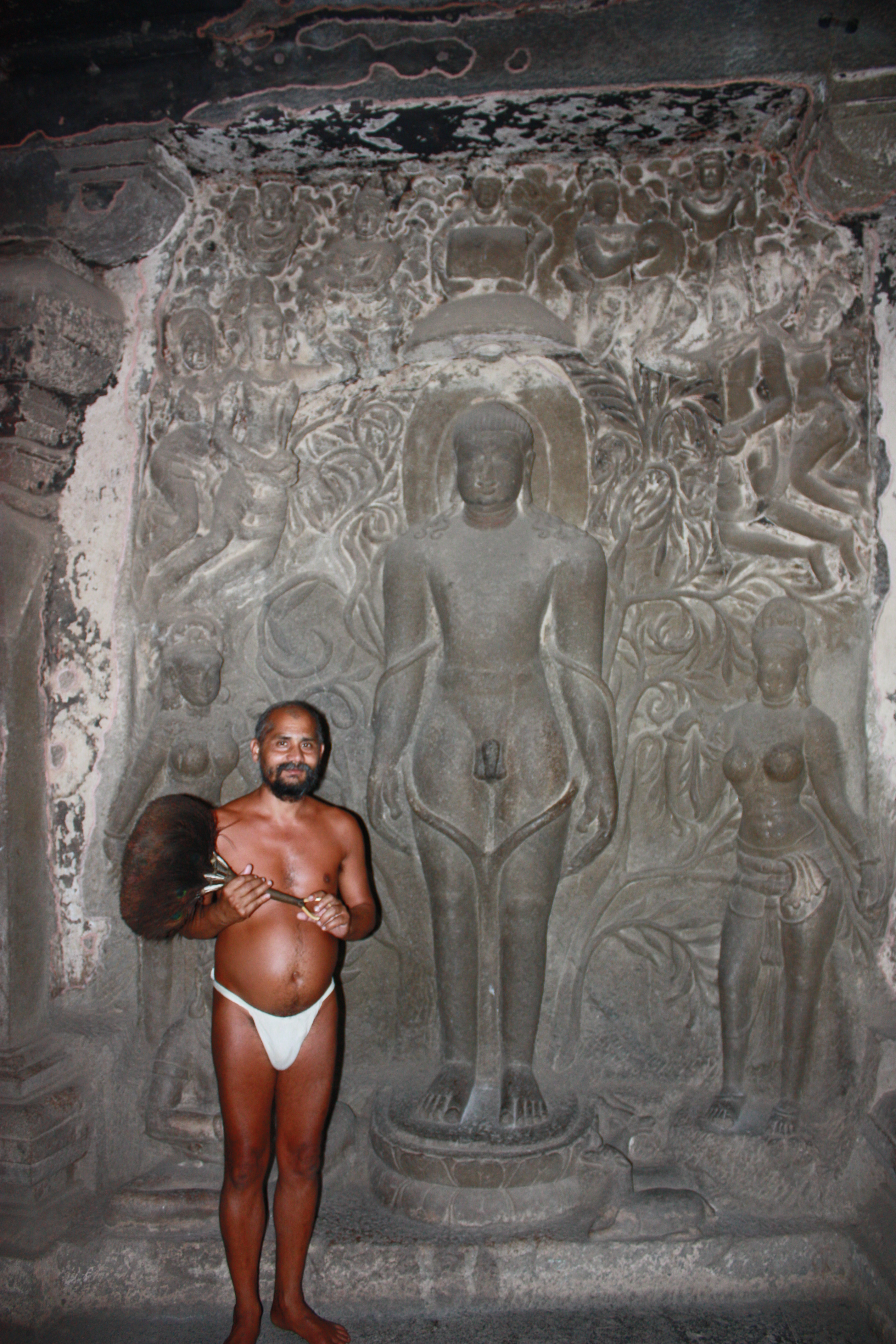
Moine de confession jaïne à Ellora.
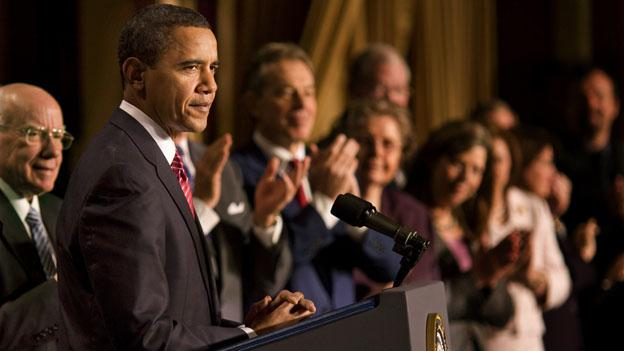
Barack Obama au Petit-déjeuner national de prière (en).
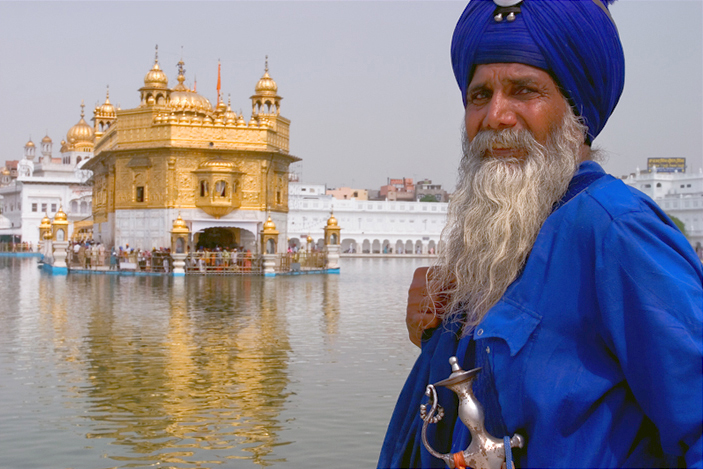
Temple d'Or, Inde, sikhisme.
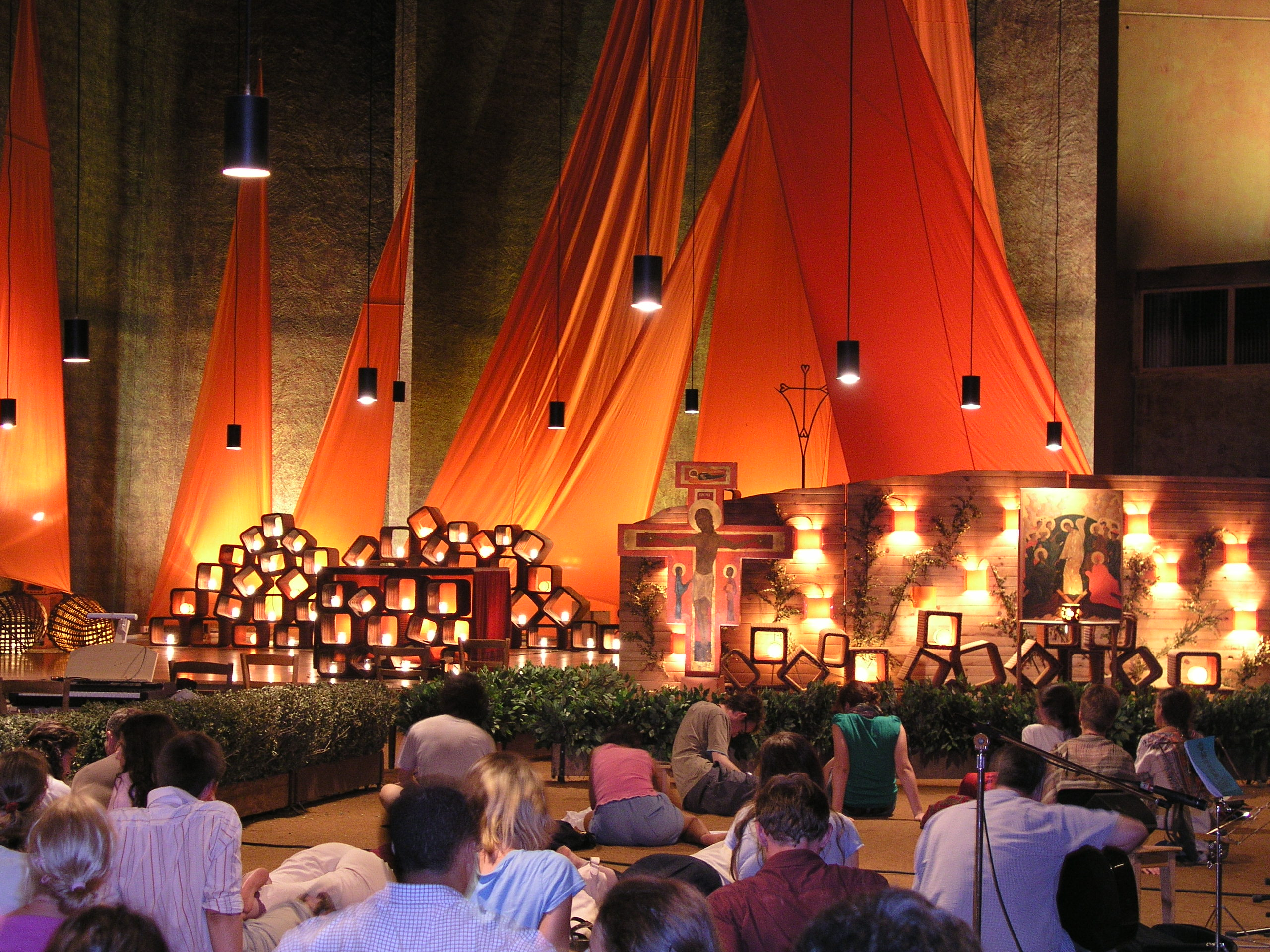
La chapelle de Taizé, France.
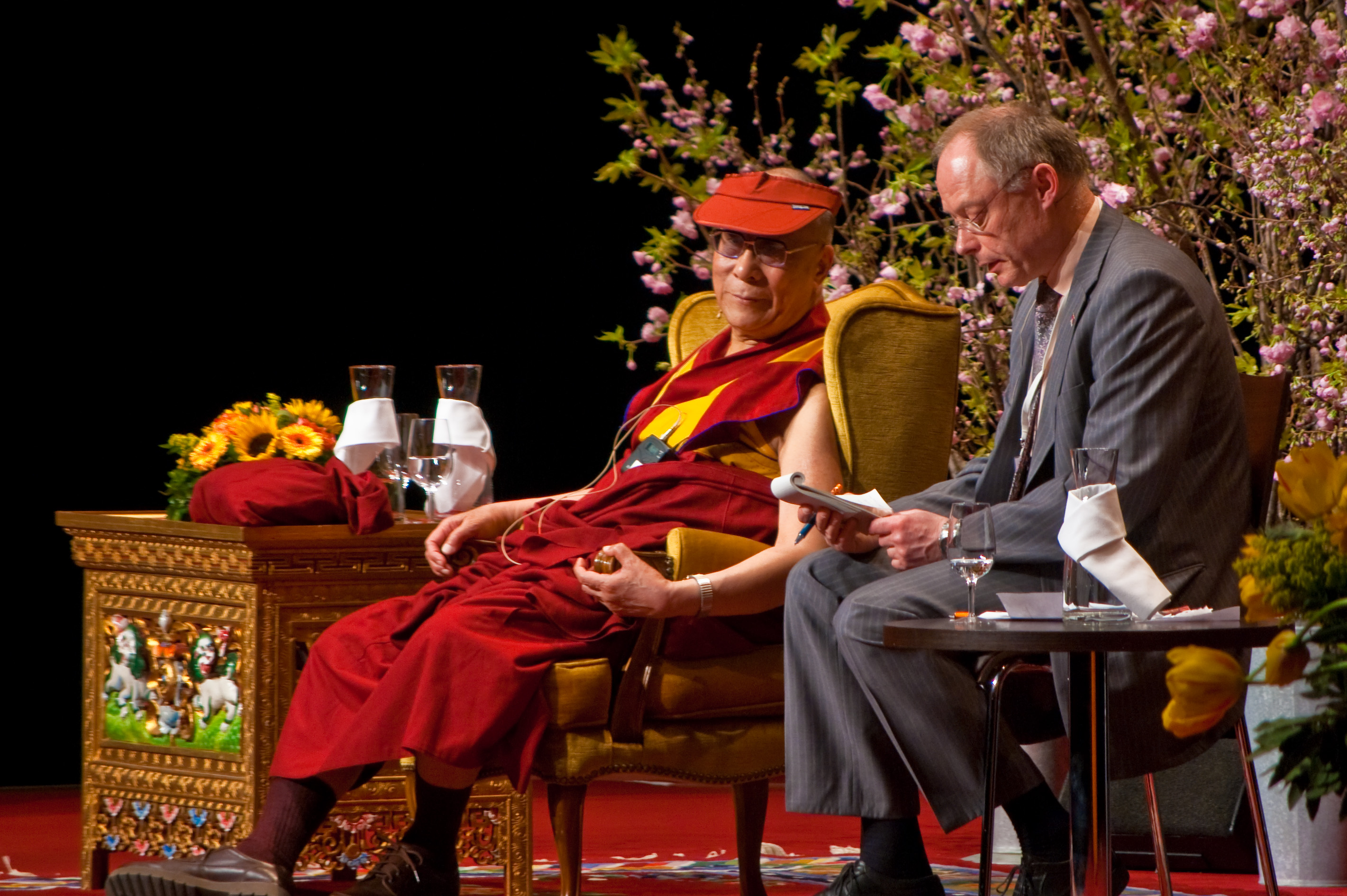
Le Dalaï-lama à Zurich.
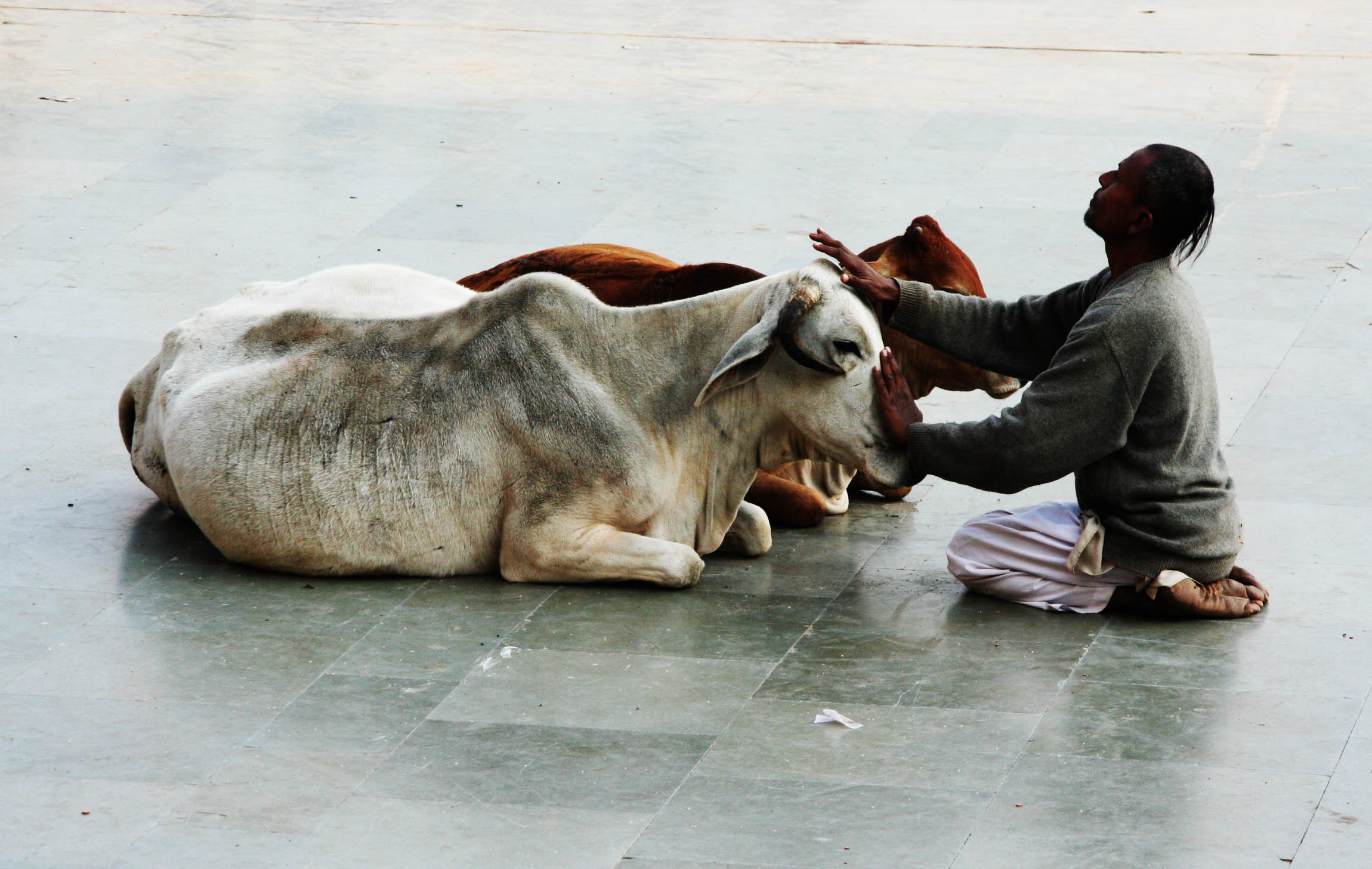
Hindou en prière face à une vache sacrée.
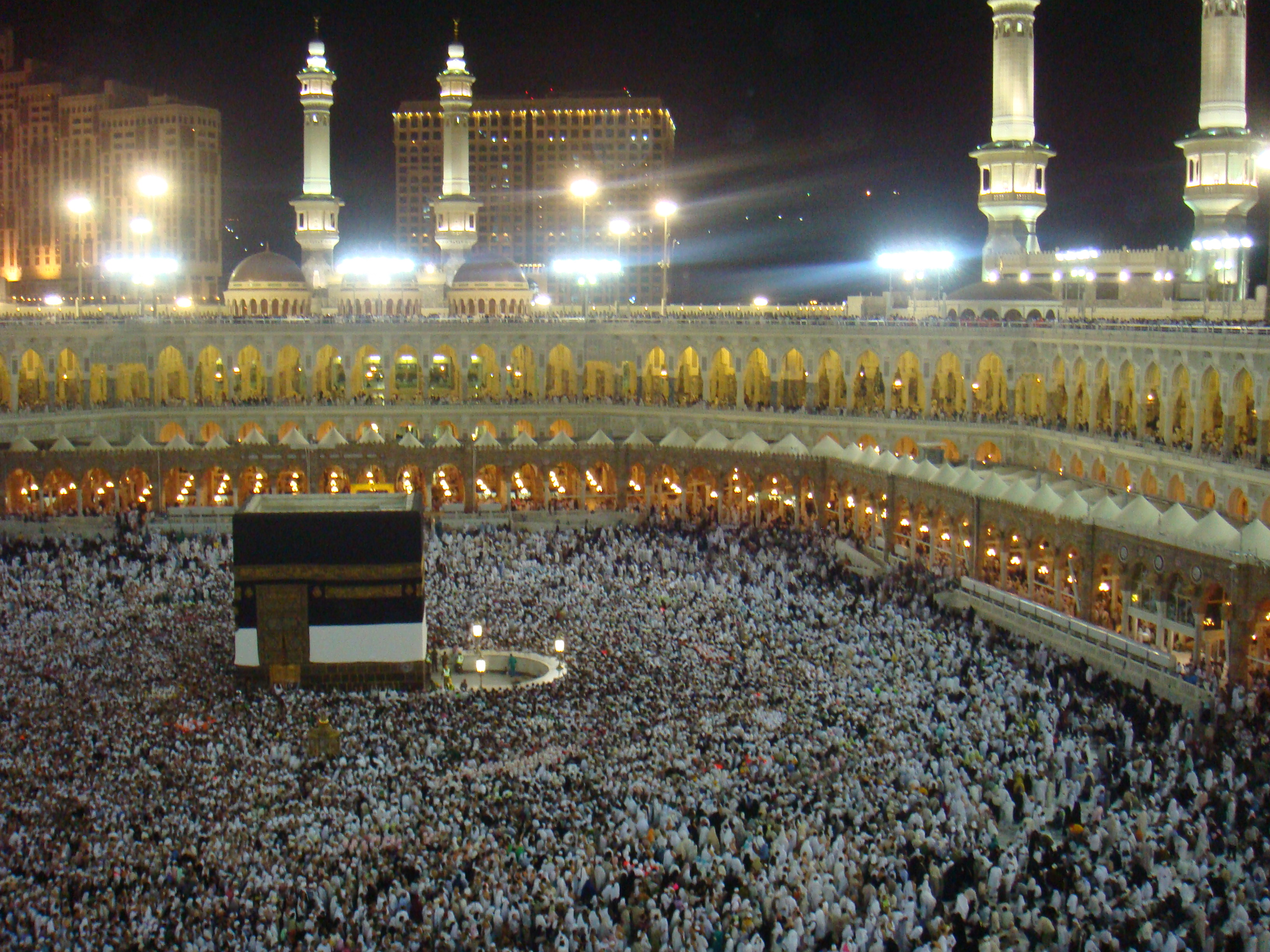
La Kaaba à La Mecque.
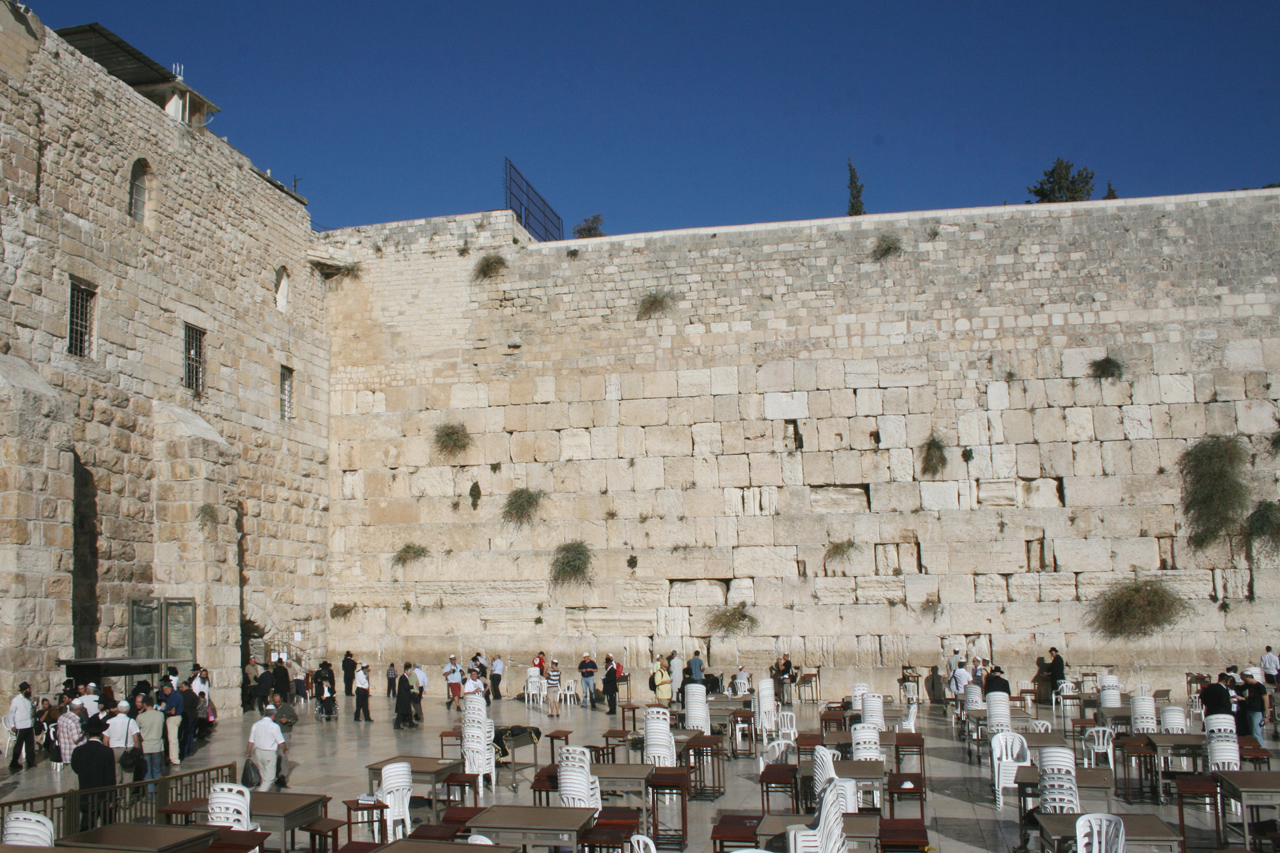
Mur des lamentations à Jérusalem en Israël.
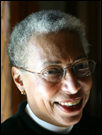
Barbara Harris, première femme évêque de l'Église épiscopalienne des États-Unis.

#### Critiques des définitions

La tour de Babel (Bruegel l'ancien) illustre un passage de la Genèse évoquant une époque où « toute la terre avait un seul langage et les mêmes mots ».

Les objections sur la façon dont les sciences des religions ont défini leur objet se sont exprimées de façon croissante, culminant dans les années 1980 avec la publication de plusieurs études remettant en cause toutes les définitions ainsi que la possibilité même de définir la religion pour en faire un objet d'étude « scientifique ».
Parmi les problèmes soulevés concernant les définitions de la religion proposées dans les sciences humaines, il a été constaté qu'aucune définition ne s'applique à tout ce qui y est étudié comme étant de la religion ou une religion. En un autre sens, le problème de la définition de l'objet des sciences des religions ne serait pas tant l'absence d'une définition qui convienne à toutes les religions que le trop grand nombre de définitions. Yves Lambert a parlé à ce sujet d'une « tour de Babel des définitions de la religion ».
Le caractère européen ou occidental d'un concept que l'on voudrait universel pose aussi problème. Ce qui est plus particulièrement en cause lorsque ce concept est jugé occidental est son caractère théologique et chrétien. Le concept de religion renverrait nécessairement, en dernière analyse, à Dieu ou au surnaturel. Ceci pose problème à ceux qui y voient une croyance issue d'une religion particulière. Si tel est le cas, il est d'une part possible de faire valoir que cette croyance n'a pas à s'imposer aux autres par le biais d'une définition qui les inclurait toutes, et, d'autre part, que « les croyances religieuses » n'ont pas leur place dans des études à visée scientifique. Ainsi, pour des auteurs tels que Daniel Dubuisson ou Timothy Fitzgerald, la « religion », est une catégorie intellectuelle inopérante, née d'un désir d'affirmer le caractère transcendant d'une culture mondiale idéale ; ils considèrent qu'« il n'y a pas de fondement théorique non-théologique cohérent pour l'étude de la religion comme une discipline universitaire » à l'exception de définitions qui en dernier ressort renvoient à un théisme chrétien.
La nécessité que le discours sur les religions soit non religieux fait partie des revendications qui s'entendent dans les sciences des religions. Il faudrait pouvoir « parler du religieux de manière non religieuse », ce que ne feraient pas les sciences des religions. Cependant, pour Jonathan Z. Smith, c'est déjà assez largement le cas, car la religion ne ferait pas bon ménage avec les tentatives de la saisir intellectuellement. Il estime qu'« en un certain sens, il est plus facile d'être religieux sans le concept : la religion peut devenir une véritable ennemie de la piété. On pourrait presque dire que l'homme religieux se tourne vers Dieu ; c'est l'observateur du dehors qui se tourne vers la religion. » Smith considère que « La religion est uniquement une création d'universitaires. Elle est imaginée sur la base de comparaisons et de généralisations par les chercheurs pour les besoins de leurs études ».
Il a été aussi relevé que les définitions existantes sont partiales. Selon André Lalande, elles présentent « presque toutes le caractère d'incorporer une théorie ou une appréciation du fait ». Les définitions proposées véhiculeraient ainsi des pensées supplémentaires indiquant plus ou moins subtilement ce qu'il faut en penser ou en faire. Michel Despland donne l'exemple extrême de la définition qu'avait proposée Salomon Reinach dans son Orpheus : histoire générale des religions (1907). Il y définissait la religion comme « un ensemble de scrupules qui font obstacle au libre exercice de nos facultés ». Pour Michel Despland, « toutes les idées de la religion ne sont pas aussi impérialistes, mais il n'en reste pas moins que ces idées diverses non seulement désignent une réalité mais aussi donnent à penser et orientent nos réflexions ».
Les sciences des religions se sont constituées comme sciences au moment où elles affirmaient leur neutralité vis-à-vis des religions, mais la question de la neutralité des sciences des religions vis-à-vis de leur objet n'a pas cessé de poser problème. Ainsi, en 1987, Danièle Hervieu-Léger, revenant sur l'histoire de la sociologie des religions et ses principes fondateurs se demandait si le sociologue pouvait « échapper à l'impératif de devoir détruire son objet, dans le temps même où il le soumet aux procédures d'analyse et d'étude qui sont celle de sa discipline ». Le sociologue Shmuel Trigano estime pour sa part que « La sociologie de la religion [...] se donnant pour tâche de rendre compte du phénomène de la transcendance - le trait le plus fort de la religion - dans le cadre d'une explication reposant sur le principe de l'immanence absolue de tout phénomène social, ce projet même la conduisait à supposer que l'expérience religieuse était trompeuse, en tout cas illusoire, et que derrière elle, se tramait une réalité dont le croyant n'était pas conscient ».

#### Religions: traditions culturelles ou confessions religieuses?
Le terme religion sert à désigner, d'une part, des mouvements revendiquant une séparation ou une coupure avec la culture et la tradition des sociétés dont elles sont issues, et d'autre part, des traditions plurimillinéraires qui se confondent avec les cultures de l'humanité à l'échelle des civilisations et des continents. Une religion, ce peut ainsi être une religion confessionnelle, dont la taille peut être de quelques dizaines d'individus, ou bien ce qui est appelé les « grandes religions ». Il n'y a pas de consensus sur ce que sont ces grandes religions. Le sociologue Max Weber considérait cinq ou six « religions mondiales » qu'il définissait comme des « systèmes de réglementation de la vie, religieux ou déterminées par la religion, qui ont su réunir autour d'eux des masses particulièrement importantes de fidèles : l'éthique religieuse confucéenne, hindoue, bouddhiste, chrétienne, islamique. Nous devons y ajouter une sixième religion, le judaïsme : parce qu'on y rencontre des présupposés historiques décisifs pour la compréhension de ces deux dernières, […] » Par ailleurs Max Weber s'est intéressé à ce qu'il désigne comme des « groupements communautaires », c'est-à-dire les religions confessionnelles qui prennent place dans les grandes religions. Plus récemment Michel Malherbes, dans un livre qui ne se situe pas au niveau de travaux académiques ou universitaires mais que l'auteur présente comme « un ouvrage de vulgarisation, traité comme un travail de journaliste », comptait quatre « grandes religions » donnant à titre indicatif un pourcentage de la population mondiale pour chacune d'entre elles : le christianisme (28 %), l'islam (18 %), l'hindouisme (15 %) et le bouddhisme (5 %). Il estimait en outre à 29 % le taux de la population mondiale sans religion et à 5 % les adeptes d'« autres religions ». Au-delà de ces « grandes religions » Michel Malherbes aborde dans son ouvrage plus d'une centaine de religions, qui sont pour la plupart des religions au sein des grandes religions.
L'emploi du terme religion autant pour désigner des groupements communautaires aux contours assez bien définis que pour les grandes traditions religieuses de l'humanité, relève d'une indétermination quant au rapport entre la culture et ce que l'on appelle religion, problème auquel se sont attaqués différents chercheurs en sciences des religions. Dans La religion pour mémoire, Danièle Hervieu-Léger avait cherché à raccommoder les religions comprises comme des systèmes de croyances avec les traditions culturelles de l'humanité en proposant de définir une religion comme « tout dispositif par lequel est constituée, entretenue, développée et contrôlée la conscience individuelle et collective de l'appartenance à une lignée croyante particulière ». Le point c'est la « lignée croyante » qui désigne le lien d'une religion avec une tradition et par là une histoire et une culture. Danièle Hervieu-Léger estime ainsi que le propre d'une religion est la référence à « une mémoire autorisée », c'est-à-dire à une tradition, tandis que les communautés qui sont sans référence à une tradition ne devraient pas être pensées comme des religions.
Dans son livre La sainte ignorance, le temps de la religion sans culture, le sociologue Olivier Roy adopte une position diamétralement opposée à celle de Danièle Hervieu-Léger. Estimant que la conception de la religion qui requiert un « saut dans la foi » est la norme du « pur religieux », il soutient qu'il faut chercher à comprendre la situation actuelle du religieux à partir des religions qui se développent le plus aujourd'hui. Ainsi, l'auteur n'identifie pas le « pur religieux » aux « grandes traditions religieuses », ni aux Églises protestantes « traditionnelles » si l'on peut en parler ainsi, mais aux « nouvelles religions », en particulier celles de la vaste mouvance appelée pentecôtisme ou évangélisme. Celles-ci auraient les caractéristiques du « pur religieux » dans la mesure où il y est affirmé une rupture avec les traditions et des cultures dont elles sont issues, et où elles n'ont le plus souvent aucun rapport institutionnel, ni avec les religions plus anciennes, ni entre elles. L'auteur considère le pur religieux comme un mythe, c'est-à-dire que ce « pur religieux » n'existerait pas autrement que comme une idée, mais ce mythe serait présent mondialement, partout où se trouvent des personnes pour défendre les uns contre les autres leur religion en sa pureté. Olivier Roy qualifie cette religion sans culture de « sainte ignorance », et estime qu'elle a de beaux jours devant elle.

### Lien entre religion et comportements sociaux
Les enquêtes sociologiques montrent une association entre l’auto-évaluation de la religiosité et un comportement « prosocial ». En particulier dans les sondages les personnes se disant très croyantes signalent plus souvent participer activement à des activités de bienfaisance, mais on mesure mal si cela est exact, exagéré, ou si les non-religieux sous-estiment leurs activités altruistes. Une étude récente a montré que « cette association émerge surtout dans des contextes où les préoccupations de réputation sont renforcées ».
L’induction expérimentale d’un état d’esprit « religieux » semble réduire les taux de tricherie et augmenter le comportement altruiste vers des étrangers anonymes, mais tant chez des croyants que chez des laïques et non-croyants. Des expérimentations montrent aussi un lien entre une dévotion religieuse affichée et une plus grande confiance (en soi ou en autrui) mais les chercheurs constatent qu’avoir lu le mot « Dieu », ou le fait d’avoir lu le mot « esprit » (en anglais, « Spirit » est proche du mot « spiritualité ») ou « police » a le même effet. Ni l’Histoire ni la sociopsychologie ne montrent à ce jour[Quand ?] de différences claires entre le comportement social, éthique, moral ou criminel de personnes ou groupes se disant religieux ou athées. Le fait d’être croyant ou la pratique religieuse ne semble pas par exemple liée à la propension à aider un inconnu dans la détresse (ou à s’en détourner), mais le type de religiosité (ou de comportement moral chez un laïc) a une importance sur le type d’aide qui sera apportée, si la personne s’est arrêtée pour parler avec la personne en détresse. Les effets directs et indirects de la religion et de la pratique religieuse sur la criminalité semblent aussi varier selon les époques et les contextes, et ils sont souvent contre-intuitifs ou paradoxaux (ainsi la religion a historiquement justifié les croisades, de vastes mouvements de déculturation, de colonisation et parfois d’asservissement très violents). Des gens se disant religieux ont participé à de très nombreuses guerres et violences fratricides ou les ont cautionnées. Inversement, la religion semble aussi avoir généré des comportements individuels ou de petites communautés considérés comme exemplaires.
Les croyances et les comportements religieux découragent-ils les comportements égoïstes ou criminels ? ou autrement dit : l’athéisme diminue-t-il la pratique de comportements vertueux ? Des chercheurs ont tenté de répondre à cette question en étudiant les effets comportementaux des injonctions religieuses.
À ce jour[Quand ?], ils n’ont pu trouver aucune preuve convaincante ou systématique de relation scientifique ou empirique entre la religion, la religiosité, la malhonnêteté et la criminalité. En 1969, Hirschi et Stark surprennent par les résultats d’une étude portant sur les effets de l’implication religieuse des adolescents et la délinquance : ils ne trouvent aucune relation significative entre les deux. Des réplications ultérieures de ces travaux ont abouti à des résultats similaires ou mitigés. Chez les délinquants, la religiosité ne semble pas non plus être un facteur prédictif du risque de récidive. Une étude américaine (méta-analyse) sur le risque d’addiction à l’alcool ou à d’autres drogues et de délinquance conclut par contre que ce risque est moindre chez ceux qui ont une pratique religieuse, mais plusieurs commentaires ou d’autres études ont estimé que, hors certains processus de radicalisation rapide, l’engagement religieux (chez les jeunes adultes notamment) était quand même globalement inversement lié au risque de délinquance ou toxicomanie. Les grandes religions interdisent toutes le suicide, mais si Durkheim a autrefois conclu que la religion semble protéger du suicide, cela ne semble plus vrai, notamment dans les sociétés où le taux de suicide s’est élevé chez les jeunes. Les études qui ont tenté de prendre en compte les multiples dimensions de la religiosité concluent souvent que la « religiosité en soi » pourrait-être moins « protectrice » que d'autres facteurs (aptitude à la maîtrise de soi), ou qu’elle n’est efficace pour certains groupes d'hommes (parmi une minorité de jeunes adultes profondément religieux dans le cas de la violence conjugale ou familiale perpétrée par des hommes selon une étude récente (2015)).
- Une méta-analyse de 60 études antérieures a été faite pour répondre à 2 questions : 1) Quel sont les orientations et l'ampleur des effets de la religion sur la criminalité ? 2) Pourquoi les études précédentes ont-elles autant varié dans leur estimation de ces effets? 
Les auteurs ont conclu qu’aujourd’hui, les croyances et les comportements religieux exercent un « effet dissuasif modéré » sur le comportement criminel des individus. Ils estiment que les études antérieures ont systématiquement varié dans leur estimation de l'effet de religion contre la criminalité, en raison de biais méthodologiques et/ou d’approches conceptuelles du sujet trop différentes.
- Une étude trans-culturelle et trans-nationale conduite à l’université de Chicago (USA), la première faite à une telle échelle sur le sujet, a récemment (publication 2015) porté sur trois comportements (1. sens du don, c'est-à-dire capacité à spontanément partager, 2. tendance à juger autrui, 3. tendance à punir les autres). Ces 3 comportements ont été évalués chez 1 170 enfants âgés de 5 à 12 ans de six pays (Canada, Chine, Jordanie, Afrique du Sud, Turquie et États-Unis). Les enfants élevés dans des foyers non religieux se sont montrés plus altruistes que ceux élevés dans un environnement familial religieux (familles musulmanes et chrétiennes dans le cas de cette étude, les autres religions n’étant pas assez présentes dans le panel d’enfants pour en tirer des conclusions statistiquement significatives). Les auteurs notent que dans ce panel, l’éducation religieuse a plus souvent été associée à plusieurs tendances punitives en réponse à un comportement jugé « anti-social » ; En outre, plus la famille était « religieuse » (d’après une enquête faite auprès des parents), moins l’enfant se montrait altruiste dans les tests, et plus l’enfant d’une famille religieuse était âgé, plus il se montrait enclin à l’égoïsme, au jugement et à punir les autres[73]. L'âge de l’enfant, le statut socio-économique familial, ou le pays d'origine, étaient des facteurs modifiant le résultat, mais moins que le degré de pratique religieuse[73]. « L’ensemble de ces résultats révèlent la similitude entre les pays dans la façon dont la religion influe négativement sur l’altruisme des enfants. Ils remettent en cause le point de vue selon lequel la religiosité facilite le comportement social. Ils remettent aussi en question l’utilité et la vitalité de la religion pour le développement moral. Ces interrogations montrent que le discours moral ne sécurise pas la bonté humaine. En fait, il fait exactement le contraire », commente le professeur Decety, l’un des principaux auteurs de l’étude[73]. Pour Benjamin Beit-Hallahmi qui étudie la psychologie de la religion, cette moindre bonté à l’égard des autres pourrait résulter de « l'importance que de nombreuses religions accordent à une autorité extérieure et aux menaces de punition divine », alors que les enfants élevés dans des foyers laïques pourraient être mieux encouragés à suivre des règles morales juste simplement parce que c’est « la meilleure chose à faire » pour bien vivre en société, ainsi « quand personne ne les regarde, les enfants issus de familles non religieuses se comportent mieux »[73] (Cette étude sera prolongée dans 14 pays, avec l’objectif de comprendre comment le contexte religieux familial influence la manière dont les enfants vont redistribuer des biens à différentes personnes d’un groupe[73]).

### Thèse de la sécularisation
« On a beaucoup parlé depuis quelques années de retour du religieux. »

— Ernest Renan, 1848.
La sécularisation désigne la perte progressive d'importance des religions dans la vie des sociétés modernes. C'est en Europe occidentale et au Canada que le phénomène serait le plus avancé tandis qu'il gagnerait progressivement les autres sociétés. Le monde irait ainsi, à plus ou moins long terme, vers une sortie de la religion ou une fin des religions. Certains phénomènes qualifiés de religieux semblent cependant contredire cette perspective. Ceux-ci ne sont pas homogènes. Il peut s'agir d'un maintien ou d'une reviviscence des formes traditionnelles de religions, notamment dans les sociétés les moins sécularisées, ou bien, de manière plus patente dans les sociétés occidentales, de « recompositions du religieux » qui laissent penser que la religion dont le monde sort n'est pas exactement le religieux qui revient.
En rapport avec la thèse de la sécularisation, il est aujourd'hui question de retour du religieux pour des phénomènes divers et dont il est difficile de percevoir ce qui en ferait l'unité. Depuis les années 1970, le retour du religieux a ainsi été diagnostiqué dans le développement de ce que des sociologues appellent Nouveaux Mouvements Religieux (NMR). Il peut être perçu dans la vitalité et la croissance des mouvements charismatiques pentecôtistes et évangéliques. Le retour du religieux pourrait se caractériser par une tendance au retour à la tradition, mais aussi, par le développement d'une forme de religiosité personnelle, dés-institutionnalisée et dérégulée. Au niveau politique, il est question de retour du religieux à propos de l'influence qu'exercent des prédicateurs sur la vie politique américaine, pour la révolution islamique iranienne, pour la montée du fondamentalisme musulman ou encore, la montée du nationalisme hindou dans la vie politique indienne. Les constats qui permettraient de mesurer une sortie de la religion ou un retour du religieux sont difficiles à établir tandis que l'incertitude sur ce qu'est une religion joue fortement sur les arguments employés en faveur des idées de sortie ou de retour de la religion.
Ainsi, selon l’Encyclopédie des religions de Bayard, la fin du XXe siècle, « moins optimiste ou plus prudent que le précédent, a dû abandonner les grandes synthèses évolutionnistes, progressistes, rationalistes. Il a dû aussi renoncer à percer l'énigme de l'origine des religions, qui se heurte à trop d'obscurités pour que l'on construise autre chose que des hypothèses. Il a dû encore, malgré les constats de sécularisation croissante, enregistrer, en même temps que l'indifférence ou l'athéisme, un regain des croyances aux formes totalement imprévues ».

#### Sortie de la religion d'après Marcel Gauchet

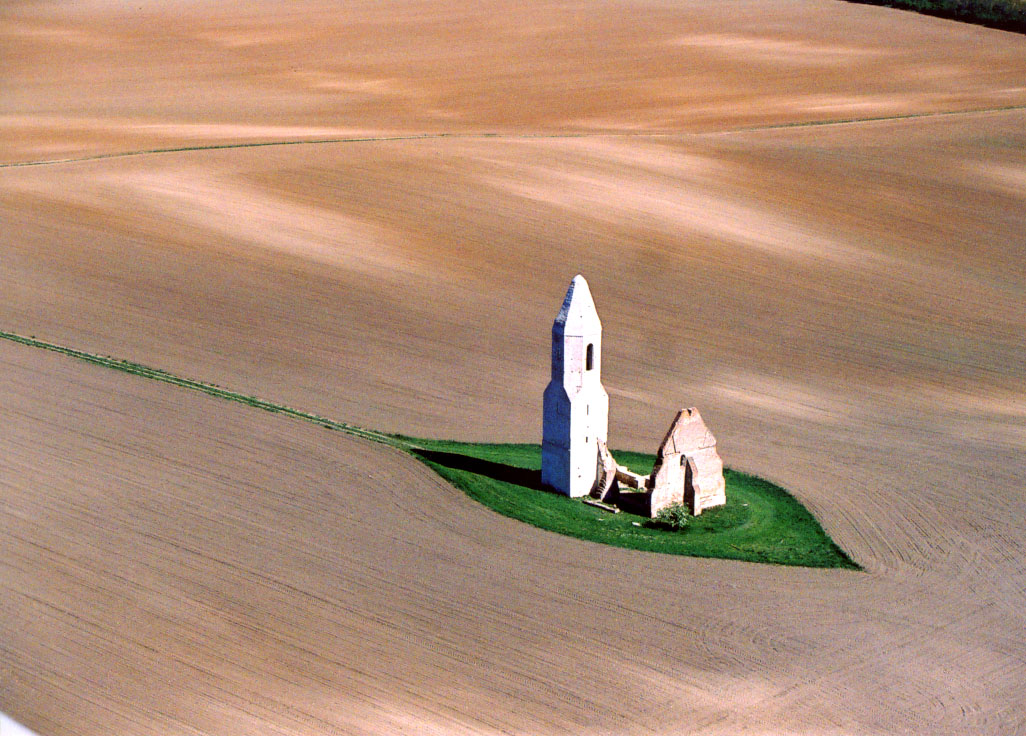
Ruines d'une église en Hongrie.

Marcel Gauchet a défendu la thèse selon laquelle une « sortie de la religion » était en cours dans Le Désenchantement du monde (1985). Le terme « désenchantement » est la traduction d'une expression à laquelle Max Weber avait donné une définition précise. Il s'agit de « l'élimination de la magie en tant que technique de salut ».
Pour Marcel Gauchet, la religion ne consiste pas originellement à croire en Dieu, mais à estimer que la vie doit être gouvernée par ce que l'on croit savoir de Dieu. Ce savoir se présente toujours comme rationnel tant qu'il opère comme mode de gouvernement. La religion consiste ainsi à prétendre « rendre exhaustivement raison du fondement invisible ». Elle est une imposture par définition, et c'est le cas de toutes les religions qui, selon Marcel Gauchet, se rapportent toutes à cet absolu.
Pour Marcel Gauchet, la fin de la religion intervient avec l'« épuisement du règne de l'invisible ». La fin ou la sortie de la religion n'est cependant pas la fin du religieux. L'auteur considère qu'il existe un « pur religieux » remontant aux origines de l'humanité. Celui-ci ne disparaît pas car le monde reste en rapport avec une transcendance qui en est l'origine ou le fondement. Cependant « personne n'est fondé parmi les présents-vivants à se réclamer d'une connexion privilégiée avec le fondement invisible, lequel n'a besoin de personne pour uniformément s'imposer ». Ce qui prend fin avec la sortie de la religion n'est donc pas ce que Gauchet désigne comme étant le « pur religieux », mais c'est la religion en tant que prétention à rendre compte du fondement invisible du monde. Avec la sortie de la religion « Dieu ne meurt pas, il cesse simplement de se mêler des affaires politiques des hommes ».
Marcel Gauchet affirme que l'on peut parler de « retour du religieux » mais pas de « retour de la religion ». L'un et l'autre seraient très différents en ce que le retour du religieux serait une nouvelle forme de religiosité désinstitutionnalisée, tandis que le retour de la religion désignerait la reviviscence d'une religion inexorablement vouée à la disparition. Ce qui s'apparente à un essor de la religion aujourd'hui serait de l'ordre d'états de déréliction intermédiaires des religions plutôt que l'avenir religieux de l'humanité.
Le fait que les religions soient devenues des systèmes de croyance fait partie de ce processus : c'est lorsque s'opère la « sortie de l'organisation religieuse du monde humain que la religion devient un système de croyance ». Comme Max Weber, Marcel Gauchet reconnaît au christianisme une place particulière dans l'histoire de l'humanité et parmi les autres religions, considérant qu'il s'agit de « la religion de la sortie de la religion ».
Le monde sortant de l'âge des religions, de nouveaux problèmes se posent car « le déclin de la religion se paie en difficulté d'être soi ». Marcel Gauchet estime que « La société d'après la religion est aussi la société où la question de la folie et du trouble intime de chacun prend un développement sans précédent ». L'auteur recommande d'aller consulter un psychanalyste si l'on ne sait pas gérer seul les névroses résultant des incertitudes de l'existence. Le discours psychanalytique, en particulier lacanien, pourrait aussi, selon Marcel Gauchet, permettre d'envisager des réponses plus collectives. Cependant, chacun devra affronter « la douleur lancinante, journalière que nul opium sacral ne permettra plus d'oublier : l'inexpiable contradiction du désir inhérent au fait même d'être sujet ».

#### Retour du religieux
Le thème d'un retour du religieux est évoqué dès le milieu du XIXe siècle d'après Ernest Renan, qui, ancien séminariste lui-même, s'inscrit en faux en affirmant un retour certes de formes religieuses, mais selon lui vidées de leur contenu et sans rapport avec la foi profonde du Moyen Âge[réf. souhaitée]. La lutte entre partisans en France d'un ordre de type séculier ou religieux sera vive (voir Affaire des fiches) jusqu'à ce que la Grande Guerre cimente l'Union sacrée. Ce n'est qu'en 1916 qu'un drapeau tricolore sera admis dans une église en Vendée, où le souvenir des massacres de Westermann est encore vivace.
Lors de la deuxième guerre mondiale, Aragon témoigne dans La Rose et le réséda de la bonne entente dans la Résistance entre celui qui croyait au Ciel, celui qui n'y croyait pas.
Dans l'après-guerre, un changement d'appréciation sur la valeur du progrès technique - déjà dénoncé par Edgar Quinet, puis Paul Valéry en leurs temps et repris Georges Bernanos s'est produit : ni les sciences ni les techniques ne répondent a priori aux questions d'un éventuel sens de la vie ou de la recherche du bonheur durable, qui ne sont pas leur objet. Le « progrès » des armements, déjà dénoncé par Charles Richet, est même perçu comme néfaste, voire désastreux. La bombe atomique montre l'humanité capable de s'anéantir elle-même, alors que grandissent avec les Amis de la Terre, puis le Club de Rome les préoccupations environnementales. Dans les écrits d'Hannah Arendt, il est question de crise de la culture, d'illusion du progrès, de perte de confiance en la raison. Avec l’effondrement de grands systèmes idéologiques ayant déçu, se battre pour des idées parait inutile, en plus de dangereux (thème dont Georges Brassens fera plusieurs chansons). Dans ce contexte, André Malraux évoquait avec plus d'éloquence que de précision les formes que pourrait ou devrait prendre un retour du religieux. Il aurait déclaré alors dans des entretiens que « Le XXIe siècle sera religieux [dans d'autres citations : "spirituel"] ou ne sera pas ». Cette formule deviendra rapidement célèbre. Il la dénoncera par la suite, niant l'avoir prononcée :

« Il [André Malraux] m'a dit que nous sommes la première civilisation dans l'histoire du monde à ne pas avoir de centre, de transcendance, de sens à la vie qui l'informe en tant que civilisation. Très sensible à la technologie moderne — « Pensez donc, en l'espace d'une seule vie j'ai vu les fiacres à Paris et des hommes sur la lune » — il s'inquiétait pour l'avenir d'une telle culture sans centre, et c'est là où, devant moi, il a prononcé la fameuse phrase : « Le XXIe siècle sera religieux ou ne sera pas ». Il a expliqué qu'il ne savait pas quelle forme cela prendrait : ou bien le renouveau d'une religion existante, ou bien une nouvelle religion, ou bien quelque chose de tout à fait imprévisible, comme il l'a souligné dans L'Homme précaire et ailleurs. Mais de toute façon, pour lui, ou bien notre civilisation retrouverait un centre, une transcendance, un sens à la vie, ou bien on se ferait tous sauter en l'air puisque nous en avons maintenant les moyens techniques. »

— Brian Thompson, « Le XXIe siècle sera religieux ou ne sera pas » : le sens de cette phrase prononcée, démentie, controversé.

L'opposition entre rationalité et religion est au cœur de la thèse de la sécularisation. Elle suppose que les religions reculent à mesure que le monde développe ses connaissances, comme le supposait Auguste Comte dans sa loi des trois états. Paul Valéry développe ce point de vue qu'il présente prudemment comme celui de Stendhal

« La sincérité ou l'intelligence du croyant est toujours incertaine aux yeux de l'incroyant; et la réciproque est parfois vraie. Il est presque inconcevable à l'incrédule qu'un homme instruit, calmement attentif, capable de s'abstraire de ses désirs ou de ses craintes imprécises (ou qui ne leur attribue de signification qu'individuelle, organique et presque morbide), capable aussi de s'entretenir nettement avec soi-même, et de bien séparer les domaines et les valeurs, ne rejette pas aux légendes et aux fables tous ces récits de bizarres événements immémoriaux ou improbables qui sont essentiels à l'autorité de toute religion, ne s'avise de la fragilité des preuves et des raisonnements sur quoi les dogmes se fondent, ne s'étonne jusqu'à la négation, en constatant que des révélations, des avis d'importance littéralement infinie pour l'homme, lui soient offerts comme des énigmes dangereuses à la manière du Sphinx, avec de si faibles garanties et dans des formes si éloignées de celles qu'il a coutume d'exiger des choses vraies. »

.
Selon Odon Vallet, cette perception est de plus statistiquement fausse excepté en Europe : toutes les religions ont gagné des adeptes par simple effet démographique au XXe siècle, excepté le bouddhisme qui en a perdu non en raison de la modernité, mais des persécutions. Les religions proposent cependant des valeurs fondamentales (indépendantes en général des croyances - qui ont d'ailleurs aussi pour effet de les légitimer), des progrès, un espoir, une fin, des motivations, un sens à la vie, que ne donne pas dans l'état actuel des connaissances la modernité concurrente. Lorsque la modernité décevrait, la religion reviendrait.
Toutefois de nombreux modèles de valeur humaine et morale issus de l'Antiquité (Solon, Socrate tel que décrit par Platon, Epictète, Régulus, Cicéron, Marc-Aurèle, Caton, Horatius Coclès, Mucius Scaevola... sont issus d'une civilisation où ni la religion ni les sciences exactes ne se prononcent sur un quelconque message moral : la morale est issue chez eux de la philosophie ou de l'éducation bien avant que des religions extérieures à l'Empire ne viennent la revendiquer comme étant de leur ressort.
Des théories de « postmodernité » - parfois nommée ultra-modernité ou hyper-modernité - ouvrent des perspectives différentes sur la question de la situation religieuse du monde et de son devenir. Elles semblent pouvoir expliquer à la fois le déclin d'institutions religieuses anciennes, la persistance d'une spiritualité individuelle et une permanence du religieux. Ces théories accordent une place importante à la montée d'une « culture du soi » ou d'une requête d'accomplissement personnel (voir Pyramide de Maslow) en fonction de la subjectivité individuelle. Selon Danièle Hervieu-Léger, ces théories permettent de penser que le recul des religions serait davantage une « dés-institutionalisation » du religieux que sa disparition. Le religieux se recompose pour répondre à un des besoins qui ne satisfont plus par l'appartenance à une communauté ou en se fiant aux interprétations autorisées des « grands récits » qui ont accompagné la formation des cultures du monde. Les individus prennent ce qui leur semble avoir du sens dans ces traditions et l'interprètent librement pour orienter les choix de leur vie. L'essor de cette religiosité participerait « du règne de l'individualisme expressif et de la culture de l'authenticité ». Dans cette perspective, la sécularisation peut se comprendre comme un processus de dérégulation institutionnelle de la religion. Les religions traditionnelles et institutionnalisée s'effaceraient pour laisser place à un religieux dérégulé, les religions collectives et identitaires disparaîtraient au profit d'un religieux diffus et personnel. Selon Danièle Hervieu-Léger, la prolifération des croyances, notamment dans l'occident chrétien, se traduit dans deux grandes figures individuelles du croyant, le pèlerin et le converti.
La perspective de la sécularisation et de la fin des religions a été plus radicalement remise en cause qu'elle ne l'est avec la thématique de la recomposition ou de la dérégulation du religieux. Cette remise en cause a trouvé une expression particulièrement claire avec la publication en 1999 d’un collectif dirigé par Peter Berger et intitulé La désécularisation du monde. Peter Berger y affirme que la théorie de la sécularisation, qu'il avait lui-même défendue auparavant, est globalement fausse lorsqu'elle prédit la fin des religions car la sécularisation entraîne une réaction religieuse sur des lignes conservatrices ou traditionalistes. Pour Peter Berger, « Le monde est aujourd'hui, à quelques exception près [...], aussi furieusement religieux que toujours, et par endroits plus qu'il ne l'a jamais été ».

#### Indifférence religieuse
Selon Claude Dagens, la sécularisation serait la cause de la montée de l'indifférence religieuse en Occident depuis les dernières décennies du XIXe siècle.
Dans Religion privée, opinion publique, Bertrand Binoche établit une corrélation entre la valorisation de l'idée de tolérance dans l'opinion publique depuis le XVIIIe siècle et le refoulement de la croyance religieuse dans l'espace privé. Il y décrit le paradoxe de ce refoulement : « Paradoxe : nous ne pouvons vivre en paix qu'en acceptant, une fois pour toutes, de renoncer à être d'accord sur l'essentiel. Paradoxe du paradoxe : ce que nous abandonnons au désaccord devient ipso facto inessentiel ».

### Croyances, vérité et relativité
Les idées de relativité culturelle ou de choc des civilisations ont en commun qu'elles supposent l'existence d'entités (des cultures ou des civilisations) qui se rapportent diversement à des religions envisagées comme des ensembles de croyances et de pratiques pour un groupe ou une société. Ce qui est en jeu lorsqu'il est question de relativité culturelle ou de choc des civilisations est le caractère supposé insurmontable des différences entre des « mentalités », des systèmes de pensée ou de croyances identifiés à des cultures, des sociétés, des civilisations ou des religions. Les notions de culture, de société ou de civilisation sont entrées dans le langage moderne par la polémique sur la religion. Toutefois, elles n'ont pas de définition précise, pas plus que celle de religion. Elles peuvent être définies les unes par les autres, les unes contre les autres, parfois les unes comme les autres, ce en quoi elles pourraient n'être que différentes façon de parler vaguement de « la même chose » : de la religion, la culture ou la civilisation, ou bien, au pluriel, des religions, des cultures ou des civilisations.

#### Relativité culturelle
Le relativisme moderne permet de penser d'une part, que les croyances et les normes morales des différentes sociétés n'ont pas de fondement rationnel, et d'autre part qu'elles sont légitimes et respectables au sein du système de pensée où elles trouvent leur cohérence. Dans ce contexte, les croyances ne peuvent être ni défendues à l'extérieur, ni critiquées de l'extérieur. À l'extrême, Richard Shweder (en) qui soutient la thèse de l'incommensurabilité des cultures a suggéré que l'excision ne pouvait être jugée de l'extérieur. Raymond Boudon réagit à ce genre de positions en écrivant : « On attend encore le culturaliste qui refuserait de juger de l'extérieur la lapidation des femmes adultères ou la condamnation à mort pour cause de conversion religieuse ». Selon Raymond Boudon « Le relativisme a existé dès l'Antiquité, en témoigne le Théétète de Platon (152 a), mais il a toujours représenté une philosophie parmi d'autres. Il n'est devenue une philosophie dominante que de notre temps ». En un sens large il est possible de qualifier de « relativiste » l'idée selon laquelle la compréhension et l'interprétation de discours dépend des conditions historiques et culturelles dans lesquelles ils sont énoncés. En un sens plus restrictif le relativisme consiste à tenir qu'il n'y a de vérité qu'à l'intérieur d'un système de pensée ou d'une culture donnée, la vérité d'une culture n'étant pas accessible à une autre. Raymond Boudon propose de voir dans ces deux façons de considérer le relativisme un bon et un mauvais relativisme : « Le bon relativisme a attiré l'attention sur le fait que les représentations, les normes et les valeurs varient selon les milieux sociaux, les cultures et les époques. Le mauvais en a conclu que les représentations, les normes et les valeurs sont dépourvues de fondement : qu'elles sont les constructions humaines inspirées par le milieu, l'esprit du temps, des passions des intérêts ou des instincts ».
Les bases théoriques du relativisme moderne n'ont jamais été posées de façon systématique, mais elles peuvent être envisagées dans une relecture de certaines œuvres, notamment celles de Montaigne, Hume et Weber, trois auteurs parmi ceux qui comptent le plus dans l'étude de la formation de l'idée moderne de religion. Ce que Montaigne aurait permis de comprendre est que : « en matière normative, il n'y aurait pas de vérité, mais seulement des coutumes variables d'une société à l'autre ». Avec ce qu'il est convenu d'appeler la guillotine de Hume, David Hume aurait fourni l'un des arguments essentiels du relativisme moderne : « aucun raisonnement à l'indicatif ne peut engendrer une conclusion à l'impératif ». L'idée est que l'on ne peut déduire logiquement des normes de propositions qui ne soient pas elles-mêmes des normes. En d'autres termes, les principes moraux indiquant ce qu'il faut faire ou ne pas faire ne se déduisent pas uniquement de l'observation de faits, mais toujours d'autres principes moraux. Enfin Max Weber, avec Le polythéisme des valeurs et La guerre des dieux aurait fourni, « contre son gré », les bases d'une argumentation relativiste déployée à sa suite par les sociologues allemands qui ont insisté sur l'idée que les valeurs culturelles relèvent de l'arbitraire et des rapports de force.
C'est dans le sillage des travaux sur les religions des sociologues allemands Georg Simmel et Ernst Troeltsch que se sont ensuite développées les théories sociologiques ou théologiques qualifiées de relativistes sur les religions. Troeltsch fut relativiste comme « à regrets ». Son relativisme est plutôt un diagnostic qu'il pose sur la pensée de son temps sur les religions et sur l'histoire des religions, problème qu'il cherche à dépasser tout en consolidant néanmoins par ses analyses la possibilité de décrire et d'expliquer une forme d'incommunicabilité entre cultures ou religions. C'est dans la seconde moitié du XXe siècle, avec des travaux relevant plus directement de la théologie, que l'incommunicabilité entre cultures ou la valeur propre de religions irréductibles les unes aux autres commencera à être défendue comme un fait positif et respectable, parfois considéré comme voulu par Dieu lui-même, par exemple par John Hick qui défend, d'un point de vue chrétien, l'égale valeur de toutes les religions.
A contrario, Paul Valéry dans son essai sur Stendhal expose une raison pour l'incroyant de douter de toutes les religions :
« Il est presque inconcevable à l’incrédule qu’un homme instruit, calmement attentif, capable de s’abstraire de ses désirs ou de ses craintes imprécises (ou qui ne leur attribue de signification qu’individuelle, organique et presque morbide), capable aussi de s’entretenir nettement avec soi-même, et de bien séparer les domaines et les valeurs, ne rejette pas aux légendes et aux fables tous ces récits de bizarres événements immémoriaux ou improbables qui sont essentiels à l’autorité de toute religion, ne s’avise de la fragilité des preuves et des raisonnements sur quoi les dogmes se fondent, ne s’étonne jusqu’à la négation, en constatant que des révélations, des avis d’importance littéralement infinie pour l’homme, lui soient offerts comme des énigmes dangereuses à la manière du Sphinx, avec de si faibles garanties et dans des formes si éloignées de celles qu’il a coutume d’exiger des choses vraies.

Rien de plus difficile à attribuer sans réserves à quelqu’un de pareil à nous. Il n’y a point de doute que la foi existe ; mais on se demande avec quoi elle coexiste dans ceux chez qui elle existe. Un incrédule y voit une singularité, quoique contagieuse, estime qu’un croyant d’esprit distingué ou supérieur, un homme comme Faraday, chef de la secte des Sandemaniens, ou Pasteur, porte véritablement deux hommes en lui. »
— Paul Valéry, Variété

Cas d'échanges, d'interdépendances ou de relations entre cultures ou entre religions
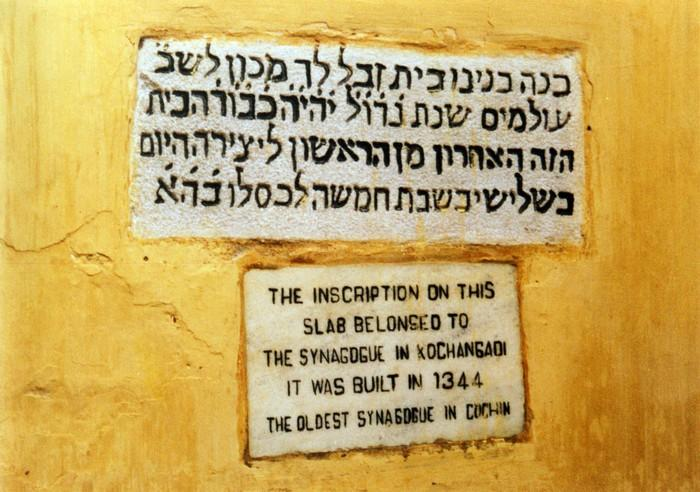
Inscription de la synagogue de Cochin en Inde. Une communauté juive y est présente probablement depuis le Ier siècle.
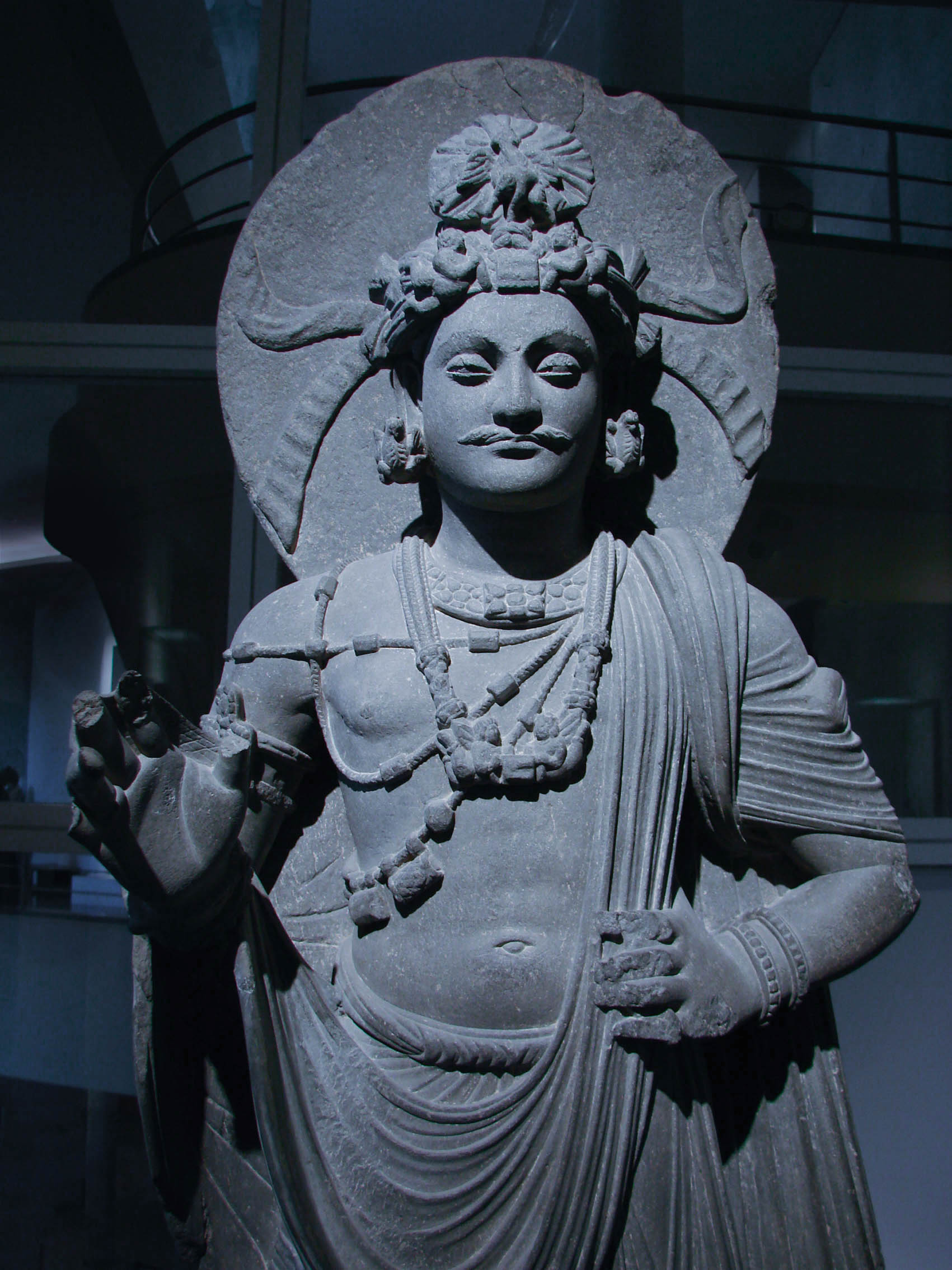
Statue bouddhiste hellénistique, un art au confluent du bouddhisme et de la tradition artistique de la Grèce antique.
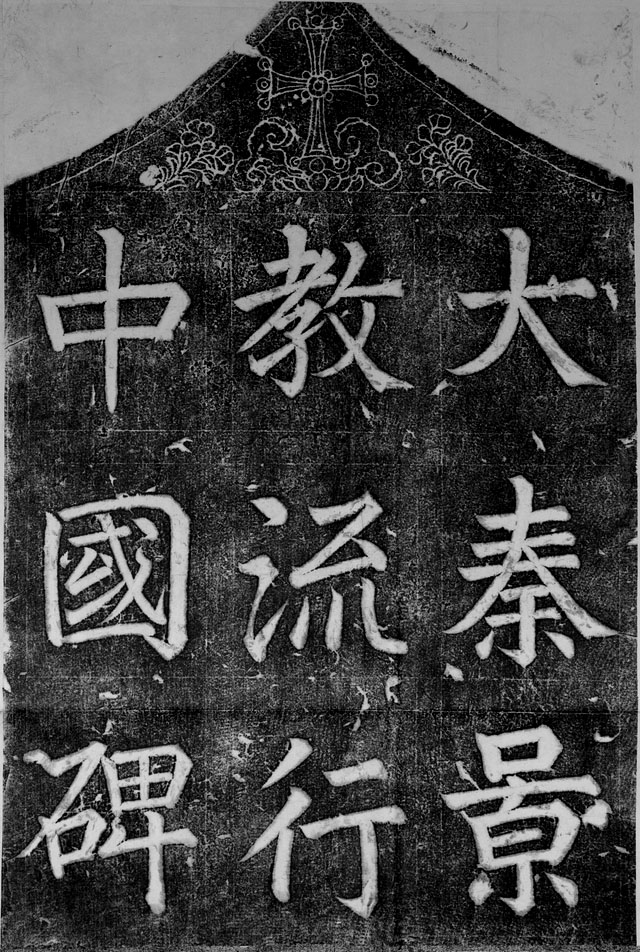
Sommet de la stèle nestorienne de Xi'an, Chine. Témoigne de la présence de chrétiens en Chine au VIIe siècle.
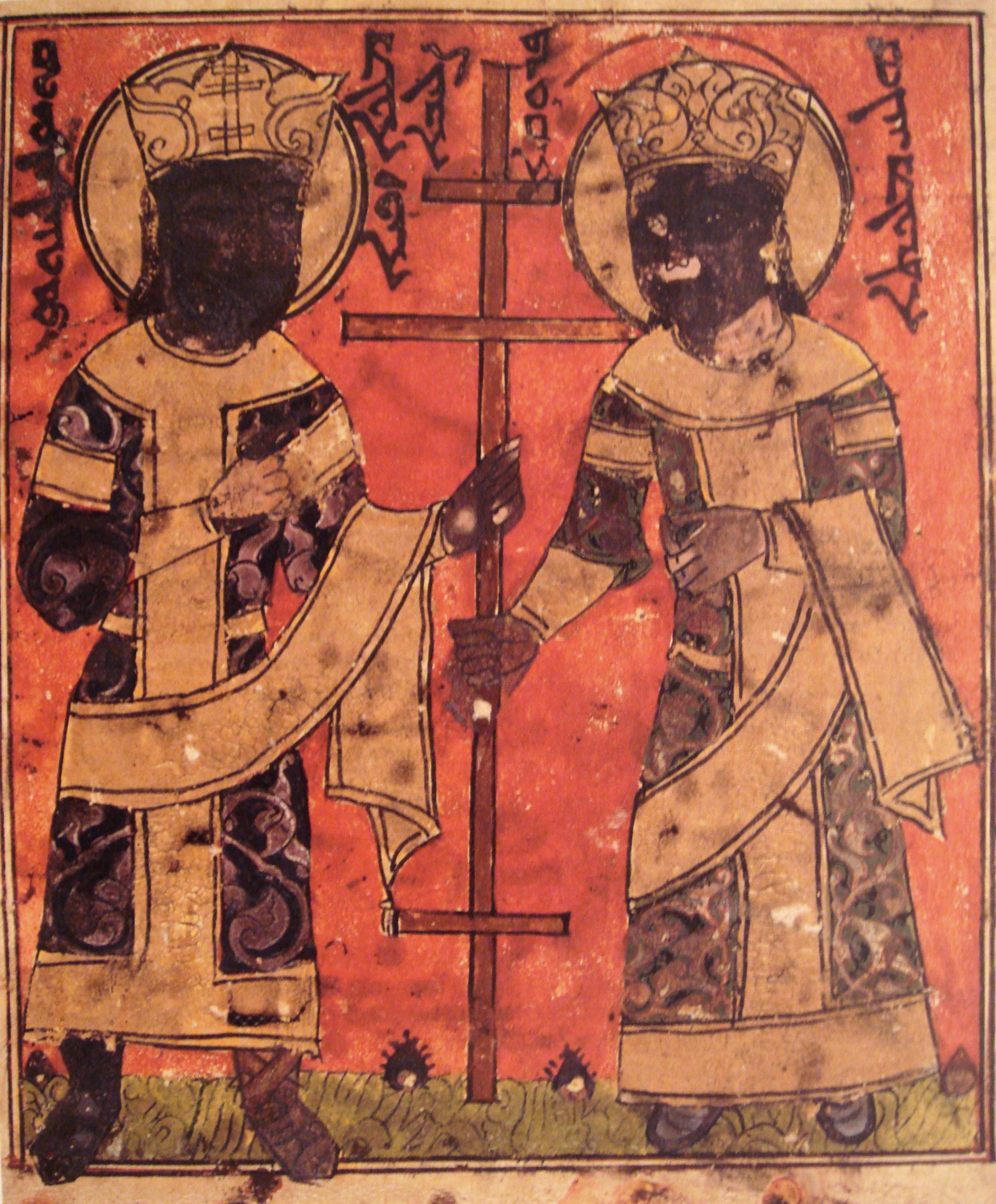
Hulagu Khan et son épouse tenant la croix. Il conquiert Bagdad en 1258 où il instaure pour une trentaine d'années la politique de tolérance religieuse des Mongols, sans jamais se déclarer d'aucune religion.
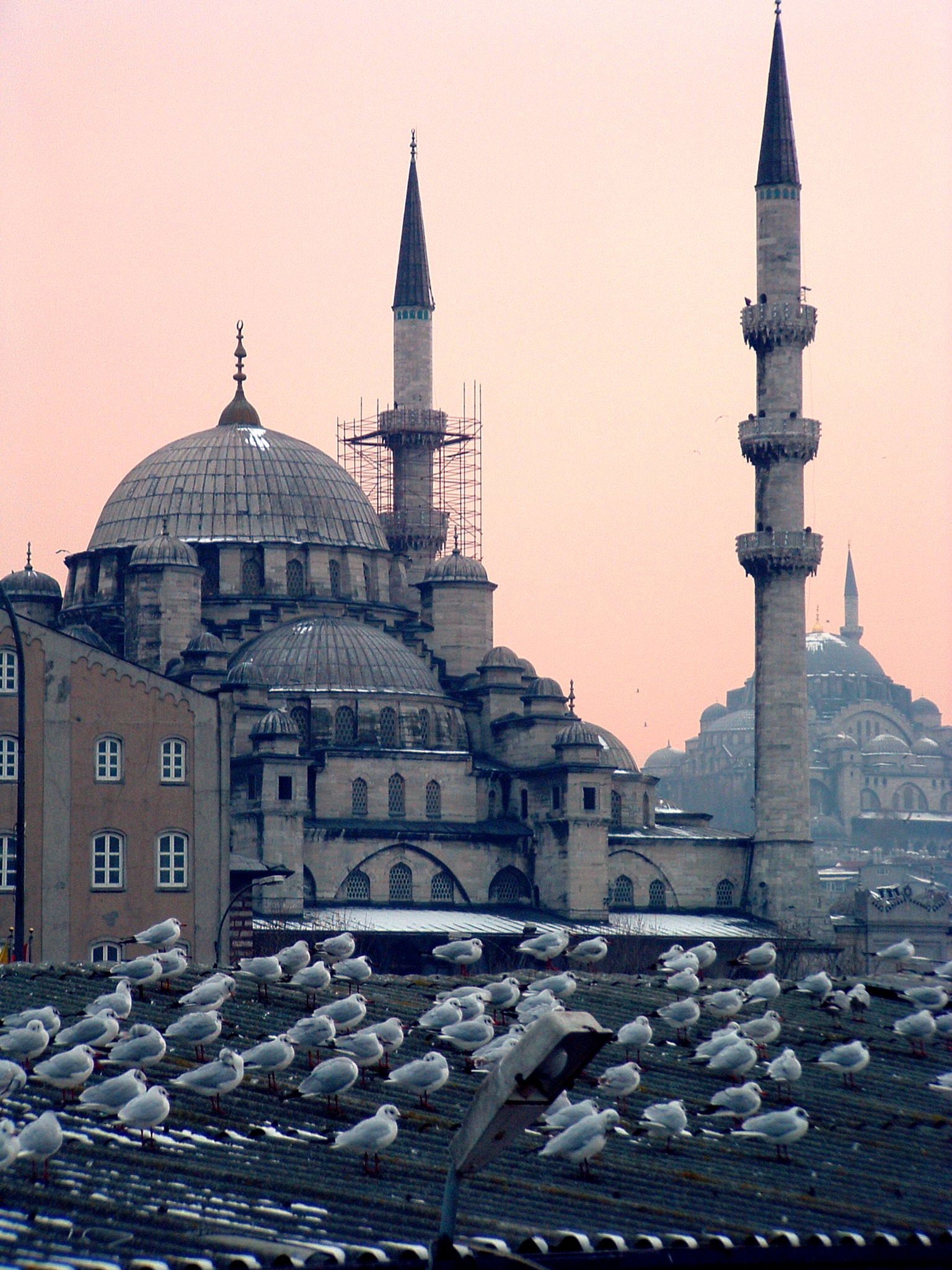
La mosquée bleue, construite sur le modèle de la basilique Sainte-Sophie (au fond). Istanbul.
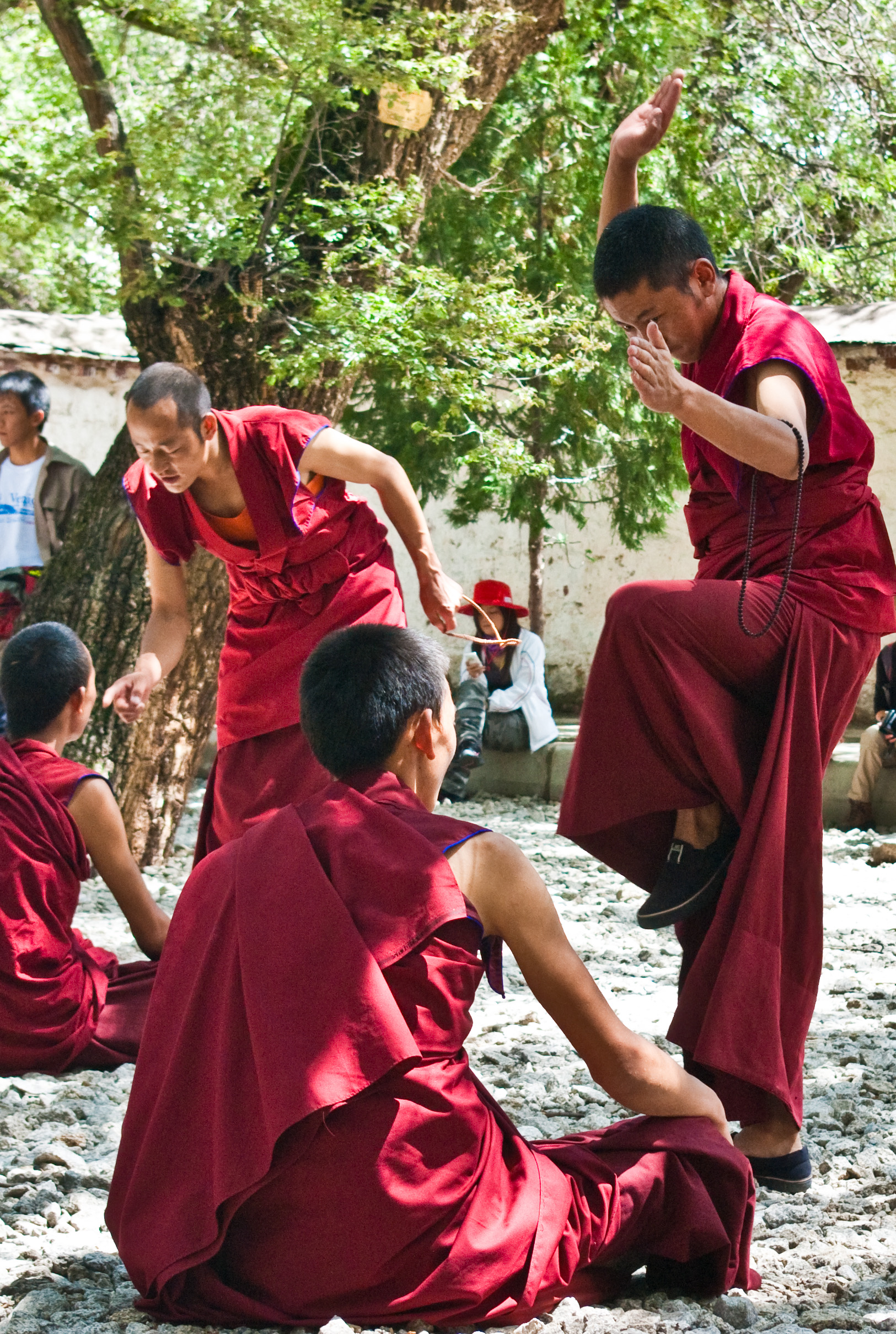
Débat entre moines au Tibet. Un exercice codifié qui a ses origines dans les débats entre écoles bouddhistes et avec des non-bouddhistes.

#### Respect des croyances
Dans Postmodernism, reason and religion (1992), Ernest Gellner critiquait ceux qui s'attachent à des croyances religieuses autant que ceux qui sans vraiment y croire leur donnent de la légitimité par leur discours relativiste et postmoderne. Il analyse la situation actuelle en proposant de penser qu'il y a non pas seulement une alternative entre modernité et postmodernité, entre religion et science ou entre conservatisme et progressisme tel que l'on pensait habituellement selon des clivages binaires mais que les débats jouent sur trois positions : le fondamentalisme religieux, le relativisme défendu dans la mode de la postmodernité, et le rationalisme. Pour sa part Jacques Bouveresse envisage trois positions qui ne se disent pas tout à fait de la même manière : celle du rationaliste qui estime au moins possible de rejeter ce qui est faux à défaut de pouvoir tout dire du vrai, celle du sympathisant rationaliste qui demande de l’indulgence pour les croyances tout en se disant incroyant, et celle du croyant qui tient pour vrai sans savoir qu'il croit. L'auteur considère que l'on ne peut osciller indéfiniment entre ces trois attitudes. Il attaque les intellectuels qui, tout en se disant incroyants, se posent en défenseurs de la religion au nom de choses comme le besoin de sacré et de transcendance, ou le fait que le lien social ne peut être, en dernière analyse, que de nature religieuse. Cette attitude témoignerait de ce que notre époque n'est pas tant celle du « retour du religieux » que du « recours au religieux », ouvrant la porte à des manipulations que ce soit par le politique ou par des charlatans religieux.
Pour Jacques Bouveresse, le principal danger en matière de religions viendrait aujourd'hui de discours qui ne donnent de légitimité qu'à une religion sans raison ou une foi sans intelligence. Ce danger ne viendrait pas tant des religions elles-mêmes que d'un milieu universitaire, par ailleurs complètement affranchi de tout contrôle des religions. Dans un chapitre intitulé « Les vrais et les faux amis des religions », Jacques Bouveresse déclare n'avoir personnellement « que peu de disposition pour la croyance, ayant une propension, naturelle ou acquise, à vouloir juger et évaluer les croyances de façon rationnelle ». Et il s'oppose à ceux qui, notamment dans le domaine des sciences des religions, assurent une légitimité a priori à toutes les croyances.

#### Valeur du vrai
Paul Veyne dans Les Grecs ont-ils cru à leur mythes ? propose une réflexion sur ce qui, aujourd'hui comme hier, fait que l'on tienne certaines choses pour vraies, c'est-à-dire que l'on y croit. Il conclut son essai en écrivant : « Le propos de ce livre était très simple. À la seule lecture du titre, quiconque a la moindre culture historique aura répondu d'avance « Mais bien sûr qu'ils y croyaient, à leurs mythes ! ». Nous avons simplement voulu faire en sorte que ce qui était évident de « ils » le soit aussi pour nous et dégager les implications de cette vérité première ». Pour Paul Veyne, les Grecs avaient raison de croire en leurs mythes. Platon ou Aristote y croyaient en s'assurant de tout ce dont il était pour eux possible de s'assurer selon une raison qu'ils ont, semble-t-il, fort bien déployée. Ils retranchaient des mythes ce qui devait être tenu pour invraisemblable, participant ainsi, par amendements et corrections, à la production de mythes crédibles. De même, aujourd'hui, nous faisons des sciences pour savoir les mythes qu'il faut croire. Paul Veyne propose donc que l'on abandonne les projets de critique des idéologies comme l'habitude de dénoncer le faux au nom d'un vrai, puisque le vrai est de toute façon l'assentiment que l'on donne en ce que l'on croit selon les raisons que l'on a d'y croire. Il suffit de s'intéresser à ce qui est intéressant tout en considérant qu'il n'y a ni vrai ni faux, et il déclare à ce sujet : « cela fait d'abord un drôle d'effet de penser que rien n'est vrai ni faux, mais on s'y habitue rapidement. Et pour cause, la valeur de vérité est inutile, elle fait toujours double emploi ; la vérité est le nom que nous donnons à nos options, dont nous ne démordrions pas, si nous en démordions, nous les dirions décidément fausses, tant nous respectons la vérité ».
Jacques Bouveresse estime pour sa part que l'on ne renonce jamais sérieusement à la valeur du vrai. Il constate qu'aujourd'hui une pensée dite « pragmatique » défend l'idée selon laquelle « les hommes s'aimeront davantage une fois qu'ils auront cessé de croire que la vérité existe et peut, au moins dans certains cas, être découverte ». Jacques Bouveresse, dénonce cette idée, et il considère qu'il y a tout lieu de s'attendre à ce que la décision de cesser complètement de se préoccuper de vérités et de la fausseté soit plus souvent répétée et proclamée comme slogan que supposée devoir être comprise sérieusement et appliquée concrètement. Il se demande comment honorer dans le contexte actuel de crise de confiance en la raison ou en l'idée de vérité, l'inquiétude exprimée par Bertrand Russell selon laquelle « là où il n'y a plus de place réelle pour une distinction entre le vrai et le faux, on peut parier à coup sûr que ce qui augmentera, ce n'est pas l'amour entre les hommes mais plutôt l'arbitraire, la violence, la tyrannie et la guerre ».

### Perspectives pour l'étude des religions
Les sciences des religions ont été l'objet de nombreuses critiques ces dernières années tant de l'intérieur que de l'extérieur. Dans ce contexte quelques propositions qui prennent actes des problèmes soulevés ont été faites sur la façon dont pourraient se poursuivre des études scolaires et universitaires de la religion et des religions.

#### Étude des faits religieux
Il est question de « faits religieux » dans des travaux de sciences des religions depuis ses débuts. L'expression se trouve ainsi dans Les formes élémentaires de la vie religieuse de Émile Durkheim paru en 1912, puis chez d'autres auteurs, par exemple chez Mircea Eliade en 1949. Parler de « faits » peut être une façon de se situer sur le terrain de la science, mais l'expression est longtemps restée d'un usage assez anodin. Elle a commencé à être remarquée comme titre d'un livre de Jean Delumeau en 1993. Ce livre donne la parole à divers religieux qui parlent de leur propre religion. La même année, Danièle Hervieu-Léger créait le Centre d'Études Interdisciplinaires des Faits religieux (CEIFR) à l'École des hautes études en sciences sociales. En 2002, Régis Debray livrait un rapport intitulé « L'enseignement du fait religieux dans l'école laïque », et depuis un enseignement du fait religieux a été intégré aux programmes scolaires. Aujourd'hui, cette expression permet de faire valoir que, même en l'absence de consensus sur la définition du religieux, il y a dans le monde des faits objectifs et indéniables qui sont qualifiés de « religieux ». Si l'on ne sait pas expliquer pourquoi ces faits sont dits religieux, ils ne peuvent pas non plus être niés ou ignorés sous prétexte qu'ils sont dits religieux.
L'émergence du thème des faits religieux et son enseignement est d'abord une affaire française, liée à la recherche universitaire sur les religions, mais aussi à la question de l'enseignement scolaire et de la laïcité. À Québec, une problématique similaire se pose avec le débat sur le cours « Éthique et Culture Religieuse » (ECR), mis en place depuis 2008 pour dispenser un enseignement culturel et neutre des différentes religions. L'expression « faits religieux » n'est pas équivalente à l'anglais « religious facts » qui désigne des données statistiques sur les religions confessionnelles telles que celles produites par la CIA, et non pas l'opération épistémologique dont relève l'expression française ou le cours ECR à Québec.
Parler de « faits religieux » n'apporte aucune solution aux problèmes de définition de la religion. Ainsi, le Dictionnaire des faits religieux n'a pas d'article « religion » mais un article « faits religieux », où Jean-Paul Willaime commence par poser les problèmes d'une définition de la religion et reconnaît que le « fait religieux » ne se définit pas mieux que la religion. Selon l'auteur, « l'expression [fait religieux] vise à saisir les phénomènes religieux comme « faits historiques », d'une part, et « faits sociaux », d'autre part, ce qui est une façon de souligner que les phénomènes religieux sont construits comme faits à travers diverses approches disciplinaires : historique, sociologique, anthropologique. Il ne s'agit pas d'une définition mais d'une façon de qualifier en langue française les approches scientifiques des phénomènes religieux ». Ainsi, « La notion de fait religieux, si elle n'accepte pas de définition simple et univoque, s'avère féconde pour la recherche et l'enseignement. Non seulement parce qu'il est préférable de choisir l'adjectif religieux au substantif religion, mais aussi parce que cela permet d'entrer dans l'intelligibilité des phénomènes religieux en étant attentif aussi bien à leur dimension de faits collectifs et matériels qu'à leur dimension de faits symboliques et sensibles ». Considérant que l'étude des faits religieux consiste premièrement à s'intéresser à des « faits historiques », Jean-Paul Willaime, précise que la notion de fait religieux s'est construite dans la perspective « d'établir ce qui s'est réellement passé en tentant de distinguer la légende (ou la mémoire) de la réalité, en s'appuyant donc sur des documents véridiques, en écartant les faux. » Il s'agirait ainsi de soumettre toutes les religions à des études historico-critiques, comme l'ont été le judaïsme et le christianisme. Enfin, l'étude des faits religieux implique que l'historien s'interroge sur ce qui lui est donné comme un « fait religieux ».
Pour Jean-Marc Tétaz, ce dont relève la volonté de décrire des « faits religieux » plutôt que des « religions » est une opération épistémologique élémentaire qui consiste à tenter de constituer l'objet que l'on souhaite observer. La description de « faits » tels qu'une réalité culturelle ou un comportement social est une affaire complexe, et il faut s'interroger sur l'opération qui consiste à sélectionner des traits que retiendra la description pour désigner telle entité du terrain étudié, « toute description est un acte de constitution, transformant la réalité observée en champs théorique ». Ainsi, il n'y a pas de « fait » en soi, c'est toujours au travers d'une catégorie, en l'occurrence celle de religion, que l'on décide qu'un fait est religieux.
L'émergence du thème des « faits religieux » n'est pas une révolution dans les sciences des religions, car l'étude du fait religieux n'est rien d'autre que l'étude des religions telle que dans les sciences des religions. Néanmoins, dans le domaine de l'enseignement scolaire, le changement de vocabulaire dans l'intitulé permet de clarifier l’ambiguïté de l'expression « étude de la religion », qui peut laisser un doute sur la question de savoir si l'enseignant doit faire le catéchisme ou s'il fait de l'histoire, de la sociologie, de l'anthropologie, etc. En parlant d'enseignement du fait religieux, il parait plus clair qu'il ne s'agit pas de catéchèse.
Tel que l'énonçait le rapport Debray, le problème auquel tente de répondre la promotion d'un enseignement du fait religieux est aussi celui de l'accès aux œuvres culturelles : peinture, musique, architecture, littérature, etc., qui sont pleines de ce que l'on estime être religieux à un degré ou à un autre. Sans un minimum de connaissance des religions, ces œuvres sont illisibles.

Œuvres religieuses ou en rapport avec une religion
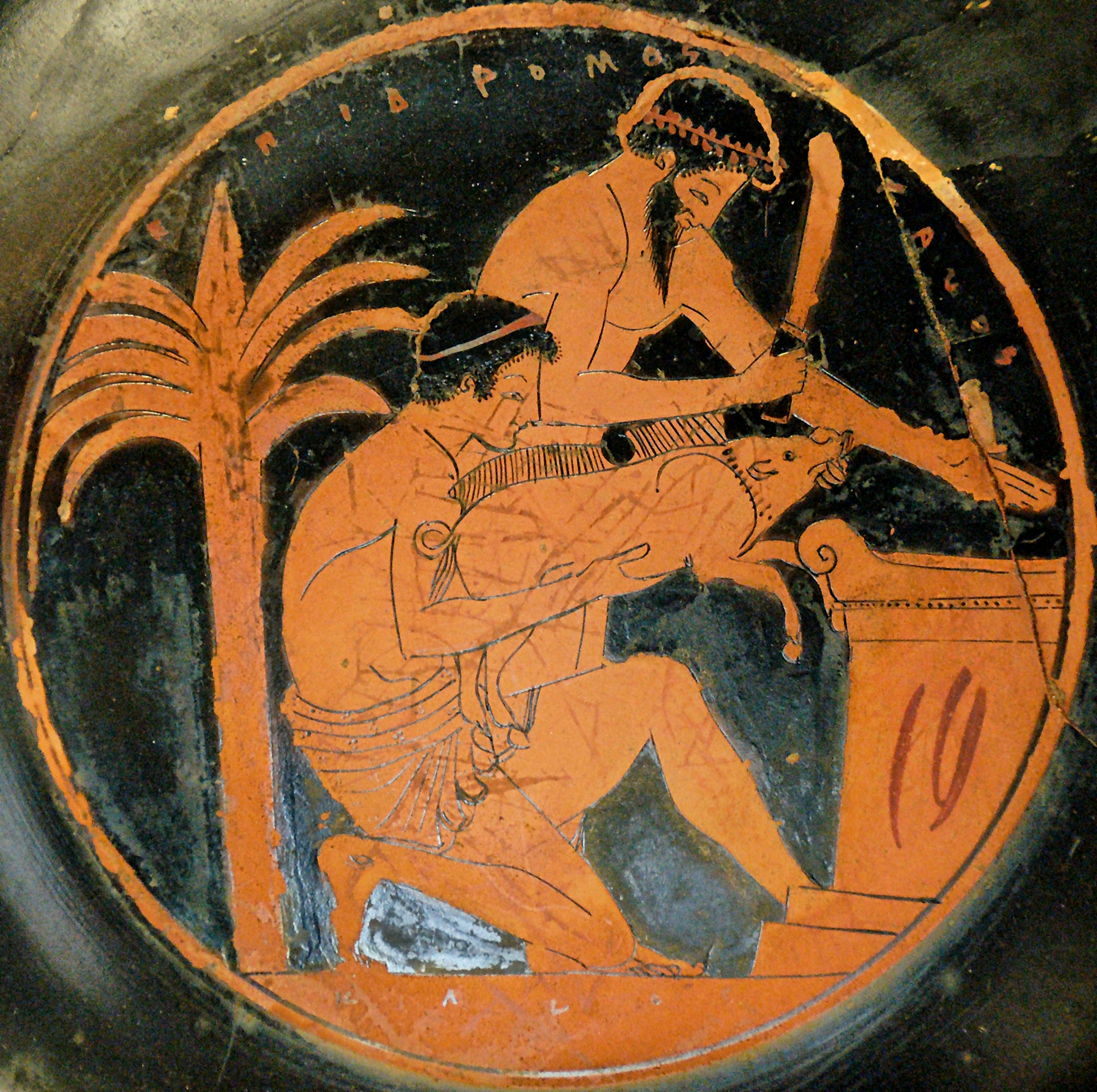
Sacrifice d'un marcassin en Grèce Antique. Des sacrifices sont effectuées dans de nombreuses religions mais ils n'ont pas partout la même signification ni le même but.
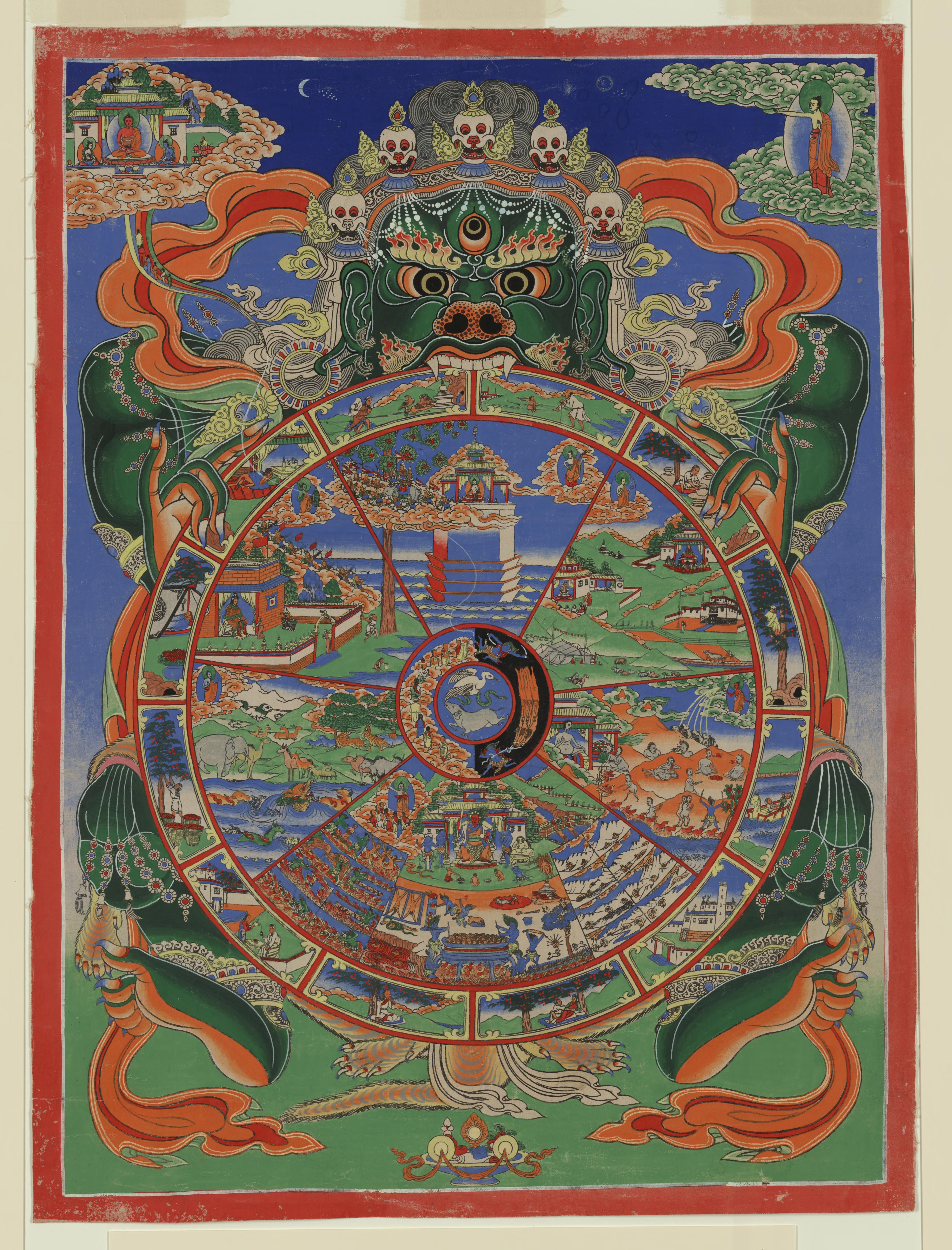
Samsara ou Cycle des existences, Bouddhisme mahāyāna.
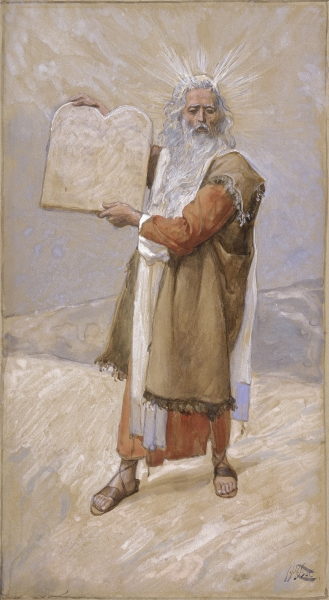
Moïse présentant les tables de la Loi. D'après un récit du livre de l'Exode qui parle de la révélation et du respect de la loi de Dieu.
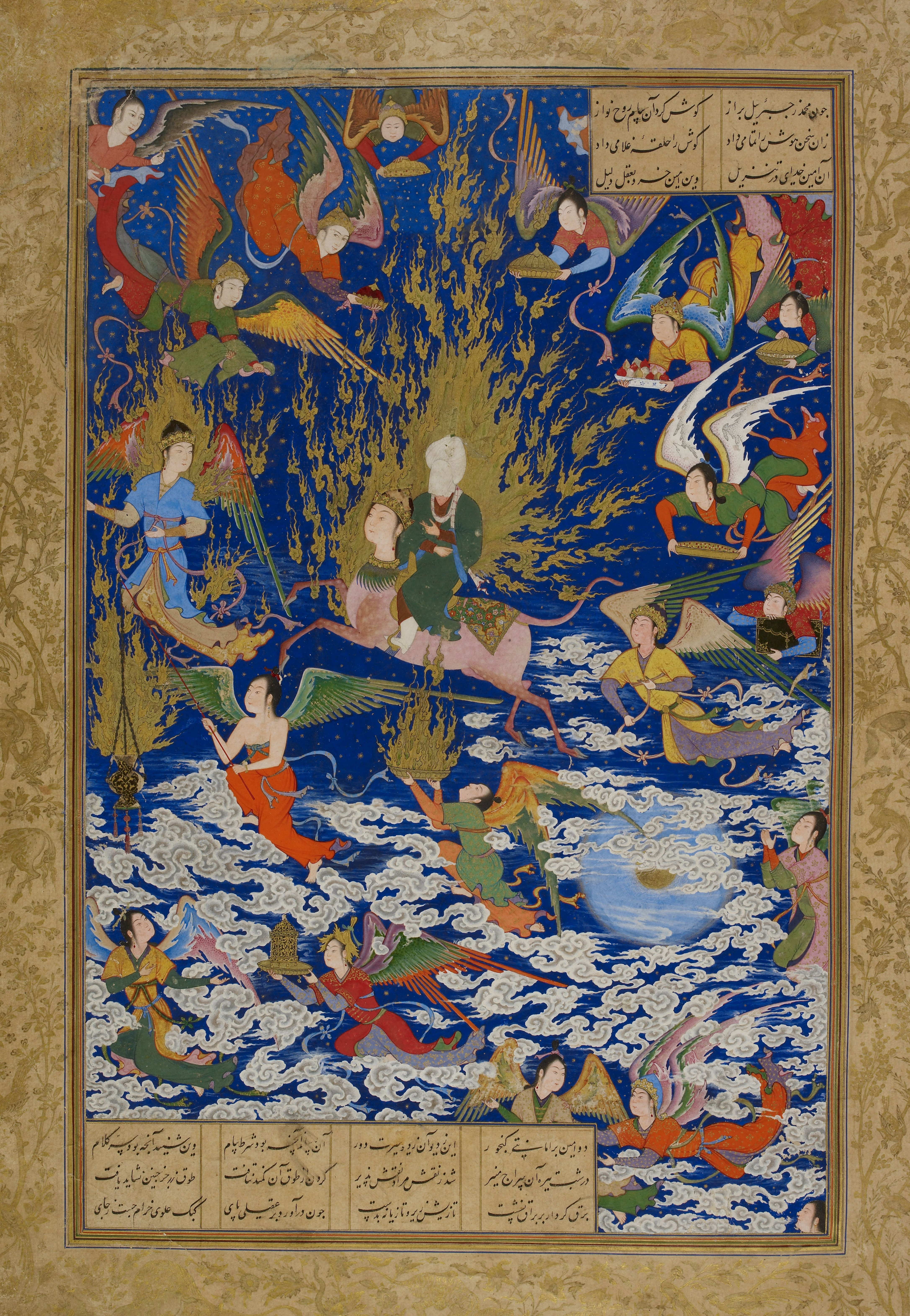
Ascension de Mahomet. Il existe peu d'images dans l'islam à cause d'un interdit visant à prévenir l'idolâtrie. Sur cette image, le visage de Mahomet n'est pas figuré.
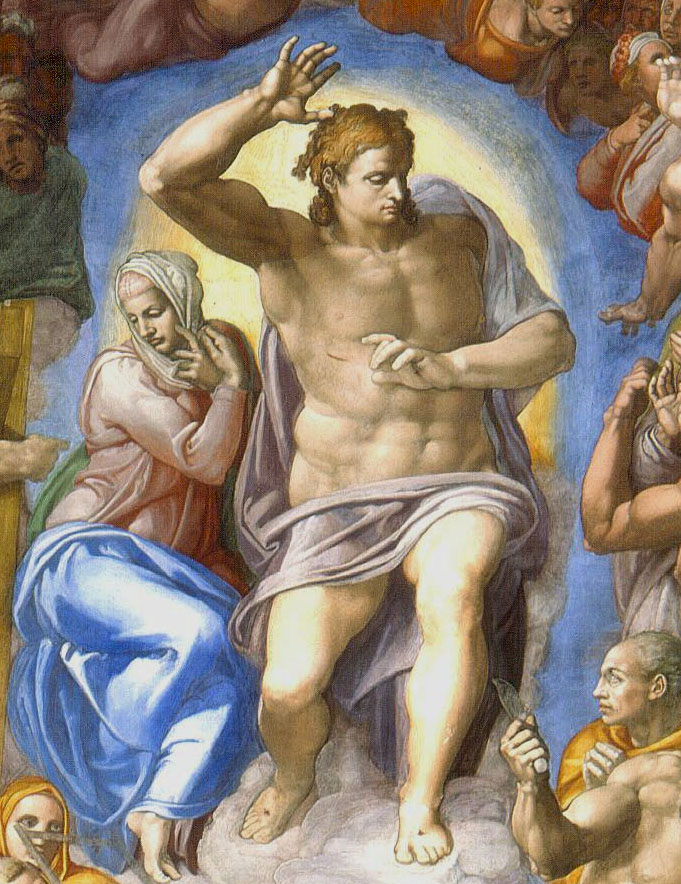
Le Jugement dernier (détail), 1541, Michel-Ange, Rome, Chapelle Sixtine.
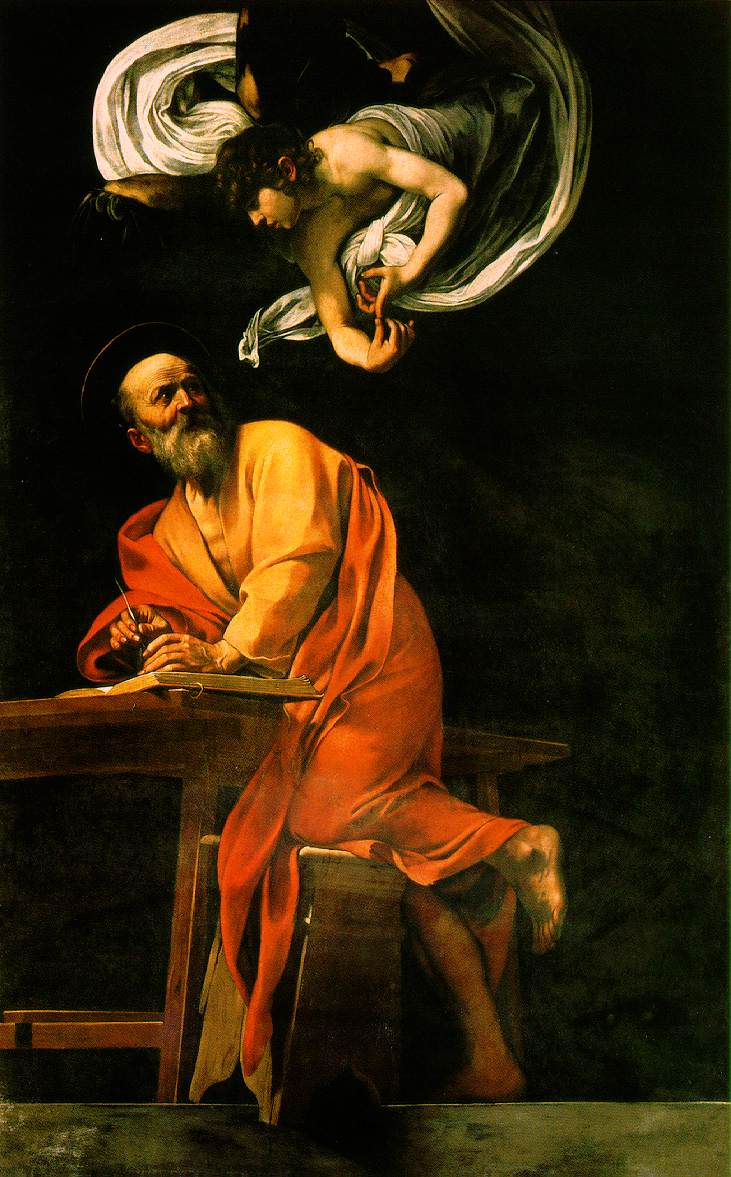
L'inspiration de saint Matthieu, Le Caravage, Rome 1602. Matthieu écrit l'évangile sous la dictée d'un ange placé dans un drapé qui a la forme d'un cerveau.
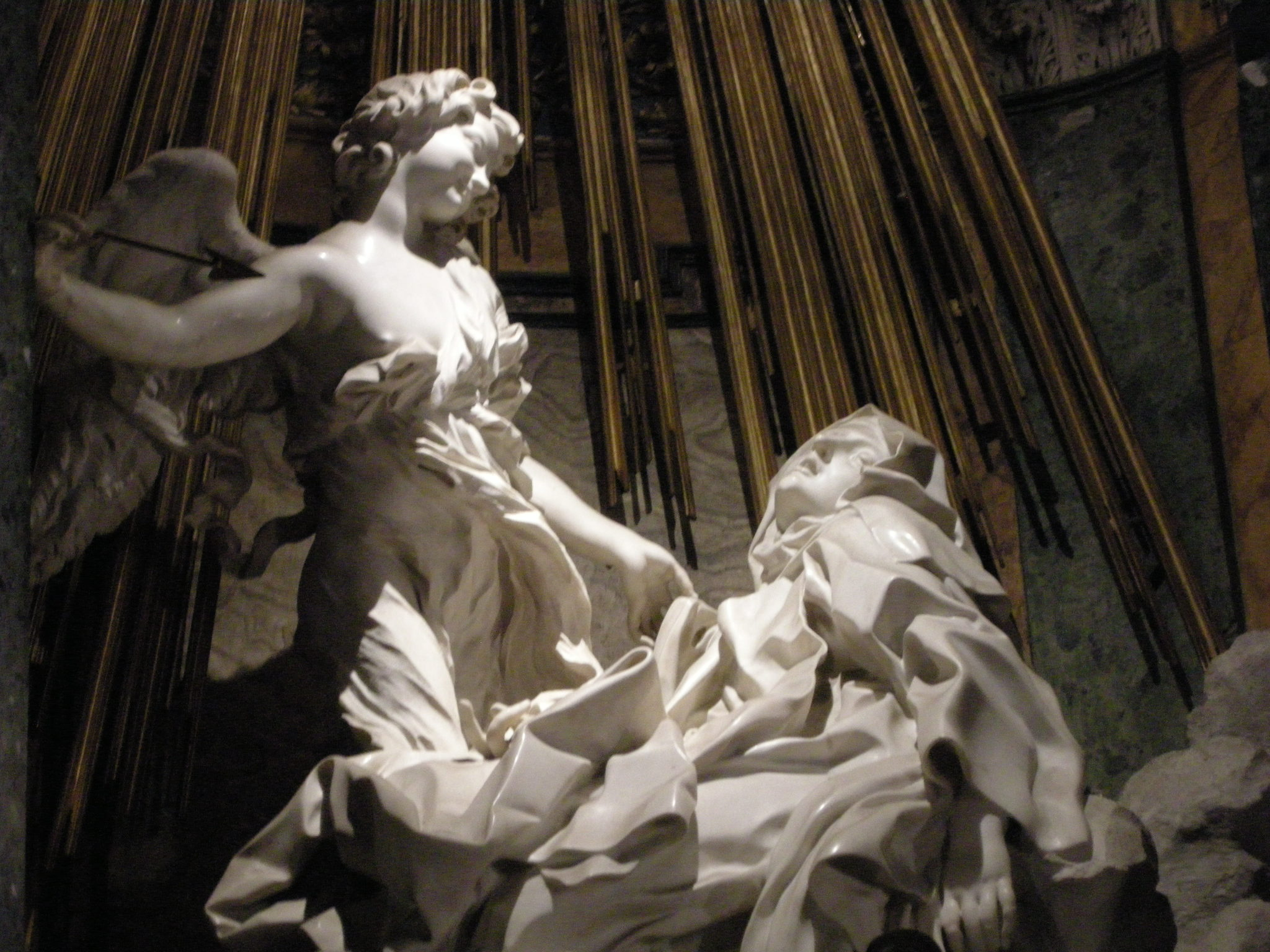
L'Extase de sainte Thérèse, Le Bernin, 1652, Rome. L'extase est une expérience spirituelle qui signifie littéralement, « se tenir hors de soi ».
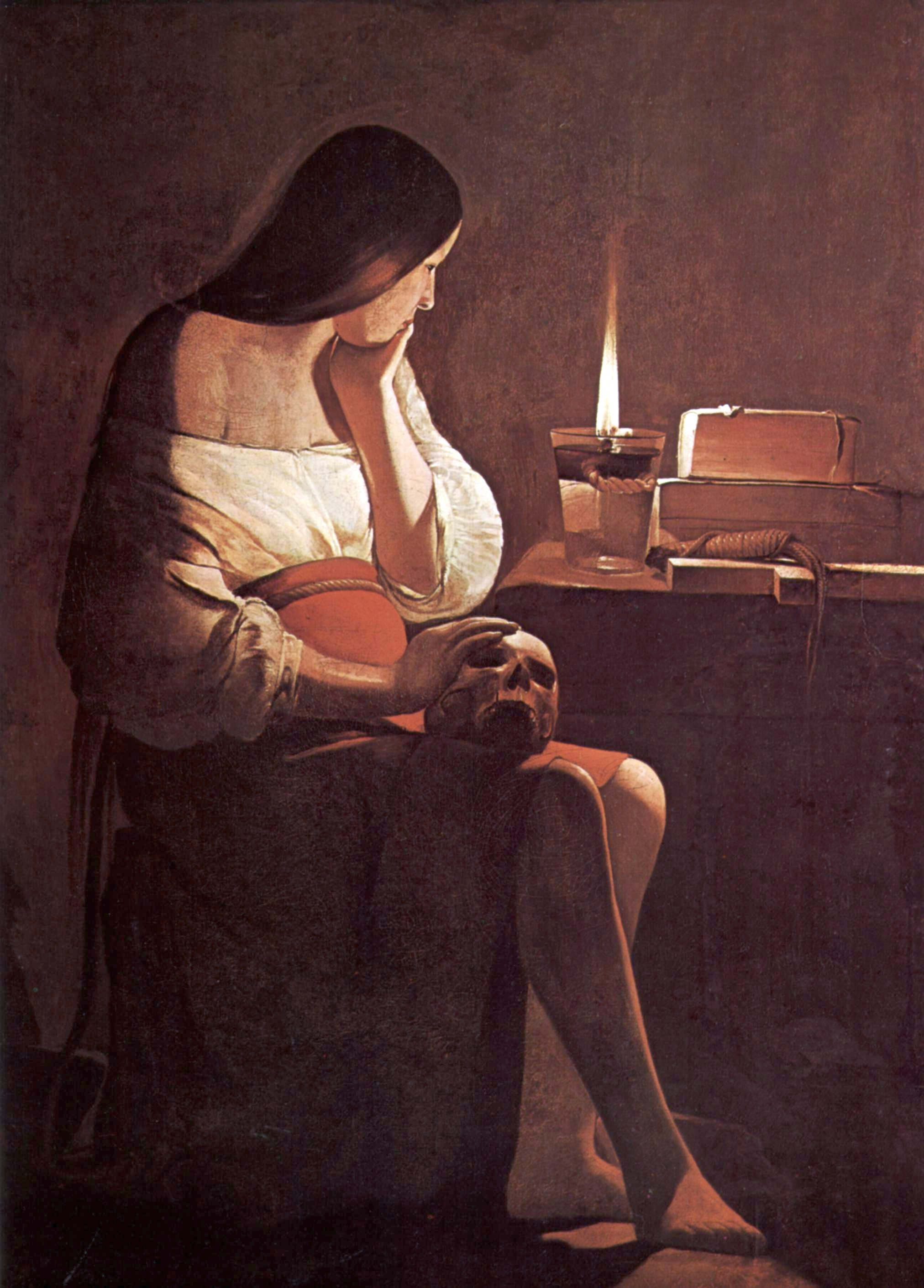
Méditation de Marie Madeleine aussi appelé Madeleine repentante par Georges de La Tour, vers 1640.
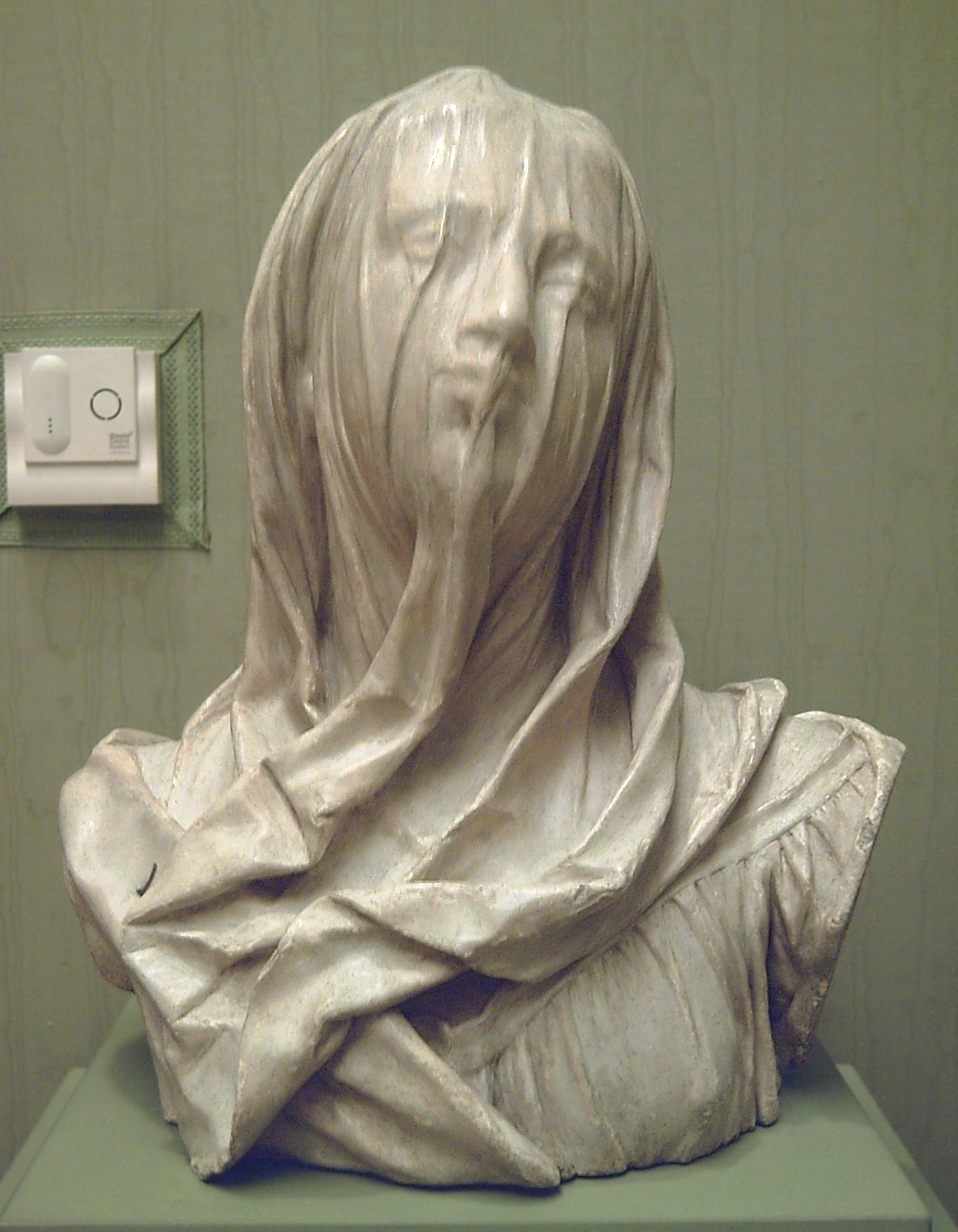
La foi. Un visage voilé figure une forme de connaissance qui serait celle de la foi.
L'Angélus, 1856, Jean-François Millet. Prière marquant un temps de la journée au milieu des autres activités, le matin, le midi ou le soir.
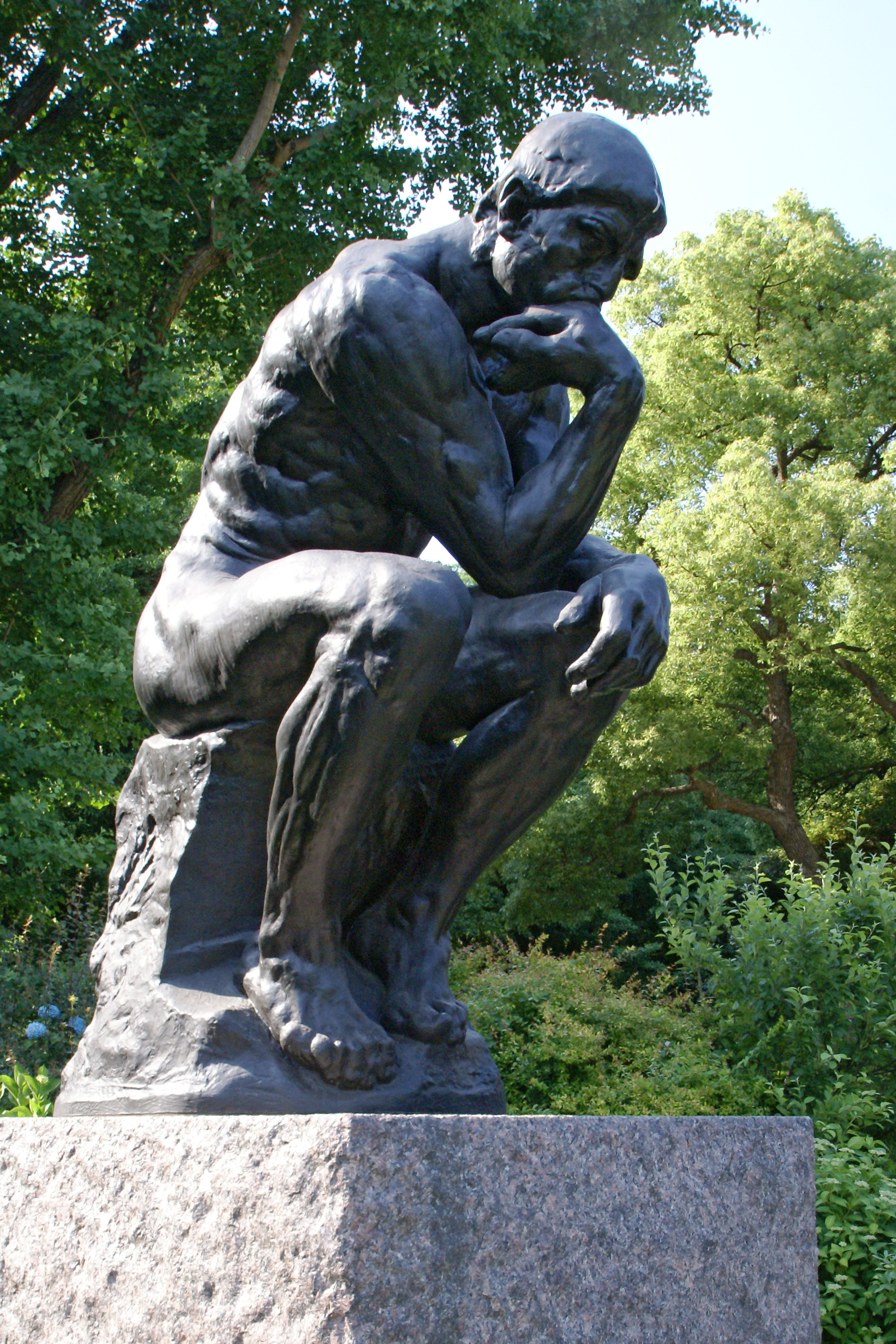
Le Penseur de Rodin. Sculpture créée vers 1880 pour le sommet de La Porte de l'enfer.
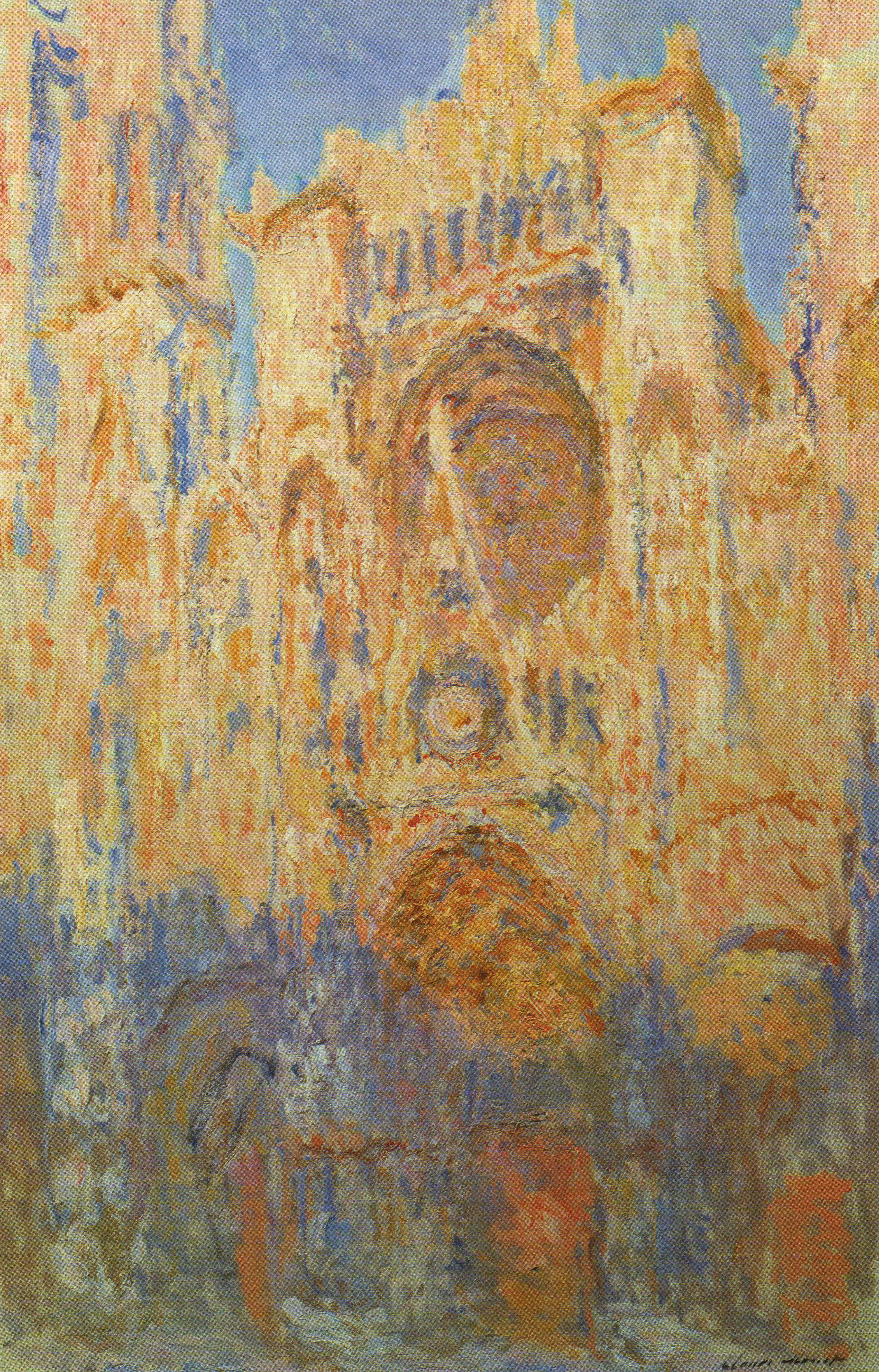
Claude Monet, La cathédrale de Rouen.
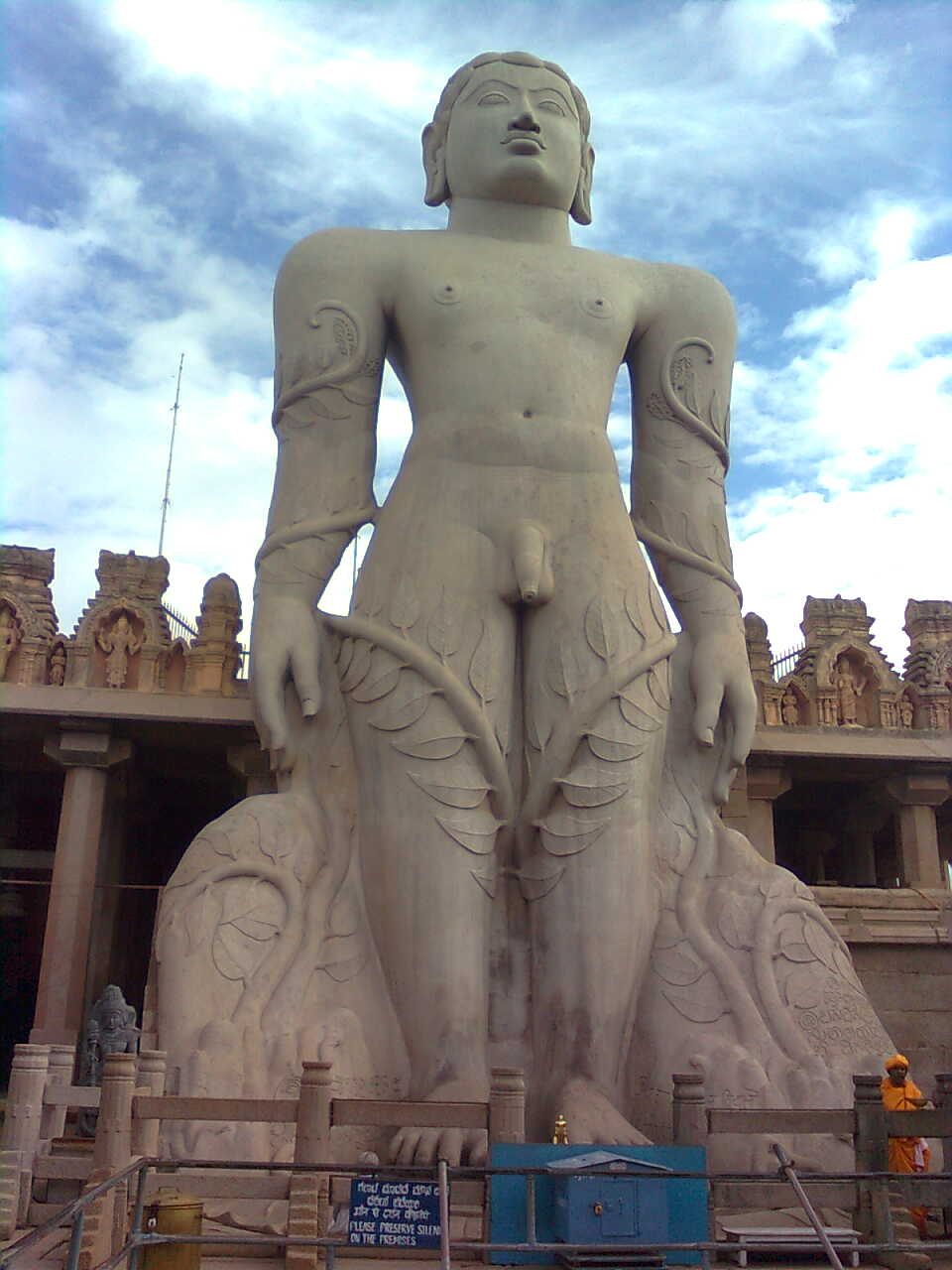
Statue de Bahubali, saint jaïn, le plus grand monolithique au monde.
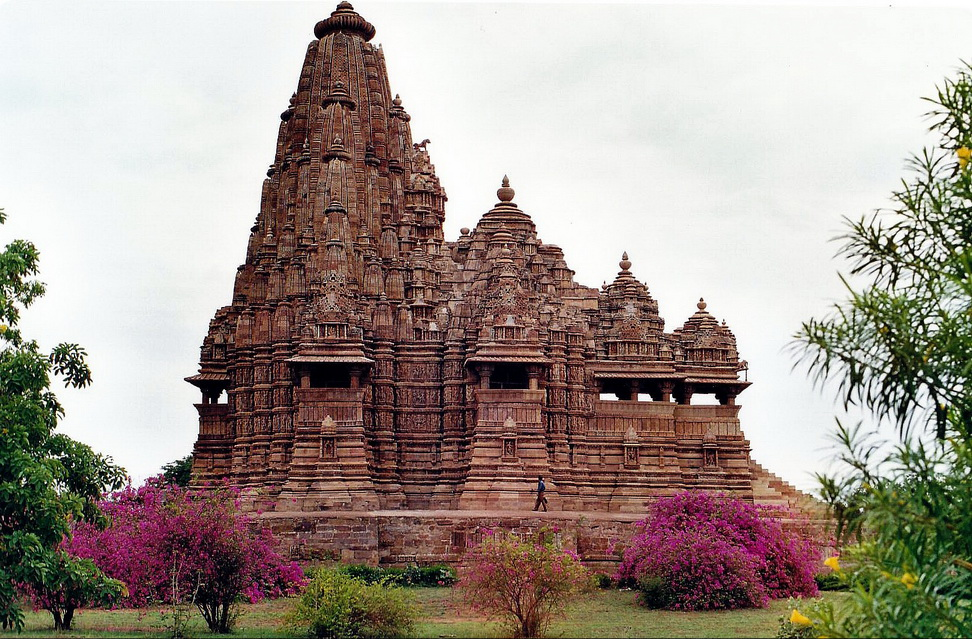
Temple hindou de Khajuraho, dédié à Shiva.

#### Approche généalogique ou histoire intellectuelle
Depuis les années 1960 des chercheurs tels que Wilfred Cantwell Smith (en), Michel Despland et Ernst Feil (de) ont commencé à aborder le problème de la religion, non plus en considérant qu'il y aurait une définition ou une essence commune de la religion au-delà de toutes les religions du monde, mais en étudiant les façons dont la religion ou les religions ont été conçues dans l'histoire. En mettant au jour la grande diversité de ces conceptions, leurs travaux ont contribué à démanteler davantage ce qui pouvait, il y a encore quelque temps, paraître pouvoir servir de théorie générale de la religion ou des religions. Mais dans le même temps ils montrent les articulations ou les transitions entre des conceptions possibles, successives ou concurrentes, ce en quoi ils permettent d'envisager la reconstruction d'autres théories.
Avec les travaux de ces chercheurs, quelques éclaircissements semblent pouvoir être apportés sur ce que l'on appelle le concept ou la notion de religion. Il est au moins possible d'affirmer que l'idée selon laquelle il y aurait une essence ou une nature commune à toutes les religions est progressivement apparue à l'époque moderne. Cette émergence est située entre les XVe et XIXe siècles avec, en premier lieu les Réformes religieuses du XVIe siècle, suivie de l'interprétation de cette nouvelle configuration de l'expérience religieuse des Européens par les philosophes des Lumières, puis de l'émergence des sciences sociales. Ceci n'exclut pas que l'idée moderne de religion ait des précédents et des racines dans ce qui précède. Selon Pierre Gisel :

« souligner cette mutation historique ne révoque pas une lecture généalogique plus large et inscrite dans une histoire de longue durée, prenant alors en compte un développement du religieux et des dispositions socio-culturelles pour lesquelles le christianisme joue effectivement un rôle central. Mais le christianisme devra alors aussi être relu selon une approche large et différenciée, et non seulement à partir des formes confessionnelles nées avec les temps modernes. On s'efforcera notamment de cerner sa cristallisation au cœur de l'Antiquité tardive, à distance de ses Écritures de référence et au seuil d'une histoire ultérieure toujours changeante justement, on interrogera aussi ses acculturations diverses, de même que ses phénomènes de canonisation ou d'orthodoxies, comme ses marges, hérétiques ou ésotériques, on prendra en compte ses lieux de protestation également - des Cathares aux mouvements utopiques - ou encore ses liens, faits de démarcation et d'interdépendance, avec des traditions parallèles, juives ou islamiques en premier lieu. »

— Pierre Gisel, Théories de la religion
Lorsqu'il est question d'approche généalogique chez Pierre Gisel, il s'agit d'une généalogie des idées de religion et non pas des idées religieuses ou des religions elles-mêmes. En effet, l'histoire des religions, des croyances ou des idées religieuses relève d'une conception de la religion que l'on suppose valable pour tout ce qu'il est possible d'appeler religion dans l'histoire, tandis que l'histoire des idées montre que la religion se conçoit de façons différentes selon les époques, les lieux et les auteurs.

#### Théorie des airs de famille
Tandis que l'approche généalogique du concept de religion porte sur les idées de religion, la théorie des airs de famille porte sur les religions elles-mêmes. L'une et l'autre ne sont pas sans rapport car elles prennent toutes deux actes de la multiplicité des façons de concevoir ce qu'est une religion. Selon Jean-Marc Tétaz et Pierre Gisel, le problème concernant la définition du concept de religion est que l'on cherche parmi les différentes conceptions possibles de la religion laquelle pourrait être exemplaire ou normative, ou, à défaut, s'il est possible d'en trouver une qui les comprenne toutes. Le passage à une logique des « airs de famille » proposée en 2004 par Jean-Marc Tétaz et assez largement reprise depuis, a pour but de dépasser ce problème tout en fournissant à l'étude des religions une base épistémologique acceptable.
La théorie des airs de famille est une transposition au domaine de l'étude des religions d'une théorie épistémologique de Wittegenstein. Il s'agit d'expliquer que l'on désigne une multitude de choses comme une seule alors qu'il est impossible de donner une définition qui convienne à chacune de ces choses prises séparément. L'exemple classique pour expliquer cette théorie est celui du jeu qui avait été donné par Wittgenstein lui-même. Il existe toutes sortes de jeux, des jeux de mots, de mains, de société, d'enfants, d'argent, des jeux olympiques, etc. Cependant, aucune définition du jeu, aussi brève soit-elle, ne correspond à tout ce qui s'appelle « jeu ». Pour la religion, c'est la même chose.
Étant admis qu'il n'y a pas une définition de la religion valable pour tout ce que l'usage a permis et permet aujourd'hui de comprendre comme des religions, le chercheur commence par n'importe quel cas singulier de religion, car il faut bien commencer quelque part. Il voit ensuite comment il peut passer de proche en proche vers les autres cas. « Le cas singulier par rapport auquel on identifie d'autre cas […] n'implique alors aucune priorité de droit revenant au premier cas ». Dans cette démarche, il n'est pas nécessaire de donner une définition de la religion qui convienne à toutes les religions, mais l'on s'applique à définir le cas que l'on observe et l'on montre comment il s'articule à d'autres.
L'expression « airs de famille » est une métaphore qui a des limites. Selon Jean-Marc Tétaz, « telle que l'utilise Wittgenstein, elle n'a aucune connotation généalogique ; les ressemblances constatées ne sauraient être reconduites à quelque origine commune, sorte d'ancêtre éponyme ».

#### Notion de révélation progressive
Une étude des religions monothéistes peut se faire à partir de la notion de révélation progressive, parfois appelée révélation continue, c'est-à-dire l'idée que Dieu aurait révélé son plan ou intentions à l'humanité de façon progressive à travers différentes époques, ou dispensations. C'est un élément qui est présent dans le christianisme, l'islam et la foi baha'ie.
Dans le christianisme, il existe une reconnaissance que certaines parties de la Bible écrites plus tard contiennent une révélation divine plus complète. C'est à relier au concept d'Alliance éternelle. Charles Hodge écrit:

« Le caractère progressif de la révélation divine est reconnu par rapport à toutes les grandes doctrines de la Bible... Ce qui n'est d'abord qu'obscurément suggéré se déploie progressivement dans les parties ultérieures du volume sacré, jusqu'à ce que la vérité soit révélée dans sa plénitude. »

Ainsi, la notion de révélation progressive ne signifie pas que des textes antérieurs soient faux, sinon que les enseignements sont complétés avec le temps. Cela peut concerner des vérités spirituelles ou des pratiques. Il y existe aussi une reconnaissance de la continuité de la révélation divine par présence de prophètes jusqu'à la venue de Jésus, qui constitue une manifestation universelle, comme attesté dans le livre des Hébreux:

« Après avoir autrefois, à plusieurs reprises et de plusieurs manières, parlé à nos pères par les prophètes,
Dieu, dans ces derniers temps, nous a parlé par le Fils, qu'il a établi héritier de toutes choses, par lequel il a aussi créé le monde [...] »

Dans l'islam, il est aussi fait une reconnaissance des différents prophètes du passé, certains de la Bible et d'autres dit "arabes" (Hud...), avec une distinction entre le "prophète" qui a pour mission de proclamer un message divin et le "messager" qui apporte une législation en plus, notion qui existe déjà dans le monde chrétien.
La révélation progressive est un enseignement principal de la foi bahá'íe selon lequel Dieu est un et s'adresse de manière régulière à l'humanité à travers des Manifestations (ou messagers) et que les enseignements sont adaptés aux besoins du moment et du lieu de leur apparition, permettant ainsi à l'humanité de pouvoir progresser. Ainsi, les enseignements bahá'ís reconnaissent l'origine divine de plusieurs religions du monde comme différentes étapes de l'histoire d'une religion, tout en croyant que la révélation de Baháʼu'lláh, son fondateur, est la plus récente et donc la plus pertinente pour la société actuelle.

## Mondialisation de la religion et pluralité des pluralismes religieux
Un pluralisme religieux est un système politique capable de reconnaître et d'organiser la coexistence de choses telles que le bouddhisme, le christianisme ou l'islam. Le pluralisme religieux des occidentaux est « égalitaire » dans la mesure où il incite à considérer que toutes les religions sont d'égale valeur tandis que le fait d'avoir ou non une religion ne se traduit en droit par aucun privilège ni discrimination. Si ce pluralisme religieux d'origine européenne et qui remonte au XVIe siècle, semble s'imposer aujourd'hui au niveau mondial pour penser et organiser des « religions », il existe d'autres formes de pluralismes religieux dans le monde et dans l'histoire. Ces pluralismes, qu'ils soient du monde musulman, de l'Inde ou de la Chine sont par certains aspects plus anciens que le pluralisme religieux européens et fonctionnent toujours aujourd'hui tout en ayant évolué sous l'influence des conceptions religieuses occidentales.

### Invention des religions en Chine

#### Religions officielles
En chinois le mot religion se traduit aujourd'hui par l’expression zōng jiào 宗教. Vincent Goossaert, dans l’article qu’il a consacré à la carrière de cette expression, montre comment ce néologisme a été réintroduit dans les langues et l’écriture chinoises à la fin du XXe siècle. Il fait remonter l’origine de ce néologisme à son emprunt en 1901 par des lettrés chinois de l’expression japonaise shûkyô, littéralement « école des rites », qui, au Japon, désignait avec les mêmes caractères la transmission d’un savoir et de rites au sein d’un groupe. Au moment où il est adopté par les Chinois il désigne « un système structuré de croyances et de pratiques séparé de la société et organisant les fidèles en églises ». Le terme zōng jiào 宗教 est alors mis en rapport avec la notion complémentaire de mi xin 迷信 désignant la superstition. Selon Vincent Goossaert, la mise en opposition de ces deux notions a introduit dans le paysage religieux chinois une distinction inconnue jusque-là. Cette opposition a d'abord conduit à renvoyer du côté de la superstition de nombreux éléments de la culture traditionnelle chinoise, tandis que depuis 1912, le gouvernement Chinois reconnaît cinq religions officielles : le Bouddhisme, le taoïsme, l'islam, le protestantisme et le catholicisme. Plus tard, l’idée de superstition a alimenté le combat contre les religions mené par le régime de Mao. Si depuis les années 1980 la politique religieuse de la Chine est plus souple, notamment vis-à-vis des groupes religieux qui n'entrent pas dans le cadre des cinq religions officielles, la liberté religieuse y reste la possibilité de pratiquer un culte dans le cadre établi par l'État et l'éventualité que ce qui n'y entre pas ne soit pas réprimé.
Cette invention des religions moderne en Chine a eu lieu dans un contexte culturel capable de le recevoir mais qui en a été profondément transformé et qui reste marqué par une longue tradition de reconnaissance de religions d'un autre ordre que ce qui se conçoit comme des religions dans la modernité occidentale. Ainsi ce qu'il est possible de considérer aujourd'hui comme la religion traditionnelle chinoise se décrit très mal avec le néologisme chinois formé pour traduire « religion », et la question de savoir ce qu'il convient de considérer comme des religions ou de la religion dans le contexte chinois continue à poser problème.

#### Un monde religieux depuis longtemps régulé par l'État

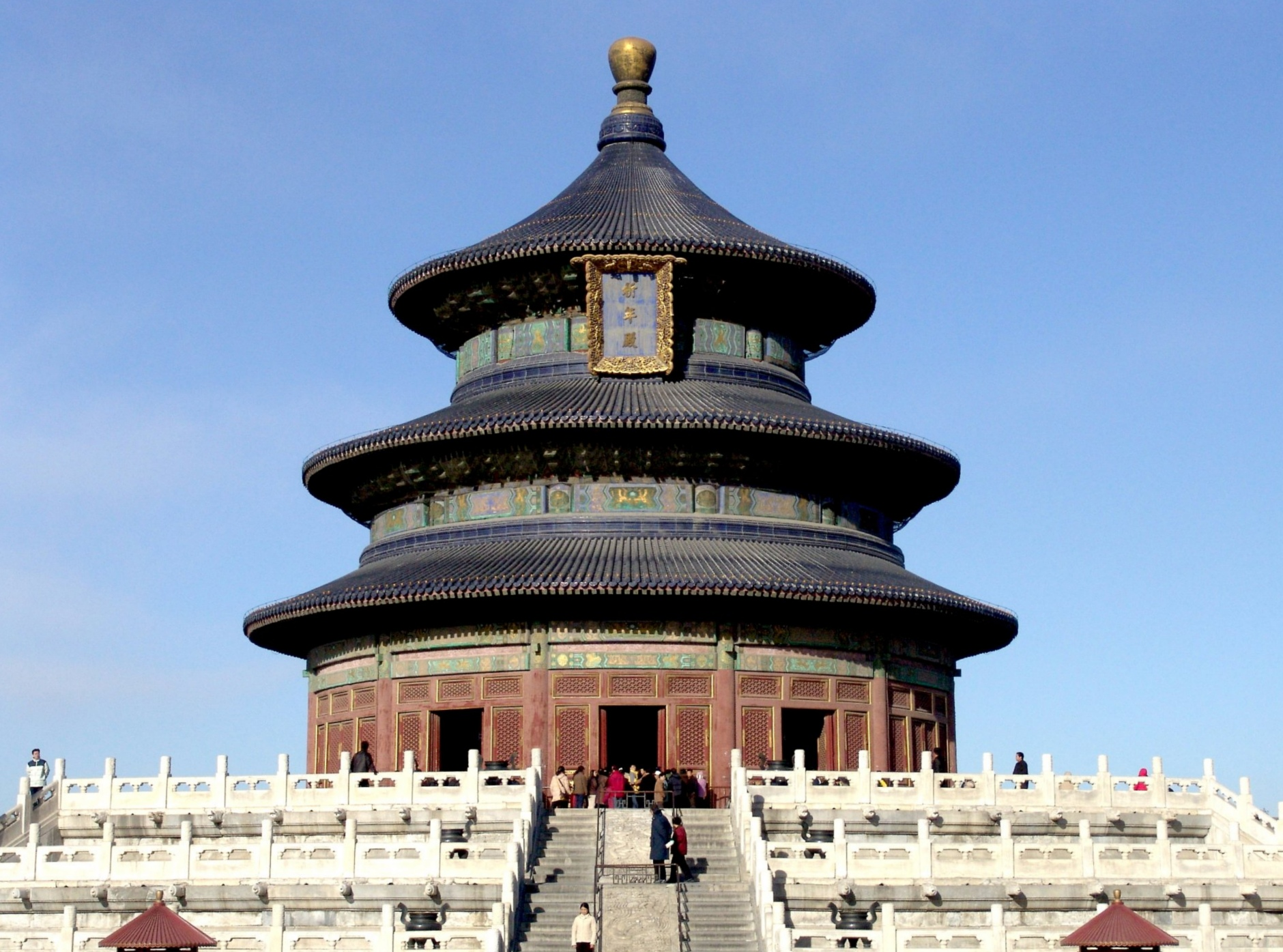
Temple du ciel, Pékin

Un système tolérant, mais aussi imposé et régulé par l'État, au besoin par la force, s'est mis en place en Chine sous la dynastie des Tang entre les VIIe et Xe siècles, puis en Corée, au Japon et au Viêt Nam. Cette forme de pluralisme religieux permettait d'identifier ce qui par ailleurs peut-être considéré comme des religions dans la mesure que c'est dans cette politique que le christianisme a été interdit en Chine au XIIe siècle et qu'il en a ensuite disparu.
La pratique religieuse en Chine était l'objet d'une régulation institutionnelle importante, « le temple chinois est une institution politique : l’État s’en sert pour gouverner, et le peuple y fonde son organisation ». C’est l’État qui autorise ou interdit les temples, mais il ne gère pas véritablement les temples, pas plus qu’il ne définit la doctrine des différents cultes. Il n’a pas non plus l’initiative dans la promotion d’un temple : le plus souvent l’État ne peut que réguler ou entériner des états de fait. Les interdictions étaient plutôt rares et brutales. Les autorisations prenaient la forme d’une canonisation de la divinité par son inscription au registre des sacrifices. Les autorisations sont accordées moyennant quelques contreparties et elles s’accompagnent de la définition d’un régime fiscal dont va dépendre la vie économique du temple. Chaque temple, pour pouvoir fonctionner, devait donc faire l’objet d’une autorisation bien négociée.
Tout d’abord, l’État veillait à la moralité des cultes rendus avec pour principal critère celui de l’intérêt de l’empire chinois. Les cultes liés à des divinités lubriques ou violentes faisaient l’objet d’une procédure de recentrage au cours de la procédure de canonisation qui permettait de corriger quelques aspects de la doctrine ou du culte en question. Mais, plus que les questions d’honorabilité des cultes, les questions financières jouent un rôle prépondérant dans l’attitude de l’État vis-à-vis des temples. En effet, les constructions nouvelles d’un temple ainsi que les fêtes religieuses exubérantes sont considérées comme des dépenses inutiles et un frein aux autres travaux plus utiles au développement de l’Empire. Conjointement aux autorisations données pour les cultes locaux, dans un esprit de « donnant-donnant », l’État imposait des cultes pour tout l’Empire qui, grâce aux offrandes des fidèles, devaient permettre de financer les travaux publics. Par ailleurs, la famille impériale était propriétaire de certains temples dont le prestige était considérable, tel le temple du ciel à Pékin, mais d’un impact social très limité puisque la population n’y avait pas accès.

#### Trois enseignements et religion populaire

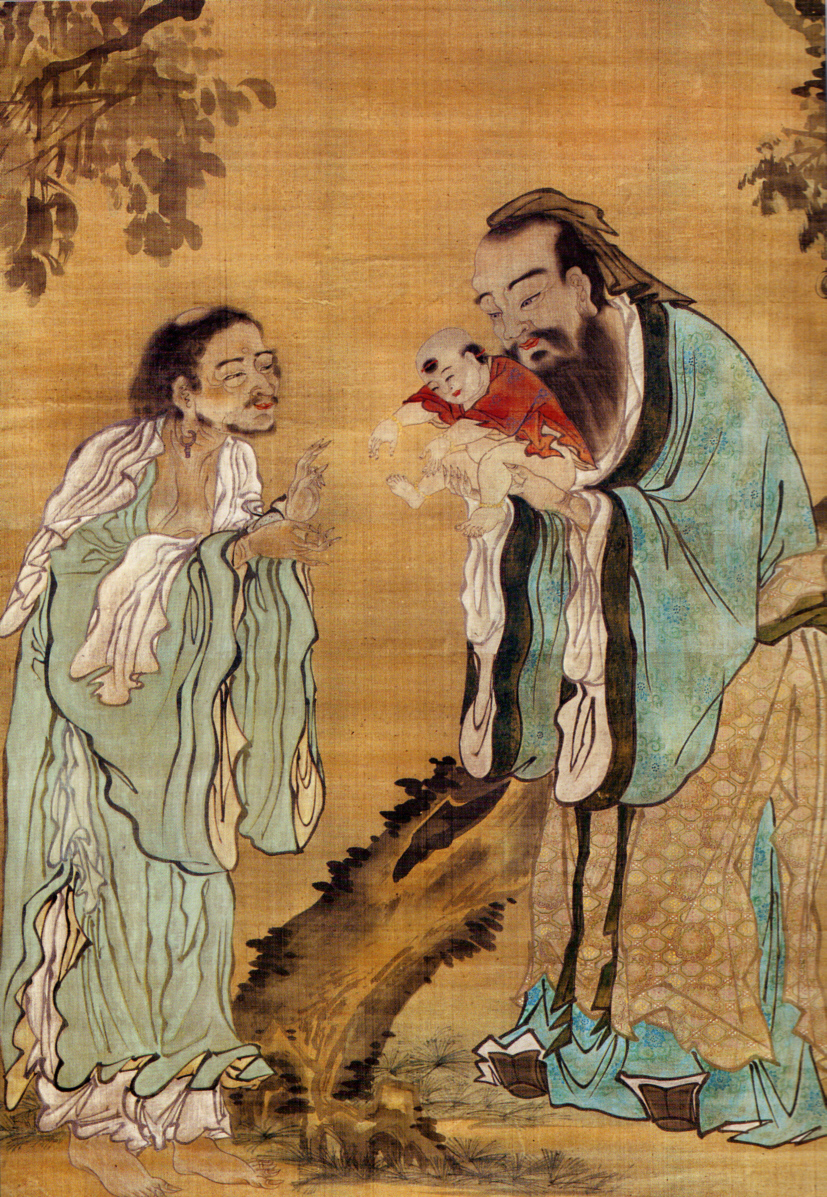
Confucius présentant Gautama le Bouddha à Laozi.

Les études sur les religions chinoises distinguent habituellement trois religions traditionnelles qui correspondent aux trois enseignements (三教, sānjiào) : le dào 道 que nous appelons taoïsme, le shi 释 qui correspond au premier caractère du nom du Bouddha, et le rú 儒 qui désigne les lettrés confucéens. Sur ces trois enseignements, seuls le bouddhisme et le taoïsme sont officiellement reconnus comme des religions aujourd'hui en Chine. Cette absence du confucianisme ne tient pas seulement au fait qu'il avait été jugé rétrograde par les révolutionnaires du XXe siècle, mais aussi à ce que les enseignements de Confucius ont donné lieu à ce que l'on appelle sans unité « le confucianisme », et qui s'apparente davantage à une idéologie de gouvernement variable selon les époques et ses promoteurs, qu'à une religion. L'attitude du gouvernement qui hier combattait le confucianisme et aujourd'hui le valorise, confirme cette dimension du confucianisme. D'autre part, les trois enseignements traditionnels n'avaient pas le statut de religions distinctes. Les Occidentaux qui voient dans les temples chinois les statues des trois maîtres que sont Laozi, Confucius et Bouddha parlent de syncrétisme parce qu'ils envisagent ces enseignements comme des religions distinctes, mais cette idée est loin d'être une évidence dans la tradition chinoise.
Plutôt que de parler des religions chinoises en distinguant uniquement trois courants traditionnels, comme s'il s'agissait de confessions distinctes au sens où l'on parle de religions en Occident, il semble possible d'envisager la religion en Chine comme un ensemble organique de doctrines et de communautés qui présente une certaine cohérence d'ensemble et qui a un socle commun dans les trois enseignements. Pour Vincent Goossaert « La religion populaire au sens de « religion partagée par l’ensemble du peuple », fait appel aux liturgies et aux écritures des trois traditions constituées, mais se développe librement en dehors et autour d’elle ». Pour autant, ni la religion populaire, ni les trois enseignements ne se comptent comme des religions telles que celles requérant une adhésion exclusive. Les enseignements sont entretenus et donnés par une catégorie de la population que l'on peut considérer comme un « clergé » et qui s'occupe d'étudier et d'enseigner selon l'« orthodoxie » de l'un ou l'autre de ces courants. Les « laïcs » peuvent avoir recours à ces clergés et à leur enseignement, sans que cela suppose une adhésion au confucianisme, au taoïsme ou au bouddhisme de l'ordre de celle requise pour le christianisme ou l'islam.

### Religions en Inde

#### Pluralisme religieux de l'Inde
Le sous-continent indien possède un ensemble de traditions religieuses que l'on désigne aujourd'hui par le terme générique d'hindouisme. Dans sa diversité, l'hindouisme est la principale « religion » de l'Inde, les hindous représentant 81 % de la population, mais il n'y a pas « un » hindouisme car il s'agit d'un phénomène pluriel qui, selon Catherine Clémentin-Ojha, « résiste à toute tentative de définition univoque ». Outre l'hindouisme, ce pays compte de nombreuses religions. Le bouddhisme, bien que très peu présent aujourd'hui, y est apparu en même temps que le jaïnisme, vers le Ve siècle av. J.-C. L'islam s'y est fortement développé à partir du XIIe siècle tandis que les Moghols étendaient leur empire sur le nord de l'Inde. Le sikhisme, né au XVe siècle, mêle des traditions indiennes à l'islam. Des communautés juives et chrétiennes sont présentes en Inde depuis l'Antiquité, de même que le mazdéisme et le zoroastrisme venus de Perse. Enfin, à l'époque moderne et encore aujourd'hui, se développe en Inde une multitude de courants philosophico-théologiques, de religions ou de sectes qui empruntent aux traditions religieuses antérieures ou se forme autour de gourous attirant des adeptes en Inde autant qu'à l'étranger.

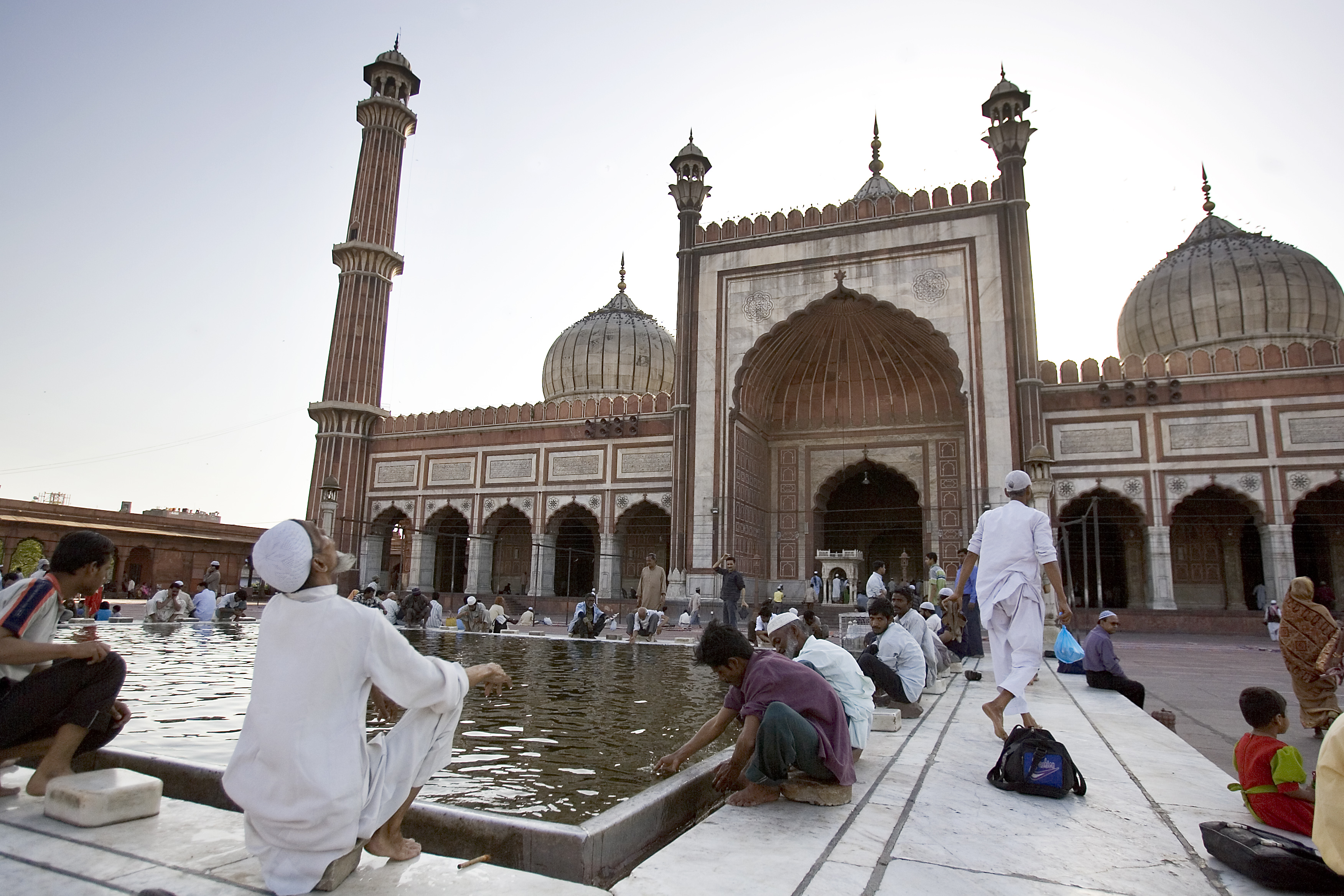
grande mosquée de Delhi, architecture moghole du XVIe siècle

Le pluralisme religieux de l'Inde dépend assez largement de la façon dont « des religions » se conçoivent et s'organisent dans l'islam et dans l'hindouisme, ces deux religions ayant joué un rôle important dans l'histoire et la politique indienne. Bien que l'hindouisme paraissent beaucoup plus ancien que l'islam, la configuration actuelle de l'hindouisme doit beaucoup à ses reformulations modernes dans un rapport d'opposition mimétique à l'islam.

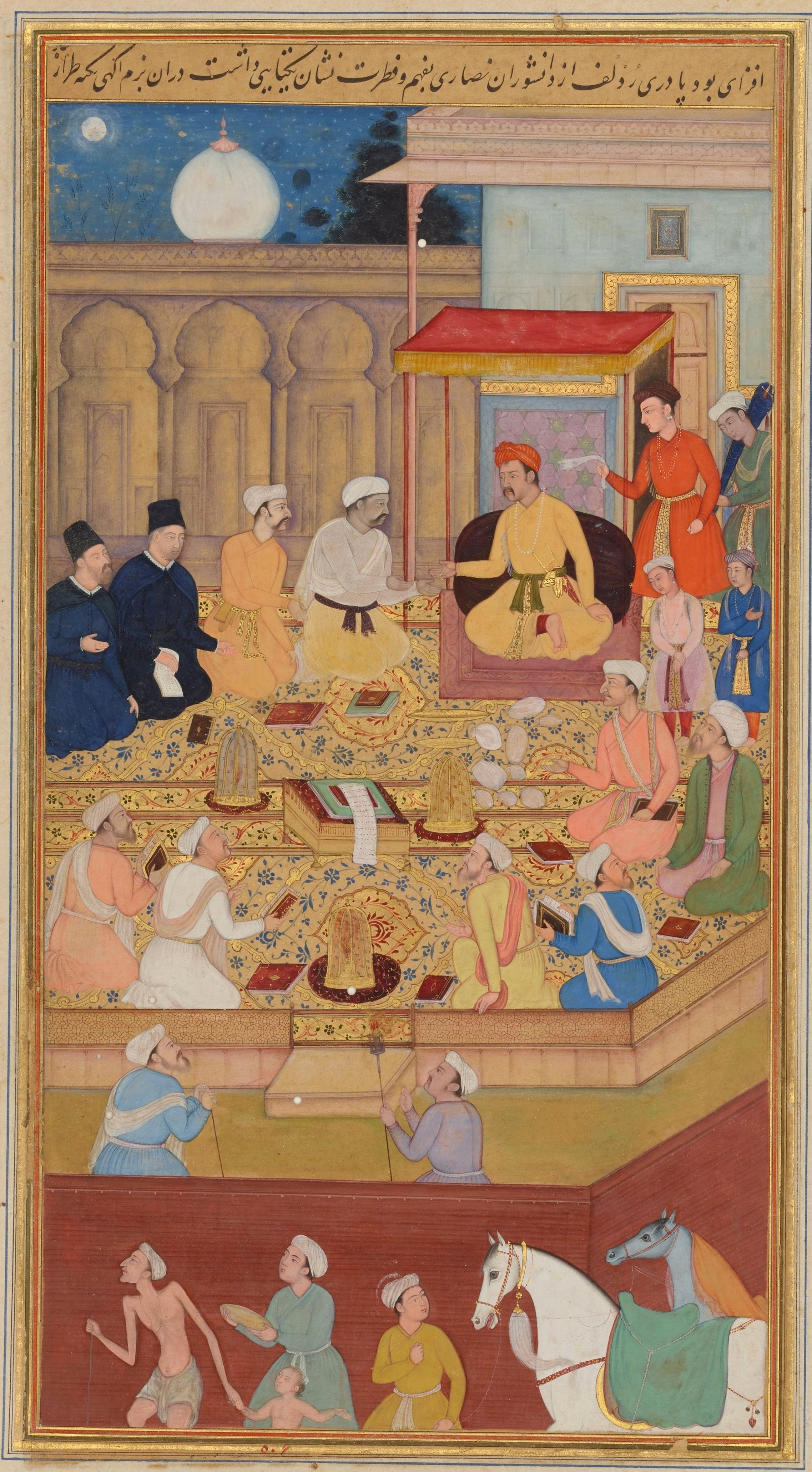
Des jésuites reçu par l'empereur moghol Akbar.

La domination moghole sur le nord de l'Inde s'était traduite par la mise en place du système de la dhimma, originellement formé pour régler le statut des juifs et des chrétiens dans la société islamique, et adapté pour donner aux populations hindoues, chrétiennes, ou jaïn le statut de dhimmi. Sous le règne du grand Akbar, dans la seconde moitié du XVIe siècle, l'empereur a fait évoluer le droit islamique vers un pluralisme égalitaire, interdisant toute discrimination vis-à-vis des non-musulmans et leur accordant un statut équivalent à celui des musulmans. Mais ses successeurs sont revenus à la forme hiérarchique du système de la dhimma qui accorde aux musulmans des droits bien plus avantageux qu'aux autres.
L'hindouisme a lui aussi promu une forme de pluralisme religieux hiérarchisé. Ce pluralisme tient en premier lieu aux quatre castes dont la plus haute est celle des brahmanes, tandis que les adeptes d'autres religions sont tenus pour « hors castes ». Ce système de castes se double de celui des Jāti qui répartit la société indienne en plus de 4 500 groupes, correspondants pour la plupart à des corporations de métier, mais aussi aux religions non-hindoues. Avec leurs différences et leurs convergences, ces deux modèles hindou et musulman de pluralisme religieux tendent à consolider une structure communautariste de la société, chacun existant socialement par son appartenance au groupe, à la religion ou à la caste dans laquelle il naît. Cette appartenance communautaire détermine largement la vie des individus, leur profession, leur mariage, le lieu où ils peuvent vivre, etc.
Au XIXe siècle, les Britanniques ont mis en place une administration coloniale en se fondant sur les structures sociales et politiques existantes, préservant et renforçant ainsi un système dans lequel « l'État reconnait aux diverses communautés d'être gouvernées par leurs propres lois et coutumes ». L'apport britannique à ce système est la codification et la systématisation de sa dimension juridique. Pour ce faire, des universitaires britanniques ont entrepris d'étudier des textes anciens hindous et musulmans. L'islam indien possède une tradition juridique largement documentée et assez unifiée sur laquelle il a été possible de s'appuyer pour proposer une version codifiée d'anciens textes de la charia. Pour les hindous ce sont les traités sur le dharma qui furent considérés comme la source du droit communautaire. Ces textes, produits dans la caste brahmane, ne manifestent pas une doctrine unifiée, mais l'effort de compréhension d'un système juridique de l'hindouisme sous pression des colons britannique a favorisé et légitimé une version brahmanique de l'hindouisme comme étant l'hindouisme orthodoxe, renforçant ainsi la domination de la caste brahmane sur l'ensemble de la société et l'appartenance des individus à leur jâti ou caste.

Images d'un album de 1837 sur les castes en inde
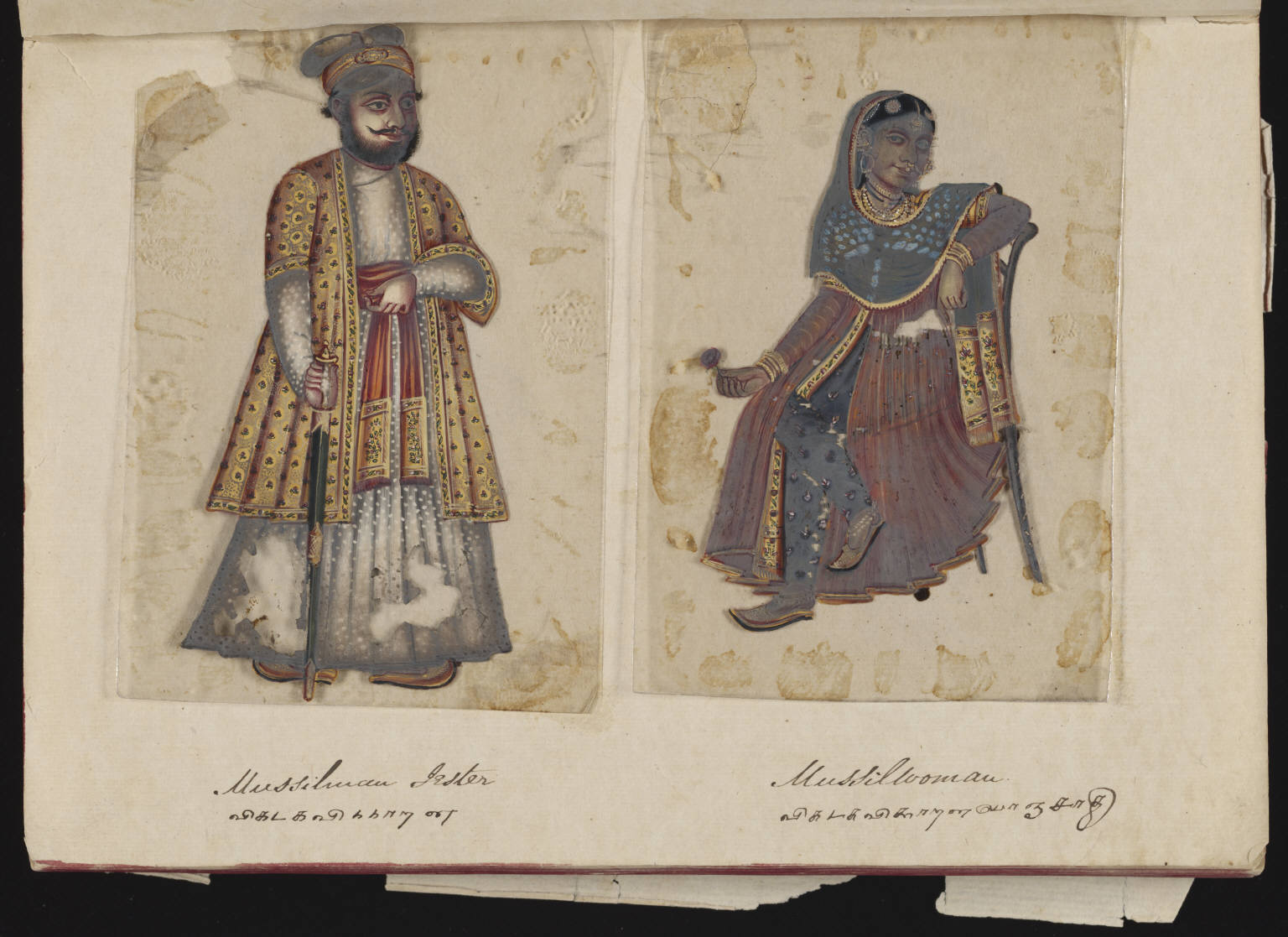
Musulman
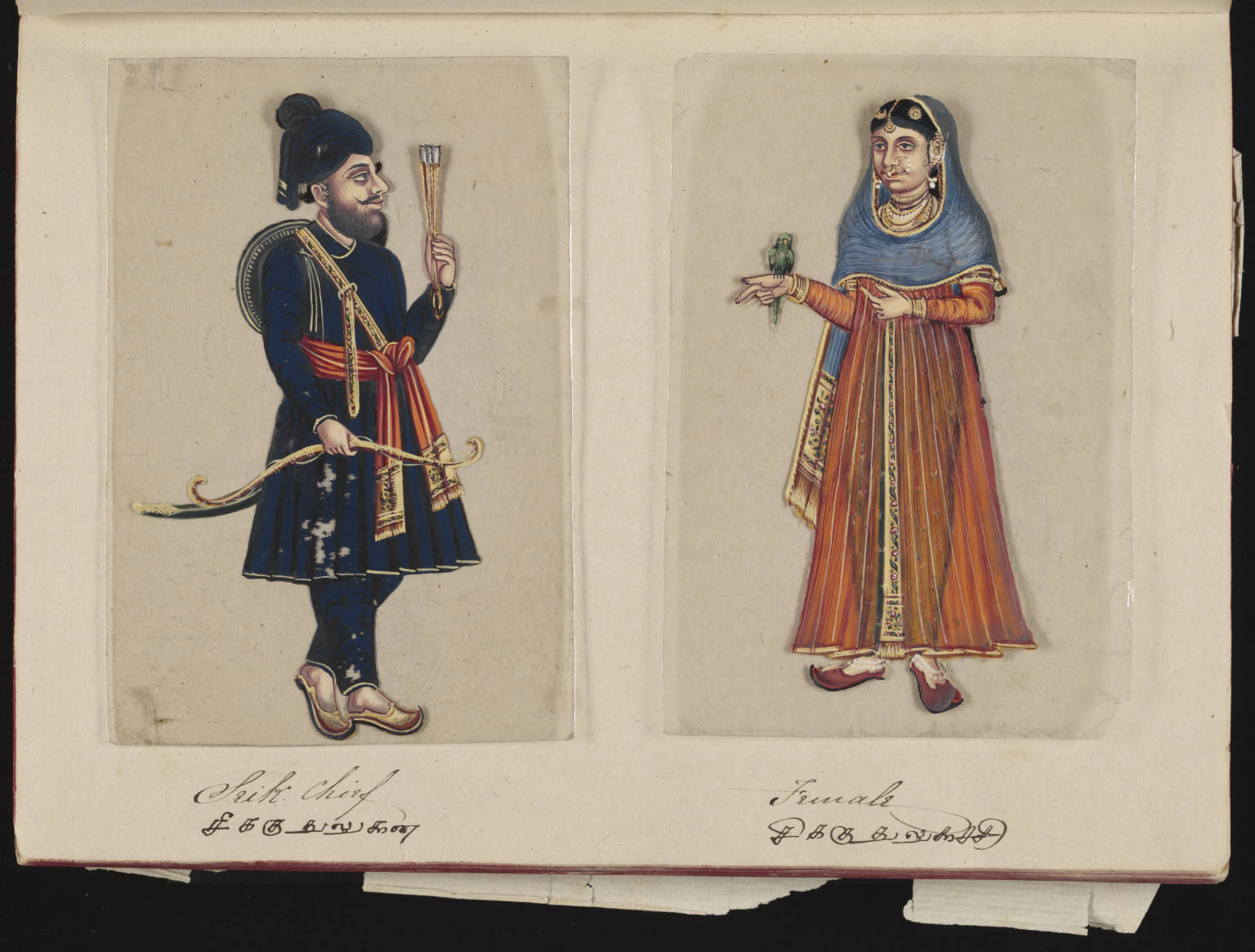
Chef sikh
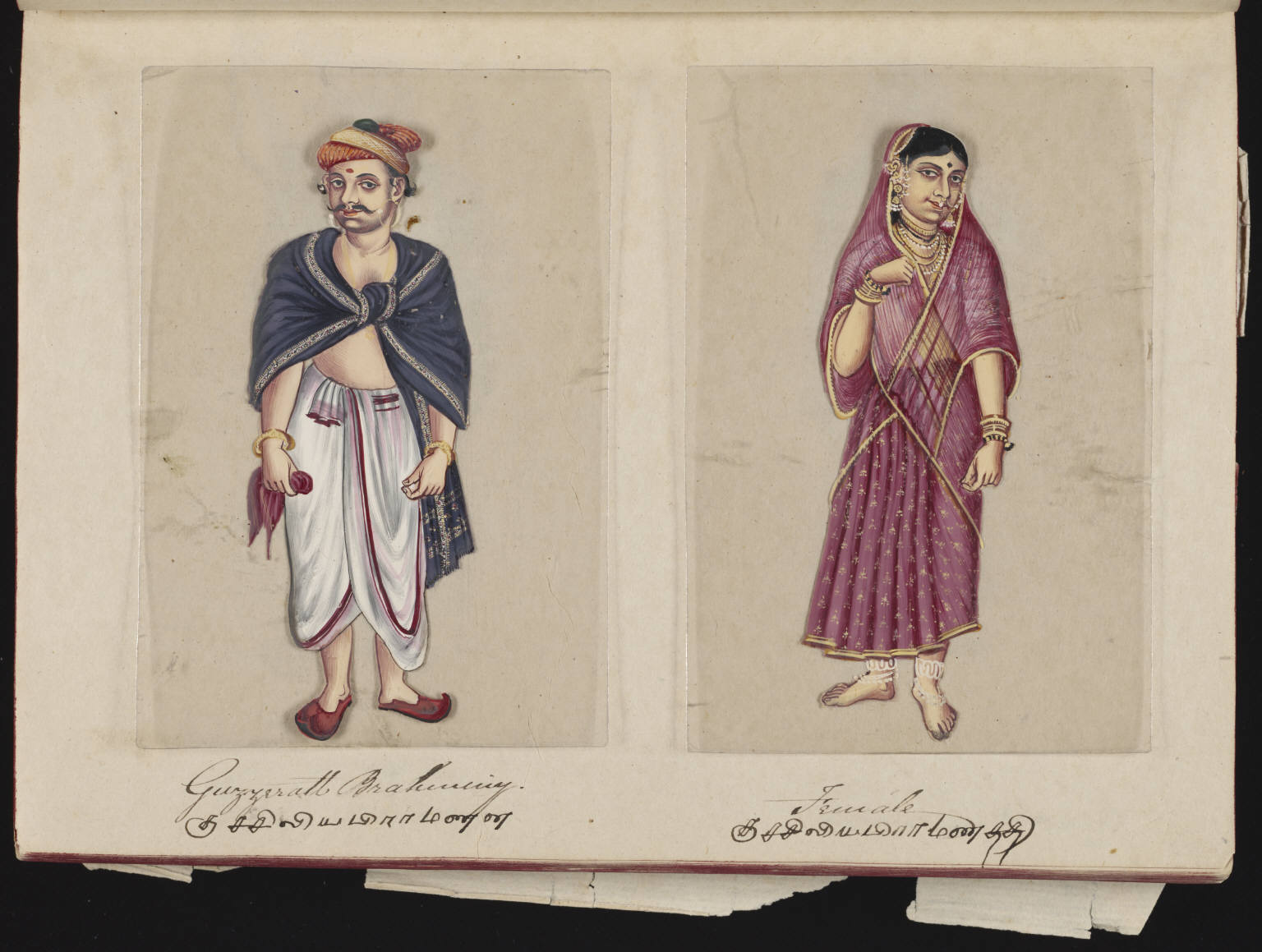
Brahmane
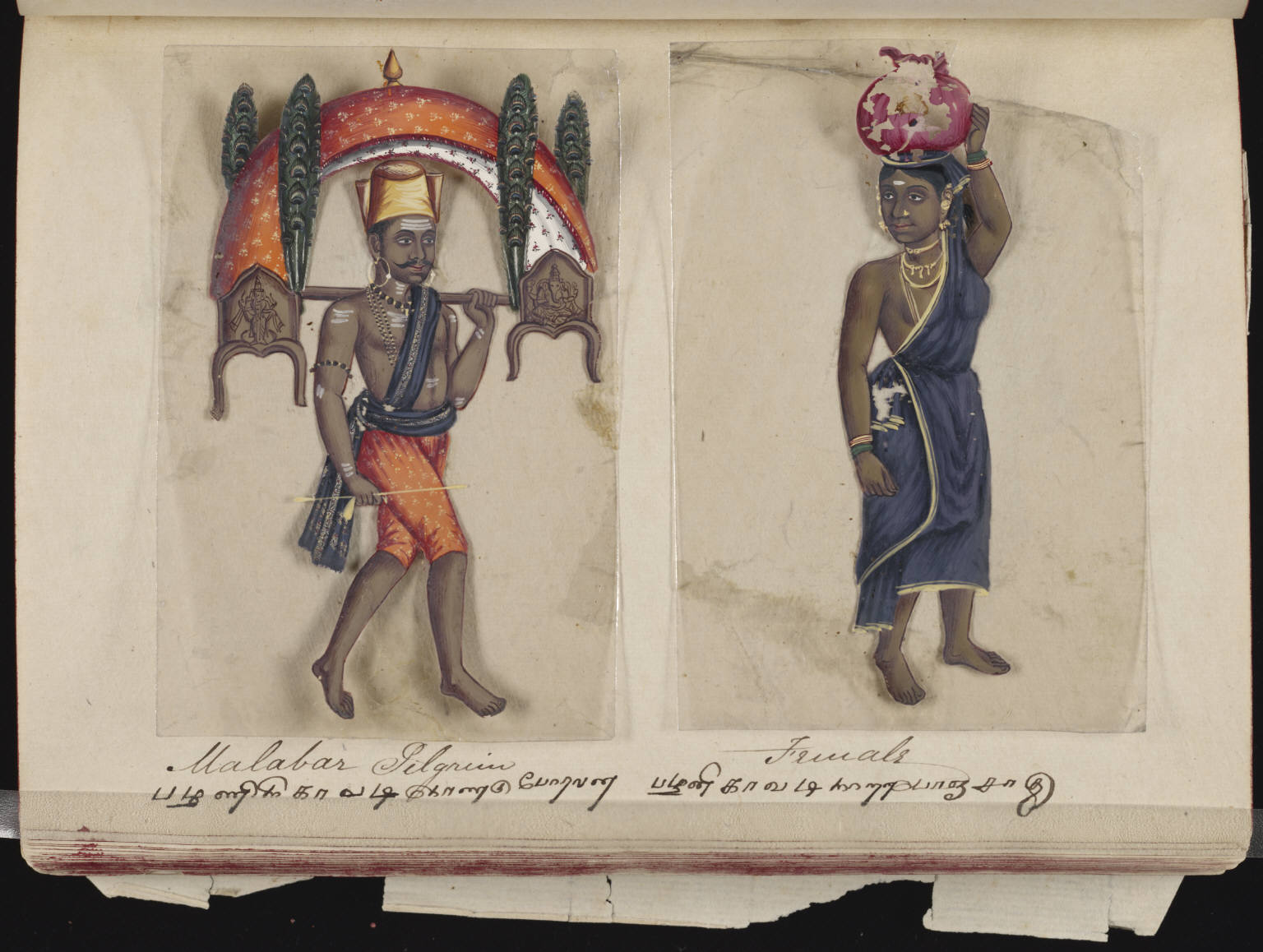
Pèlerin malabar
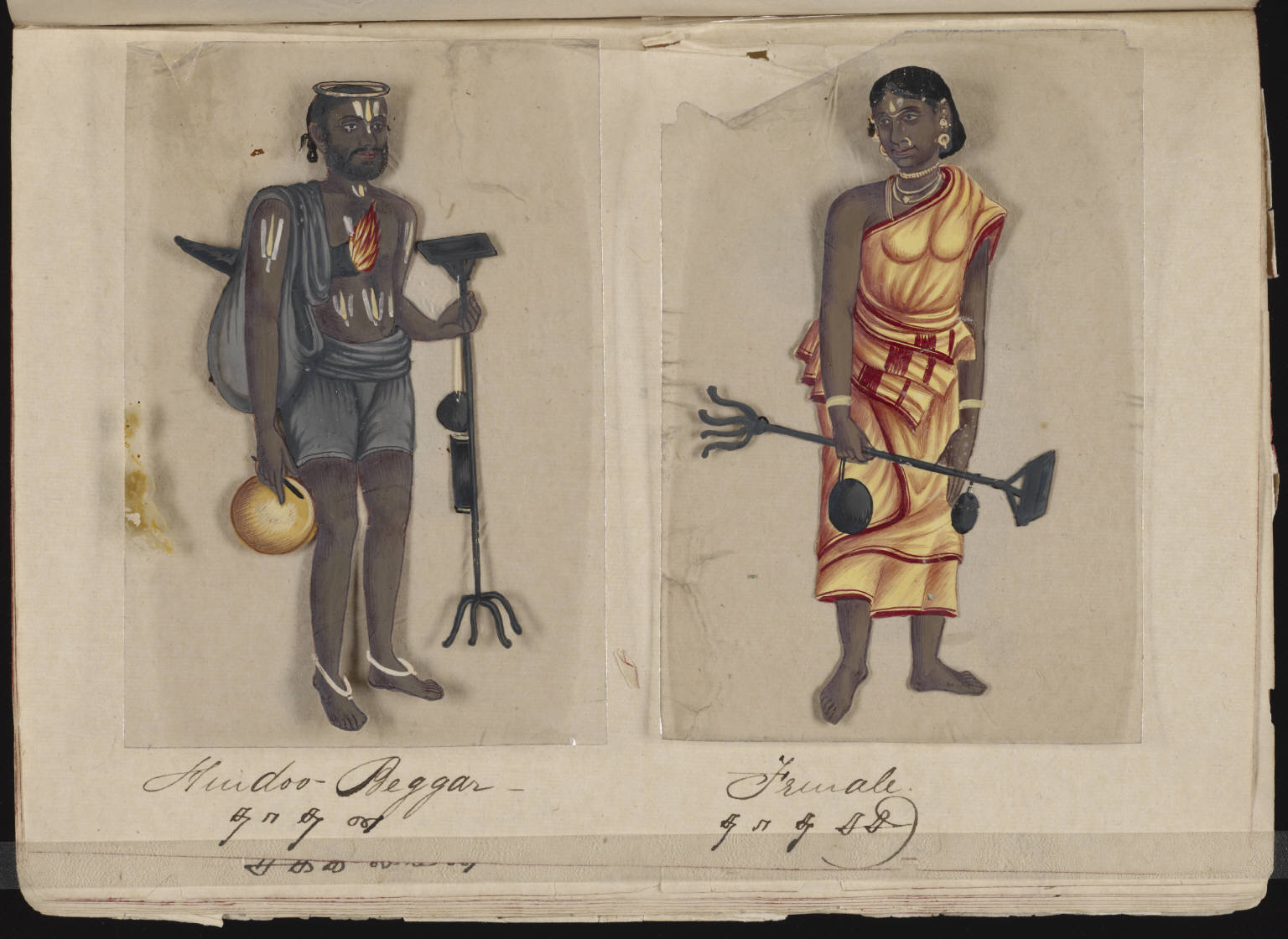
Mendiant hindou (Sâdhu)
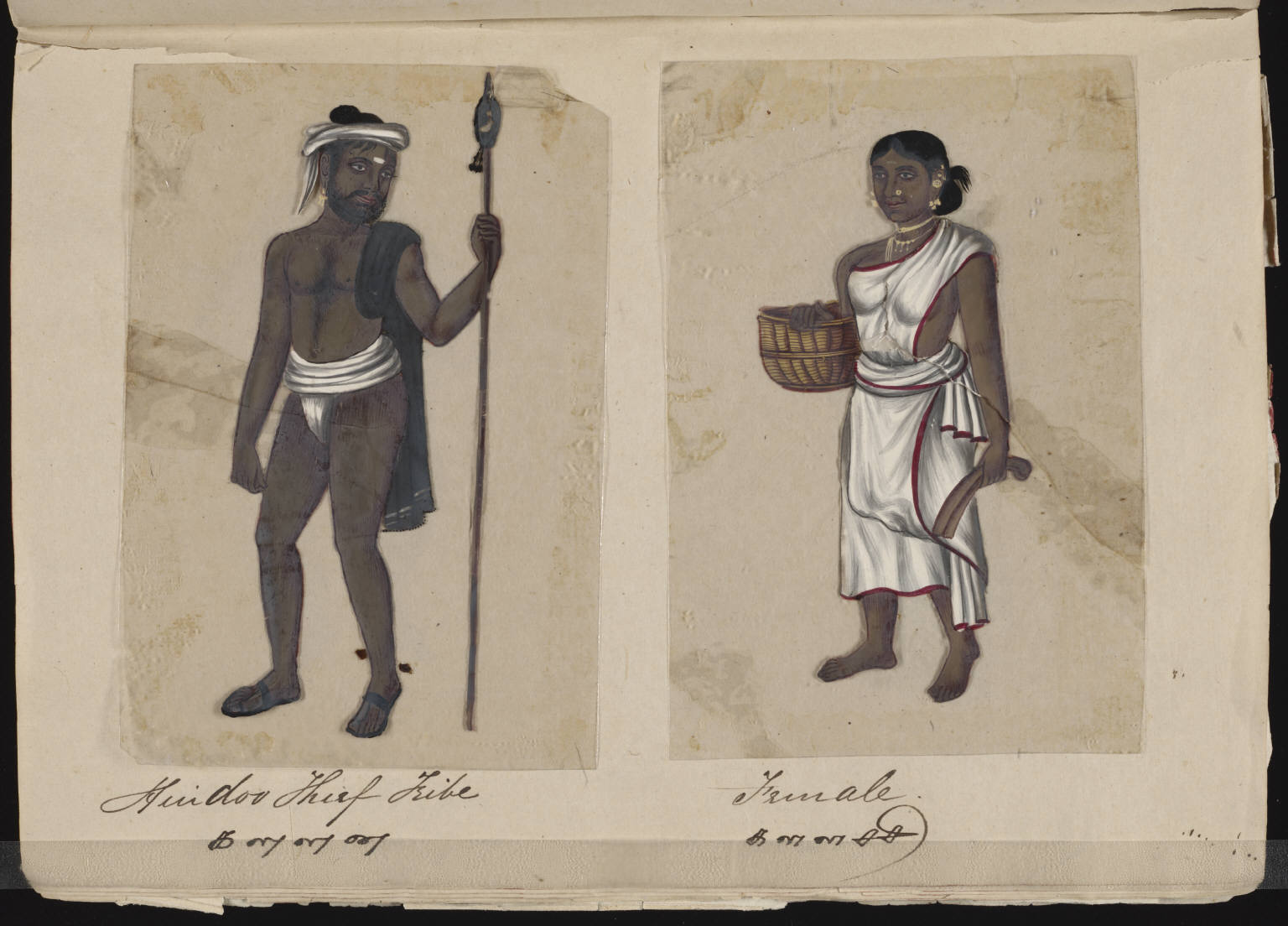
Chef de tribu hindou

Aujourd'hui l'Inde reste en tension entre le modèle du droit communautaire hérité de l'histoire, et celui d'un régime politique laïque voulu par la constitution de 1950. Bien que cette constitution mette l'individu au centre de ses préoccupations et prévoie que la loi générale est valable pour tous, elle maintient aussi un système de droits communautaires, notamment pour les hindous et les musulmans qui peuvent s'en réclamer pour ce qui concerne la famille et les institutions religieuses.

#### Qu'est-ce que l'hindouisme?

##### Notion d'hindouisme

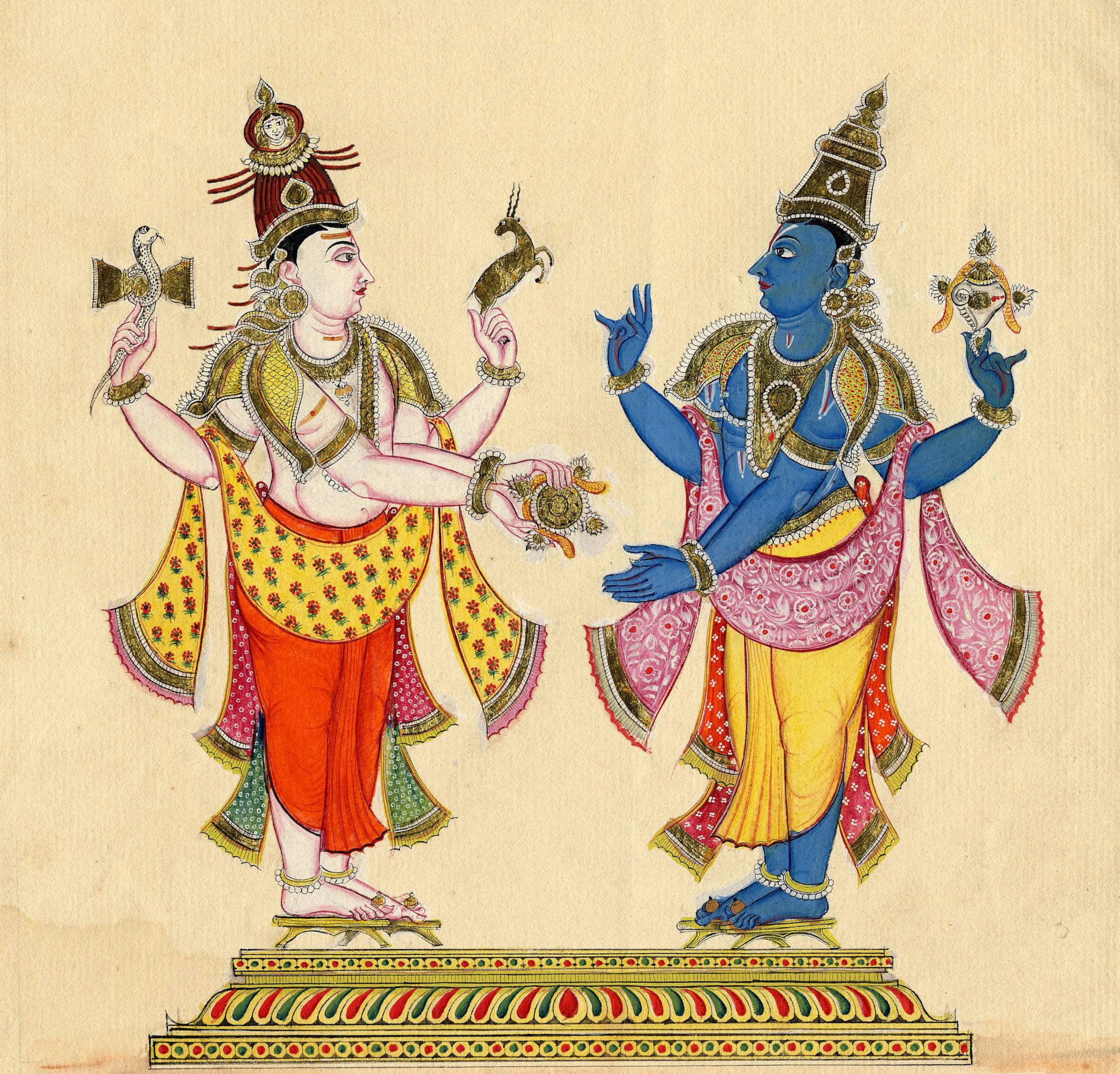
Vishnu et Shiva, illustration par un aquarelliste européen vers 1820, British museum.

Le terme hindouisme par lequel il est d'usage de désigner la réalité religieuse propre à l'Inde, est apparu au début du XIXe siècle. Son usage a commencé à se répandre à la suite de la publication par Monier-Williams de Hinduism en 1877. La thèse selon laquelle l'hindouisme comme religion est une invention d'universitaires britanniques et d'administrateurs coloniaux est discutée depuis qu'elle a été avancée par Wilfred Cantwell Smith (en) en 1962. Dans la mesure où il s'agirait d'abord d'une création d'universitaires britanniques, la notion d'hindouisme peut être vue comme exogène à l'Inde et, par là, inadéquate à la réalité envisagée sous ce terme. Cependant, la considération de l'hindouisme comme d'une religion propre à l'Inde est aujourd'hui l'un des principaux ressorts d'un nationalisme hindou dans lequel est défendu le caractère parfaitement autochtone de ce qui se conçoit comme l'hindouisme. Ceux qui sont désignés comme hindous se sont ainsi emparés de cette désignation « pour penser l'hindouisme comme une religion ».
Avant l'époque moderne les termes hindous et « Inde » n'étaient guère employés par les Indiens. La recherche d'une identité collective et des moyens pour la décrire est attestée à partir du XVe siècle. Elle prend naissance dans la confrontation de la société traditionnelle et autochtone indienne à l'islam. C'est dans ce contexte que l'on commence à se dire « hindous », par opposition au non-hindous, tandis qu'un ensemble géographique limité au Nord par l'Himalaya et correspondant grosso modo à l'Inde actuelle est appelé Bhārata.

##### La «sanskritisation» de l'hindouisme

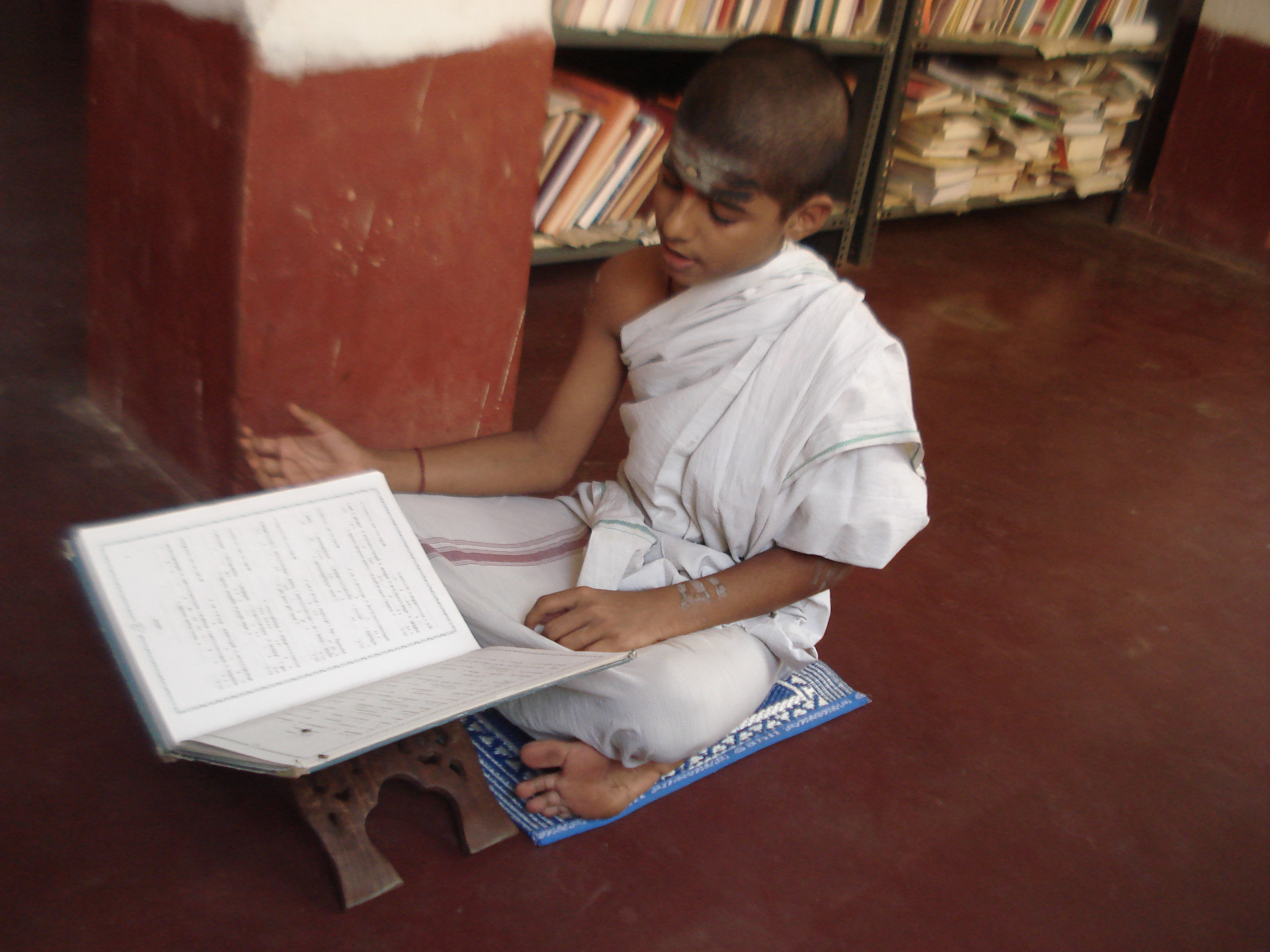
lecture des védas

Au XIXe siècle les indianistes ont étudié « la religion de l'Inde », supposant qu'il s'agissait d'une religion comme les autres avec son clergé, ses pratiques, ses temples, son système de croyances et ses textes sacrés. L'étude de l'hindouisme est ainsi d'abord passée par celle des anciens textes sanskrits. On parle de « sanskritisation de l'hindouisme (en) » pour désigner cette refondation de l'hindouisme moderne dans ses écritures anciennes. Celles-ci se répartissent en deux catégories d'ouvrages : la Shruti et la Smriti. La Shruti rassemble les Védas rédigés entre 1500 et 800 av. J.-C., les Brahmanas rédigés entre 800 et 700 et les Upanishads rédigés entre 700 et 650. Les Védas portent sur la nature divine, l'homme, le monde et leurs rapports. Les Brahmanas sont des textes philosophiques développant les intuitions fondamentales des Védas, tandis que dans leur prolongement les Upanishads sont tenus pour être l'expression la plus parfaite de la révélation divine. La Smriti est un ensemble d'écritures secondaires par rapport à la Shruti. L'unité de la Smriti tient à ce que son contenu est de l'ordre de ce dont on se souvient, de la mémoire ou de l'histoire. Elle comporte des poésies, des épopées et des histoires légendaires auxquelles s'adossent nombre de cultes et de pratiques rituelles hindoues, mais aussi les Darshanas qui présentent la façon dont se sont formés des diverses écoles ou points de vue philosophiques sur les Védas.

##### Formes et diversité de l'hindouisme

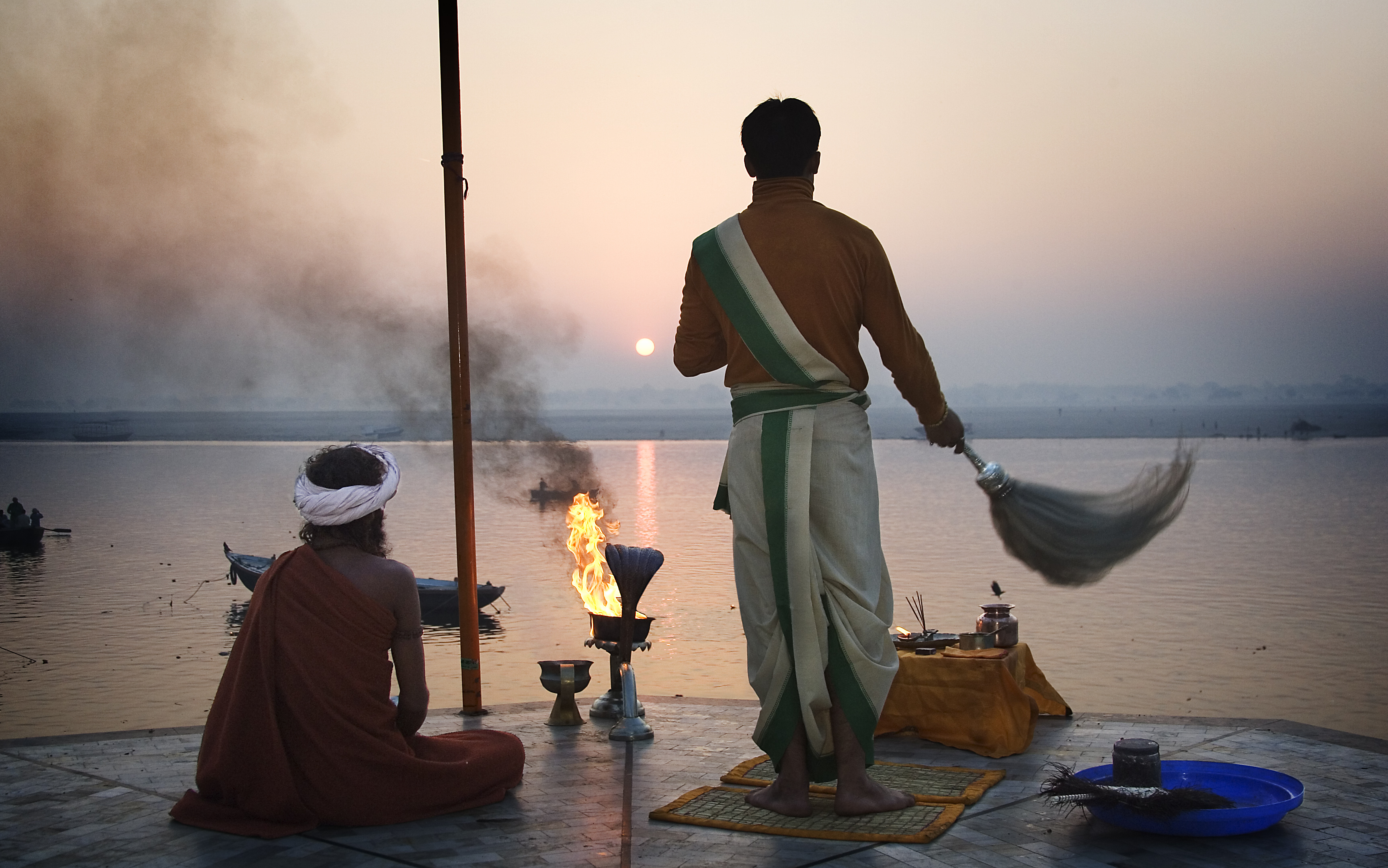
Puja du matin sur le Gange à Bénarès (Varanasi).

La description de l'hindouisme pose de nombreuses difficultés, non seulement parce qu'il s'agit de la reprise en modernité de traditions pluri-millénaires, mais aussi par ce que l'hindouisme implique le plus souvent l'idée qu'il n'y a pas un seul point de vue vrai sur les choses. L'idée est que différents aspects d'une même vérité peuvent être saisis correctement dans des points de vue qui paraissent cependant incompatibles lorsqu'ils sont confrontés les uns aux autres. Cette façon d’accepter les divergences concerne en premier lieu la diversité de l'hindouisme, mais aussi la façon dont des hindous considèrent les non-hindous. L'hindouisme permet ainsi de considérer qu'un non-hindou se rapporte à la même vérité qu'un hindou parce qu'il le fait depuis sa propre tradition religieuse ou philosophique, chacun devant s'en tenir à ce qu'il lui est possible de penser selon le milieu de sa naissance. En ce sens l'hindouisme serait profondément pluraliste, ce qui fait qu'il n'est pas possible de le décrire comme un système de pensée homogène. Selon Catherine Clémentin-Ojha, il s'agirait d'un « système qui comporte plusieurs systèmes ». L'unité de ce « système de systèmes » pourrait tenir de sa tendance « inclusiviste », qui permet de laisser se développer une grande pluralité tout en assimilant cette diversité dans un tout. L'une des caractéristiques de l'hindouisme serait dès lors une tendance à intégrer et subordonner à son propre système des éléments divers, parfois étrangers, en les considérant comme sien. Selon Paul Hacker (de), cet inclusivisme hindou impliquant la subordination de ce qui n'est pas hindou à ce qui l'est, ne doit pas être confondu avec ce qui par ailleurs se conçoit comme tolérance religieuse.
Il est possible d'identifier trois formes principales de l'hindouisme actuel : l'hindouisme des brahmanes, l'hindouisme populaire et l'hindouisme des « sectes » ou des nouveaux mouvements religieux. L'hindouisme des Brahmanes relève des traditions écrites indiennes les plus anciennes qu'il tend à interpréter de façon orthodoxe mais sans homogénéité. L'hindouisme populaire est celui massivement vécu dans les temples et les manifestations religieuses publiques. Bien que ces manifestations religieuses puissent être dirigées par des brahmanes très au fait des traditions et des textes, et que ces rites se rapportent souvent aux textes du Purana, il s'agit d'un hindouisme qui répond surtout de croyances populaires véhiculées sans soucis d'orthodoxie, ni connaissance des textes sacrés ou des systèmes philosophiques par ailleurs considérés comme essentiels à l'hindouisme. Enfin l'hindouisme des sectes ou des nouveaux mouvements religieux indiens se développe tant en Inde qu'à l'international. Ces trois formes d'hindouisme sont en étroites relations les unes avec les autres, et se développent dans et par leurs rapports mutuels.
L'hindouisme doit sa dimension internationale tant au développement d'une connaissance de l'Inde par les travaux des indianistes occidentaux depuis le XIXe siècle, qu'à l'exportation de pratiques religieuse par des groupes et des gourous hindous ayant fait du prosélytisme hors de l'Inde. À la confluence d'une connaissance popularisée de quelques aspects de la culture indienne et du développement des nouveaux mouvements religieux, se sont développées des formes de religiosité indianisantes notamment relayées par le mouvement New Age aux États-Unis, puis par des entreprises commerciales vendant des programmes et des sessions de « santé bien-être ». Il en ressort une vision occidentalisée de l'hindouisme, appelée tantrisme, largement orientée sur les thématiques d'épanouissement personnel et sexuel. La notoriété acquise par le Kâmasûtra (traité du désir) ou ce que l'on dit des Tantras dans les courants New Age fait ainsi partie d'un phénomène occidental que Wendy Doniger appelle « Californication des Tantras ».
L'hindouisme américanisé ou occidentalisé donne lieu à des réactions en Inde où l'on souligne le caractère offensant, erroné ou caricatural de compréhensions américaines ou occidentales de l'hindouisme. Ces réactions incluent des protestations contre l'utilisation des Tantras pour légitimer des obscénités, la caricature de l'hindou adorateur de vaches sacrées, ou encore contre l'insistance jugée exagérée dans les descriptions occidentales de l'hindouisme sur le système des castes et sur l'oppression de la femme.
Une réflexion identitaire sur « l'indianité » ou « l'hindouité » des religions a lieu aujourd'hui en Inde. Elle pousse à considérer comme des religions indiennes ou hindoues, non seulement celles de ceux qui se revendiquent hindous, mais aussi les religions qui se fondent sur les textes védiques : le jaïnisme et le bouddhisme notamment. Par contraste, l'islam et le christianisme sont vus comme des religions étrangères. Selon Catherine Clémentin-Ojha, depuis les années 1980, cette vision nationaliste des religions en Inde s'accompagne de la contestation de l'idée de nation multiculturelle inscrite dans la constitution de 1950, et d'« exactions d'une rare violence à l'encontre des musulmans et des chrétiens ».

#### La notion dedharma
La notion de dharma est centrale de la conception hindoue ou indienne du monde, de la société et de l'homme. Le terme dharma n'a cependant pas une acception univoque, pas plus qu'il n'a d'équivalent satisfaisant dans les langues occidentales. On le rend parfois par religion, mais cette notion recouvre aussi celles de droit ou de loi. L'équivalence aujourd'hui souvent établie entre la notion de religion et celle de dharma n'est pas tant une approximation d'observateurs extérieurs que le fait des hindous eux-mêmes. Depuis le XIXe siècle, les efforts menés en Inde et par des hindous pour penser l'hindouisme comme une religion les ont conduits à adopter l'expression « dharma éternel » (sanâtana dharma) pour désigner l'hindouisme ou la religion hindoue dans son rapport aux « autres religions ». De ce fait, la notion de dharma reste aujourd'hui pensée dans la tension entre différents pôles : entre le passé et le présent de l'Inde, entre ce qui est indien ou hindou et ce qui est étranger. Ainsi, bien qu'il soit d'usage de s'appuyer sur les sources védiques anciennes pour penser aujourd'hui un dharma de toujours, l'hindouisme moderne, dans la mesure où il est présenté comme ce dharma, peut aussi être tenu pour la norme et la réalité objective. Par ailleurs, cet hindouisme, même s'il se réfère à des sources autochtones de l'Inde, est apparu en modernité dans un contexte mondialisé. Il s'est formé en rapport aux autres religions et à ce qui se conçoit par ailleurs comme étant la religion.
Selon Madeleine Biardeau, dans les textes des brahmanes, le dharma est un ordre socio-cosmique. La notion peut s'appliquer à l'Univers, à la société humaine dans son ensemble, à une caste, ou à la vie de chaque individu. Le dharma renvoie autant à l'ordre établi qu'aux conditions de son maintien. Il se traduit nécessairement par un système politique. Selon Catherine Clémentin-Ojha, « il n'y a pas de dharma sans roi pour le protéger ». En ce sens, les théories du dharma peuvent être celles de la structure sociale et politique de l'Inde, elles permettent en particulier de penser les castes. Le dharma se décline ainsi dans la théorie des quatre castes héréditaires (varna), adossée à celle des quatre stades de la vie (âsrama), pour penser le monde, la société et la vie individuelle selon un ensemble de normes. Des théories du dharma permettent aussi de penser les jâti ou nombreuses castes avec le modèle du varnasrama dharma. Néanmoins ces théories n'ont pas toujours existé en Inde, elles sont apparues avec la royauté. Elles sont ainsi historiquement situées et restent à tout moment de l'histoire liées aux formes des régimes politiques en place. De plus, elles sont le seul fait des castes supérieures où elles peuvent être discutées et ré-élaborées, sans qu'aucune adhésion soit requise, ni que quiconque puisse faire valoir une orthodoxie à ce sujet. De cette façon, sur un plan religieux, les théories du dharma ne relèvent d'aucune « orthodoxie » (ce qu'il faut croire), mais elles sont des façons de rendre compte d'une « orthopraxie » (ce qu'il faut faire).
L'hindouisme des brahmanes et celui des « sectes hindoues » relèvent de conceptions différentes et par certains aspects antagonistes du dharma. Chez les brahmanes, la société est hiérarchisée en castes et inclut toute la société dans cette hiérarchie, tandis que le développement de différents groupes communautaires autour d'une tradition particulière ou de gourous est porteur d'une conception égalitaire du pluralisme religieux dans la société indienne. Il s'ensuit une importante divergence sur la notion de dharma qui dans l'hindouisme orthodoxe des brahmanes ne peut se concevoir qu'au singulier, tandis qu'avec les « sectes hindoues », un dharma se conçoit comme une religion, et l'on tend à envisager autant de dharma que de religions. Un second point de divergence est la question de l'universalité du dharma. Dans l'hindouisme, le Bhârata, c'est-à-dire le territoire indien, est traditionnellement considéré comme le seul lieu d'accomplissement du dharma. Mais certains nouveaux mouvements religieux hindous ont aboli cette limite territoriale de l'hindouisme pour penser l'hindouisme comme une religion universelle. Ces mouvements s'opposent ainsi, autant aux sectes hindoues se concevant comme « un dharma » parmi ceux existant sur le territoire du « dharma éternel », qu'à l'hindouisme des brahmanes qui se présente comme « le dharma » et dont la pratique est rigoureusement limitée à l'Inde et à son territoire sacré. De cette façon est apparue une forme d'hindouisme universaliste et de grande visibilité internationale, qui transgresse cependant les limites territoriales et ethniques largement tenues pour intangibles dans l'hindouisme. Parmi ces mouvements celui de Swami Vivekananda, fondateur de la Rama-Krishna Mission. Il fut au début du XXe siècle l'un des premiers d'une longue liste de gourous charismatiques, s'exprimant en anglais et qui donnent une grande visibilité internationale l'hindouisme pensé comme religion universelle. Enfin, les théories du dharma supposent très largement que la vie des individus soit déterminée par leur naissance. Cependant la possibilité de poser des actes volontaires est aussi reconnue. C'est notamment ce que font les ascètes ou sâdhu, en adoptant un style de vie qui n'est pas déterminé par leur naissance. Les « gourous » fondateurs de mouvements religieux ou de « sectes » hindous sont généralement des personnes qui se sont engagées dans ce style de vie avant de fonder leur mouvement. Ils véhiculent ainsi souvent une notion de dharma davantage polarisée par les idéaux de liberté ou de libération individuelle que vers la défense de l'ordre établi et des déterminations de l'existence.

## Typologies et classifications
La différence entre classification et typologie n'est pas toujours très nette dans la mesure où une typologie peut se concevoir comme un mode de classification. Néanmoins, dans les sciences des religions, les termes « classification » et « typologie » peuvent désigner des modes d'appréhension de la diversité des religions assez distincts :
Une classification des religions est une tentative de décrire l'ensemble des religions du monde et de l'histoire en les présentant selon un nombre réduit de catégories principales, qui peuvent éventuellement comprendre des sous-catégories. Les classifications des religions sont principalement liés aux travaux d'histoire des religions. Elles procèdent toujours d'une approche comparatiste, dans la mesure où les religions sont classées sur la base de leurs ressemblances et de leurs différences.
Une typologie des religions est un mode de conceptualisation de la religion qui en propose une compréhension générale à partir de deux ou trois « types idéaux » de religion. La notion d'idéal-type vient du sociologue Max Weber ; dans les sciences des religions, il est ainsi question de typologies webero-troeltschiennes pour désigner les typologies des religions établies à sa suite.

### Classifications en histoire des religions
Les classifications des religions établies en histoire des religions ont longtemps eu en commun de supposer une essence ou une origine de la religion dans une forme unique de religion diversement considérée comme un concept, une religion naturelle, une religion de la nature ou une religion primitive. Dès lors que l'on suppose une essence de la religion commune à toutes les religions, l'histoire des religions a pour but de comprendre et d'identifier les formes prises par la religion dans l'histoire, d'où l'intérêt de l'histoire des religions pour les typologies et les classifications. Bien que l'existence d'une essence commune à toutes les religions ait été mise en cause au XXe siècle, les catégories des typologies établies sur ce postulat, telles que celle de polythéisme, de monothéisme, d'hénothéisme ou d'animisme, n'ont pas pour autant disparues et restent aujourd'hui très employées. Plus récemment, des essais de classifications dits « taxonomique » ont été proposés.

#### Inclusion des religions dans la religion chez Hegel

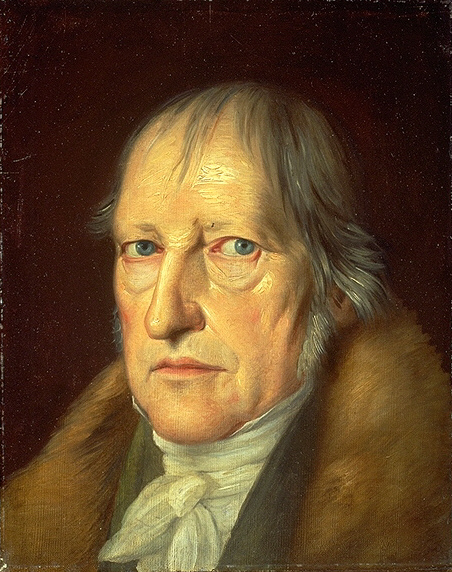
Hegel

Le système hégélien de la religion élaboré au début du XIXe siècle a eu une influence importante sur l'histoire des religions et, par là, sur l'ensemble des tentatives d'établir des classifications générales des religions. À propos de cette influence, à la fin du XIXe siècle, Pierre Daniel Chantepie de la Saussaye (de) écrivait dans son Manuel d'histoire des religions : « En tant que la classification donne le démembrement de l'idée, elle expose l'essence de la religion dans son unité et dans sa multiplicité. Mais, d'autre part, les sections de la classification sont des degrés de l'évolution historique. Presque toutes les classifications proposées depuis Hegel s'inspirent de ces deux propositions ».
Dans le système hégélien, la religion est assimilée à l'activité de la raison dans l'histoire. Ce concept de religion n'est pas seulement une façon de décrire la religion, il est un sujet qui agit : la religion elle-même. Comme tous les concepts de Hegel, celui de religion se décrit selon trois moments : l'unité, la négation de l'unité, et le retour sans régression à l'unité par la négation de sa négation. Cette structure fondamentale du concept chez Hegel correspond à celle de la Trinité : Dieu « un » nie son unité, le Père s'opposant au Fils en l'engendrant, puis il nie cette opposition en retournant à l'unité dans l'Esprit Saint. Les trois « moments » de la vie du concept hégélien de religion correspondent aux trois parties principales des Leçons sur la philosophie de la religion : la notion de religion, la religion déterminée et la religion absolue. L'histoire des religions se déroule entièrement au niveau de la religion déterminée. Cependant cette histoire n'est pas chronologique car les religions sont à tout moments des répétitions du même, se succédant ou se côtoyant comme autant d'effectivités de l'Idée de religion sans être autrement liées entre elles. Hegel a structuré son cours en introduisant les religions dans un ordre progressif, plutôt que chronologique, vers la religion absolue. Le plan de ce cours donné de 1821 à 1826 peut se prendre comme une « typologie » des religions établie par Hegel.
Pour Hegel « La vérité est que la vérité, la nature, la vie, l’esprit sont entièrement organiques, que tout ce qui est pour soi, tout être différencié même est le miroir de cette Idée ; elle s’y montre individualisée, comme processus en lui en sorte qu’il manifeste en lui cette unité ». Ainsi, chacune des religions, en tant que miroir de l’Idée, reflète la vérité. Le christianisme comme religion historique pourrait aussi être considérée comme l’une des religions effectives ou déterminées, mais elle est traitée par Hegel comme la religion absolue. Plutôt qu'une supériorité du christianisme sur les autres religions, Hegel envisage le christianisme comme l'essence de toutes religions, considérant qu'elles sont toutes également vraies et révélées étant chacune l'effectivité d'un même concept de religion lui-même chrétien :

« Les religions déterminées ne sont pas il est vrai notre religion ; toutefois comme moments essentiels bien que secondaires qui ne doivent pas faire défaut à la vérité absolue, ils sont contenus dans la nôtre. Nous n’avons donc pas affaire avec quelque chose d’étranger, mais à quelque chose qui est nôtre ; reconnaître qu’il en est ainsi, c’est réconcilier la vraie religion avec les fausses »

Avec l'influence de Hegel, l'élaboration de typologies ou classifications des religions se fera avec le rejet de « divisions en religions vraies et religions fausses, en religions naturelles et religions révélées, ou en religions populaires et religions à fondateurs ».

#### Concepts de l'histoire des religions: polythéisme, monothéisme, hénothéisme, animisme, etc.

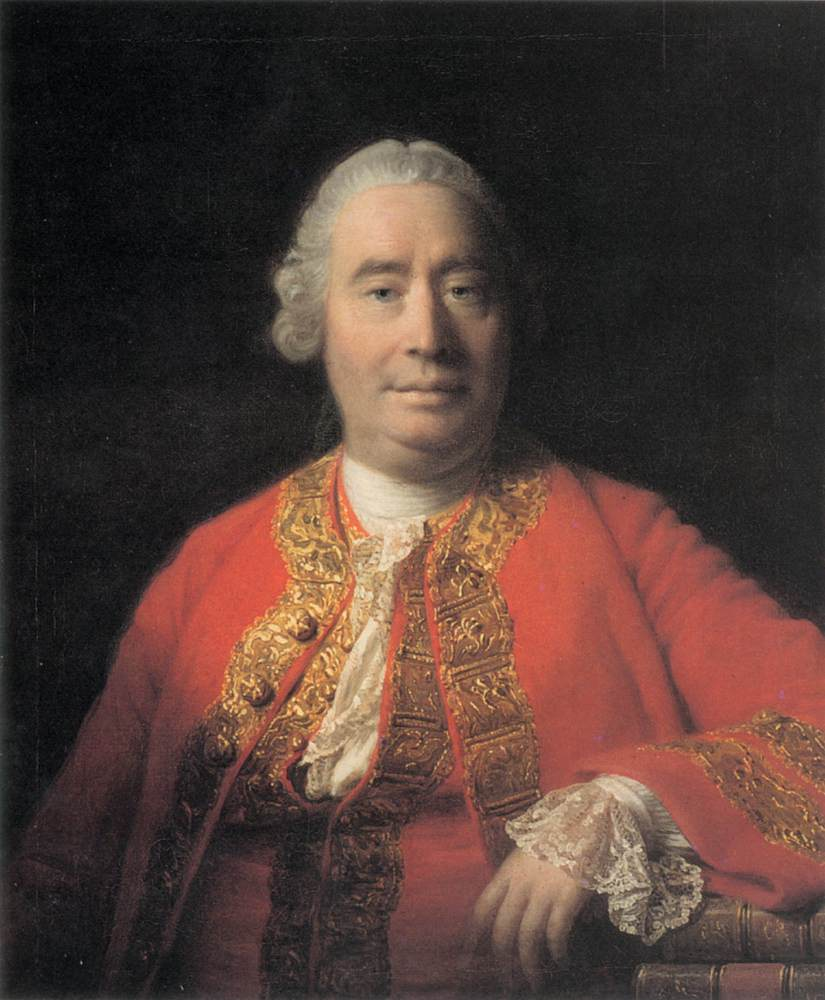
David Hume.

David Hume rédigea vers 1750 l’Histoire naturelle de la religion, texte qui est considéré comme l'un des tout premiers essais modernes d'histoire des religions. Hume organise cette histoire autour des idées de polythéisme et de monothéisme, considérant que, dans l'histoire, la religion est passée progressivement du polythéisme au monothéisme. Cette idée d'une évolution religieuse de l'humanité du polythéisme vers le monothéisme devient un lieu commun de la pensée des religions à l'époque des Lumières.

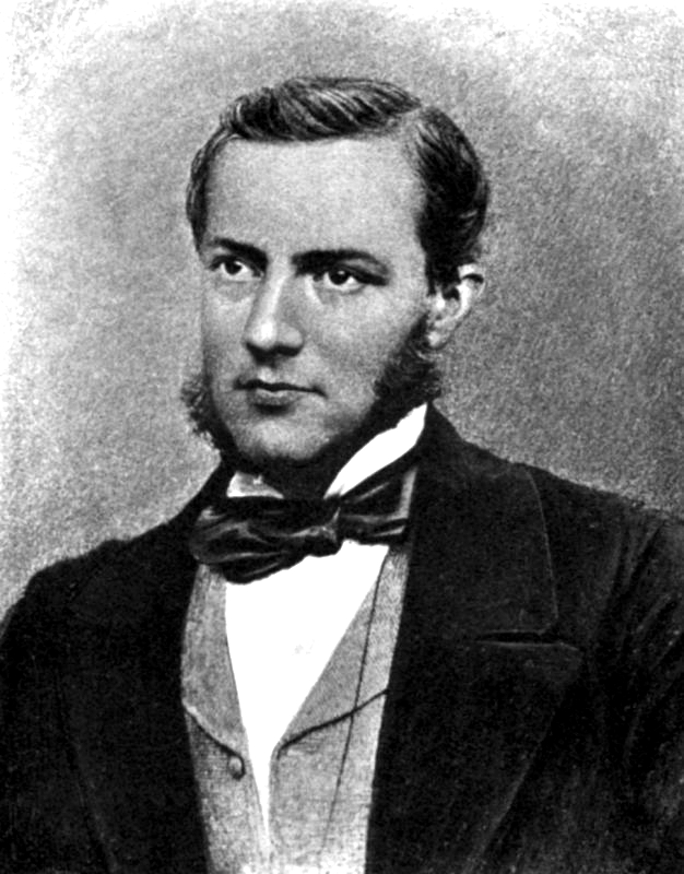
Max Müller, (1823-1900)

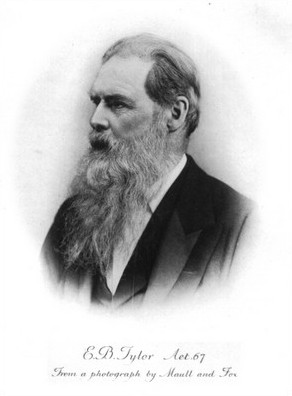
Edward Burnett Tylor, (1832-1917)

À partir du XIXe siècle, moment auquel on tente de constituer l'histoire des religions en science, l'idée d'une évolution religieuse de l'humanité est relayée par celle d'évolutionnisme culturel qui, chez Max Müller, fait explicitement écho à la théorie de l'évolution des espèces de Darwin. Max Müller accordait aussi une importance extrême aux problèmes de classifications des religions. Cherchant à établir les principes et les méthodes de la science des religions, estimait qu'il s'agissait d'un lieu de vérification de la scientificité de l'étude des religions : « Toute science véritable repose sur la classification, et c'est seulement dans le cas où il nous serait impossible de classer les différents langages de la foi que nous aurions à reconnaître qu'une science de la religion est véritablement impossible ».
Max Müller a envisagé une évolution religieuse de l'humanité différente de ce qu'avaient pensé les Lumières tout en reprenant les concepts de monothéisme et de polythéisme. Il considérait que l'humanité avait d'abord été dans une forme de monothéisme relatif en un temps où elle ne formulait pas clairement ses conceptions religieuses. Ce monothéisme initial se précise ensuite en diverses formes de religions dont celle du monothéisme absolu et celle du polythéisme. Pour décrire ces formes de religions plus évoluées, Müller a aussi introduit le concept de kathénothéisme, un intermédiaire entre le monothéisme et le polythéisme en ce qu'il est, pour Müller, la préférence pour un dieu sans exclure qu'il y en ait plusieurs. Dans le kathénothéisme ou hénothéisme (nom abrégé du même concept), ceux qui se rapportent à un dieu ne s'occupent que de lui et lui assignent tous les attributs de la divinité, mais le dieu auquel va la préférence du culte est susceptible de changer avec le temps. Müller a précisé ce concept à partir de certaines formes de religion en Inde.
Au-delà de sa formulation initiale par Müller, le concept d'hénothéisme a connu des fortunes diverses, parfois tenu pour un intermédiaire dans une échelle évolutive qui va du polythéisme vers le monothéisme, parfois tenu pour être la forme originelle de toute religion avant sa détermination en des monothéismes et des polythéismes. De ce fait, le terme n'a plus une signification bien précise, si ce n'est celles que lui donnent les auteurs qui l’emploient.
Contemporain de Müller, l'anthropologue britannique Edward Burnett Tylor a introduit le concept d'animisme pour désigner les religions des sociétés dites « primitives ». Ce concept a eu beaucoup de succès jusque dans les premières décennies du XXe siècle, devenant « l'un des termes de référence majeurs de l'histoire de l'ethnologie religieuse ». Il est encore aujourd'hui utilisé dans le langage courant ou dans les statistiques, comme un mot fourre-tout désignant l'ensemble de ce qui, ne relevant pas des religions théistes s'appuyant sur des textes sacrés, est transmis par des traditions orales.
Le concept de chamanisme n'est guère plus précis que ceux d'animisme ou de religion primitive. Le terme a fait son entrée parmi ceux fréquemment utilisés en histoire des religions avec Mircea Eliade. Le chamanisme se rapporte en premier lieu à la religion traditionnelle des populations de Sibérie et d'Asie centrale, mais, par extension, le terme est aussi employé pour désigner des religions en d'autres lieux et d'autres temps, c'est-à-dire des religions ailleurs dites animistes ou primitives. À ces expressions peuvent aujourd'hui être préférées celles de religions traditionnelles ou ethniques.

### Les «idéals-types»: typologies webero-troeltschiennes

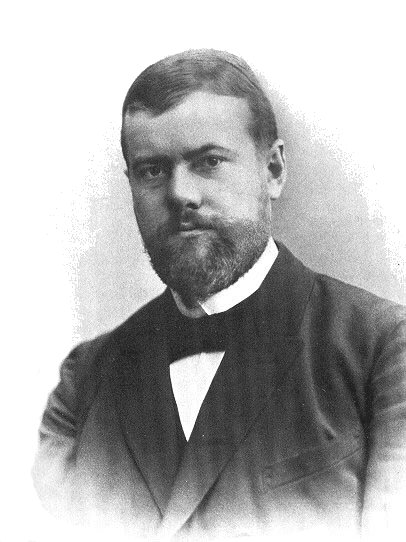
Max Weber.

Dans les sciences des religions, les discussions sur des modèles typologiques fondés sur travaux sociologiques de Max Weber et Ernst Troeltsch ont progressivement conduit à écarter les typologies héritées de l'histoire comparée des religions ainsi que l'évolutionnisme religieux dont elles relèvent. Weber puis Troeltsch ont axé leur réflexion sur la distinction entre Église et secte. Les idées d'Église et de secte n'ont cependant pas ici le sens que l'on donne couramment à ces termes. La notion d'« Église » renvoie ici à ce qui s'appelle aussi « les grandes religions », celles qui ont su assembler autour d'elles une masse considérable de fidèles au point que la plupart de ses membres sont ceux qui naissent avec cette religion sans l'avoir choisie. Ce qui est envisagé comme « secte » sont au contraire des groupements communautaires identifiables qui demandent un acte d'adhésion volontaire et qui n'accueillent que des membres jugés qualifiés sur un plan religieux. À ces deux types s'ajoute le « type mystique qui oscille entre l'absence totale d'organisation et l'existence d'une communauté assez élastique ». Les travaux de Joachim Wach à la suite de Weber et de Troeltsch ont marqué le retour d'idées évolutionnistes dans la problématique des typologies, bien que l'évolution ici envisagée ne soit plus référée au monothéisme comme une forme d'accomplissement des religions. Wach distinguait sur un plan religieux des « groupes naturels » et des « groupes fondés ». Les groupes naturels se forment avec les clans ou les tribus, ils correspondent aussi aux nations lorsque le clan s'élargit à ces dimensions. Ce sont des groupements identitaires dans lesquels il n'existe pas nécessairement la conscience d'avoir une religion particulière et où peuvent encore se former des sous-groupes religieux, par exemple selon l'âge ou le statut social. Dans ce contexte tout le groupe est religieux sans que la religiosité apparaisse comme un élément distinctif au sein de la société. L'apparition de « groupes religieux fondés » correspond à une évolution ou une mutation marquée par la possibilité nouvelle de reconnaître ce qui est « spécifiquement » religieux, et donc de définir, de modeler ou de fonder les groupes religieux. Selon Jean Martin Ouédraogo, Wach pensait en particulier au christianisme et à l'islam lorsqu'il envisageait ces « groupes fondés ». Gustav Mensching (de) a repris les travaux de Wach y introduisant de nouvelles distinctions telles que celles entre « religion nationale » et « religion universelle », ainsi qu'en développant l'opposition entre groupes « spécifiquement et non spécifiquement religieux ».
La réflexion sur ces typologies s'est essoufflée dans les années 1980, moment où sont apparues de nouvelles notions qu'il était difficile de faire entrer dans ces « idéals types », notamment de « Nouveau Mouvement Religieux », de « religion séculière » ou encore plus récemment celle de « religieux diffus ».

### Classifications taxonomiques
Les typologies fondées sur des idéals-types peuvent être considérées comme des typologies de « la » religion, tandis qu'il existe d'autres essais de typologies ou de classification partant des formes observables de religions plutôt que de « la religion ». Jonathan Smith avait comparé ces propositions de classifications des religions aux classifications taxonomiques qui concernent les espèces vivantes réparties par genre et espèce.
La méthode consiste à partir de l'observation de chaque cas particulier de religion pour les classer selon leurs ressemblances en des groupes et des sous-groupes, et parvenir ainsi à une classification générales des religions en autant de catégories que nécessaire. Ces recherches sont aujourd'hui principalement le fait de chercheurs Nord-américains, et elles sont très liées à la publication de dictionnaires ou d'encyclopédies visant une forme d'exhaustivité et de systématicité dans leur présentation des religions. Ces recherches ont pris leur essor dans les années 1970. Une de leurs préoccupations premières fut de comprendre comment situer les Nouveaux Mouvements Religieux (NMR) par rapport aux autres religions, notamment avec les travaux de Roy Wallis (en). Les classifications proposées aujourd'hui peuvent comprendre un nombre élevé de catégories principales : Gordon Melton en distingue soixante-dix dans The encyclopedia of American religions (1989).  Les critères retenus pour établir une catégorie peuvent être l'origine géographique des religions, des facteurs linguistiques, leurs parentés dans des courants religieux (Melton envisage des « familles de religions »), de leur expansion selon qu'elles soient des religions mondiales ou non, de l'époque à laquelle elles apparaissent, etc.
Dans le Dictionary of Religion, Jonathan Z. Smith considère sept catégories de religions à l'échelle mondiale : religions chrétiennes, religions d'islam, religions bouddhistes, religions du sud-est asiatique, religions de l'Antiquité, nouvelles religions et religions des peuples traditionnels (Religions of Traditional Peoples). Cette dernière catégorie a été objet de beaucoup de débats. L'expression proposée par Smith remplace d'autres termes « fourre-tout » tels que ceux de paganisme, de polythéisme, d'animisme ou de chamanisme qui étaient très employés au XIXe siècle pour qualifier les religions que l'on peut situer aujourd'hui dans la catégorie de « Religions of Traditional Peoples » ou « folk religion » (religions traditionnelles). Néanmoins Smith constate que cette catégorie, quelle que soit la façon dont elle est rebaptisée, reste une catégorie dans laquelle on situe des religions sans liens historiques ou géographiques évidents, d'Afrique, d'Amérique, d'Asie, d’Arctique ou d’Océanie.
Ces essais nord-américains de classifications générales des religions sont sans équivalent dans les publications francophones et européennes, où les ouvrages, dictionnaires ou encyclopédies consacrés à la présentation des religions du monde et de l'histoire tendent plutôt à prendre acte du caractère fragmenté de la réalité religieuse sans tenter de la présenter dans une typologie systématique. Ils suivent plutôt un plan chrono-thématique renvoyant le lecteur à un index alphabétique pour les catégories et notions décrites, utilisées ou critiquées dans les différents articles.

## Religions spécifiques

### Religions abrahamiques
Les religions abrahamiques sont des religions monothéistes qui disent descendre d'Abraham, principalement le judaïsme, le christianisme et l'islam.

#### Le judaïsme
Le judaïsme est la plus ancienne religion abrahamique, issue d'Abraham, pour se déplacer vers la terre de Canaan ou Terre promise, qui correspond actuellement et approximativement aux territoires occupés par Israël, la Palestine, le Liban, l'Ouest de la Jordanie et la Syrie. Il s'agit d'une religion monothéiste dont le Dieu unique est YHWH. La Torah, son texte fondateur, constitue la première partie d'un ensemble de livres : le Tanakh ou Bible hébraïque. La religion s'identifie au peuple juif, descendant des Israélites, dont elle a marqué la culture et dont le Tanakh retrace l'histoire. Celle-ci est marquée par des cycles d'éloignement des dirigeants et du peuple des enseignements, ce qui amène un châtiment divin (parfois sous la forme d'ennemis) jusqu'à ce que l'obéissance aux injonctions divines avec la venue régulière de prophètes apporte la prospérité. 
Les prophètes principaux du judaïsme sont, dans l'ordre chronologique, Abraham, Joseph, Moïse et Élie. Moïse est connu pour sortir le peuple hébreu de son esclavage en Égypte, avoir dicté les dix commandements (le Décalogue) et un ensemble de lois religieuses, sociales et alimentaires. Les injonctions des prophètes et leurs lois visaient à la protection du peuple hébreu de la décadence et d'ennemis extérieurs.

#### Le christianisme
Le christianisme est fondé sur la vie et les enseignements de Jésus de Nazareth relatés dans le Nouveau Testament, qui fait suite à l'Ancien Testament (la Bible hébraïque). L'ensemble de ces deux textes constitue la Bible chrétienne, son livre saint. Les chrétiens reconnaissent Jésus comme le Messie promis dans l'Ancien Testament. Jésus révoque un grand nombre de lois du judaïsme et en introduit d'autres lors du sermon sur la montagne, et à la notion d'un Dieu qu'il faut craindre dans les enseignements juifs, il ajoute la conception d'un Dieu aimant qui pardonne, ce qui doit inspirer les fidèles à aimer et pardonner. Les trois principales confessions chrétiennes sont le catholicisme, le protestantisme et l'orthodoxie.

#### L'islam
L'islam est fondé sur les enseignements du Coran, son livre saint révélé par Mahomet. C'est une religion monothéiste, Allah en arabe étant le nom sous lequel  "Dieu" est connu. Le Coran reconnaît l'origine divine de l'ensemble des livres sacrés du judaïsme et du christianisme, mentionne aussi 5 prophètes arabes et 24 personnages bibliques, et contient des exhortations, des lois spirituelles (le jeûne, la prière, le pèlerinage...) et sociales (règles des partages successoraux, traitement des délits et des crimes...). Le calendrier musulman est un calendrier lunaire qui commence en 622 ap. J-C, marquant l'hégire, l'exil de Mahomet à Médine.

### Religions indo-iraniennes
Les religions indo-iraniennes ou religions aryennes, comptent avec l'hindouisme, le bouddhisme, et le zoroastrisme.

#### L'hindouisme
L'hindouisme est une des plus anciennes religions au monde encore pratiquées, et est fondée les Vedas, un ensemble de textes révélés, divisées entre la Shruti et la Smriti. Elle est issue de l'Inde, qui reste son principal foyer de peuplement. L'hindouisme est aujourd'hui considéré comme un polythéisme, avec des divinités principales comme Brahma, Shiva et Vishnou, qui ont pris de l'importance successivement. Krishna est à la fois considéré comme une divinité et un prophète réel du IIe millénaire av. J.-C.

#### Le zoroastrisme
Le zoroastrisme tire son nom de fondateur Zoroastre, né au Nord-Est de l'Iran cours du Ier millénaire av. J.-C.. C'est aussi une religion monothéiste, Ahura Mazda étant le nom sous lequel  "Dieu" est connu.

#### Le bouddhisme
Le bouddhisme est, selon les points de vue en Occident, une religion ou une philosophie, voire les deux, dont les origines remontent en Inde au Ve siècle av. J.-C. à la suite de l'éveil de Siddhartha Gautama et de son enseignement. Le bouddhisme est souvent considéré comme une religion bien qu'il n'y soit question ni de Dieu, ni de nature divine.
Le bouddhisme comptait en 2005 entre 230 millions à 500 millions d'adeptes, ce qui en fait la quatrième religion mondiale, derrière (dans l'ordre décroissant) le Christianisme, l'Islam, et l'Hindouisme. Le bouddhisme présente un ensemble ramifié de pratiques méditatives, de pratiques éthiques, de théories psychologiques, philosophiques, cosmogoniques et cosmologiques, abordées dans la perspective de la bodhi "l'éveil". À l'instar du jaïnisme, le bouddhisme est à l'origine une tradition shramana, et non brahmanique (comme l'est l'hindouisme).
Bien que le bouddhisme soit communément perçu comme une religion sans dieu, que la notion d’un dieu créateur soit absente de la plupart des formes du bouddhisme (elle est cependant présente dans les formes syncrétiques en Indonésie), la vénération et le culte du Bouddha historique (Siddhārtha Gautama) en tant que Bhagavat joue un rôle important dans le Theravada et particulièrement dans le Mahayana qui lui donnent un statut de quasi-dieu contribuant à brouiller les notions de dieu et de divinité dans le bouddhisme.

#### Le bahaïsme
La foi bahá'íe a été fondée au XIXe siècle d'après les enseignements de Bahá’u’lláh, qui proclament l'unicité de Dieu, l'unicité des religions et l'unicité de l'humanité. Partant du fait qu'il n'y a qu'un seul Dieu, le bahaïsme détaille la notion de révélation progressive, selon laquelle Dieu envoie régulièrement des messagers ou manifestations à l'humanité afin de la faire progresser, chacune construisant sur les apports de la précédente. Pour les bahaïs, Adam, Abraham, Moïse, Zarathoustra, Krishna, Bouddha, Jésus-Christ, Mahomet, le Báb et Bahá’u’lláh sont des manifestations de Dieu.
Le bahaïsme contient plusieurs principes fondamentaux, dont l'unicité de l'humanité, l'abolition des préjugés, l'égalité des sexes, l'harmonie entre la science et la religion, l'abolition des extrêmes de richesse et de pauvreté. Il rassemble environ 8 millions de fidèles.

### Religions d'Asie orientale
La culture religieuse extrême orient comprend le taoïsme, le confucianisme, le bouddhisme et les "religions du peuple", bien qu'ils puissent être considérés comme des enseignements ou philosophies.

### Religions traditionnelles africaines
La notion de religions traditionnelles africaines concerne l'ensemble des religions autochtones historiquement pratiquées en Afrique subsaharienne autres que les religions abrahamiques importées, christianisme et islam. Les religions africaines traditionnelles ont en commun la croyance en un Dieu unique, le culte des ancêtres et des esprits, la croyance en la réincarnation et un aspect initiatique.

## Chiffres et statistiques

### Problèmes de dénombrement
Les statistiques mondiales sur les religions supposent une relative uniformité de ce que sont « les religions », chaque individu étant susceptible d'en avoir une ou de ne pas en avoir. Ce schéma s'applique assez bien aux populations dont les traditions religieuses sont principalement le christianisme ou l'islam et qui représentent environ la moitié de la population mondiale. La prise en compte de l'autre moitié, c'est-à-dire principalement de l'Asie, pose plus de difficultés. Il est par exemple possible, en Chine, de considérer comme « des religions » les trois enseignements que sont le confucianisme, le taoïsme et le bouddhisme, mais traditionnellement la population a recours à ces enseignements sans exclusivité et sans que cela se traduise par une adhésion de l'ordre de celles que peuvent requérir les confessions chrétiennes ou l'islam. D'autre part, si les Chinois peuvent en grand nombre avoir recours au bouddhisme, au taoïsme ou au confucianisme sans y adhérer ou y appartenir formellement, en Asie du Sud-Est (Cambodge, Thaïlande, Birmanie) le bouddhisme est aujourd'hui vécu beaucoup plus clairement sous le mode de l'adhésion exclusive à une religion. Ces faits rendent extrêmement difficile de prendre en compte le bouddhisme et plus largement la réalité religieuse asiatique dans des statistiques mondiales. Pour Vincent Goossaert, les chiffres avancés au niveau mondial resteront sans valeur tant que l'on ne se sera pas sérieusement penché sur ce problème.

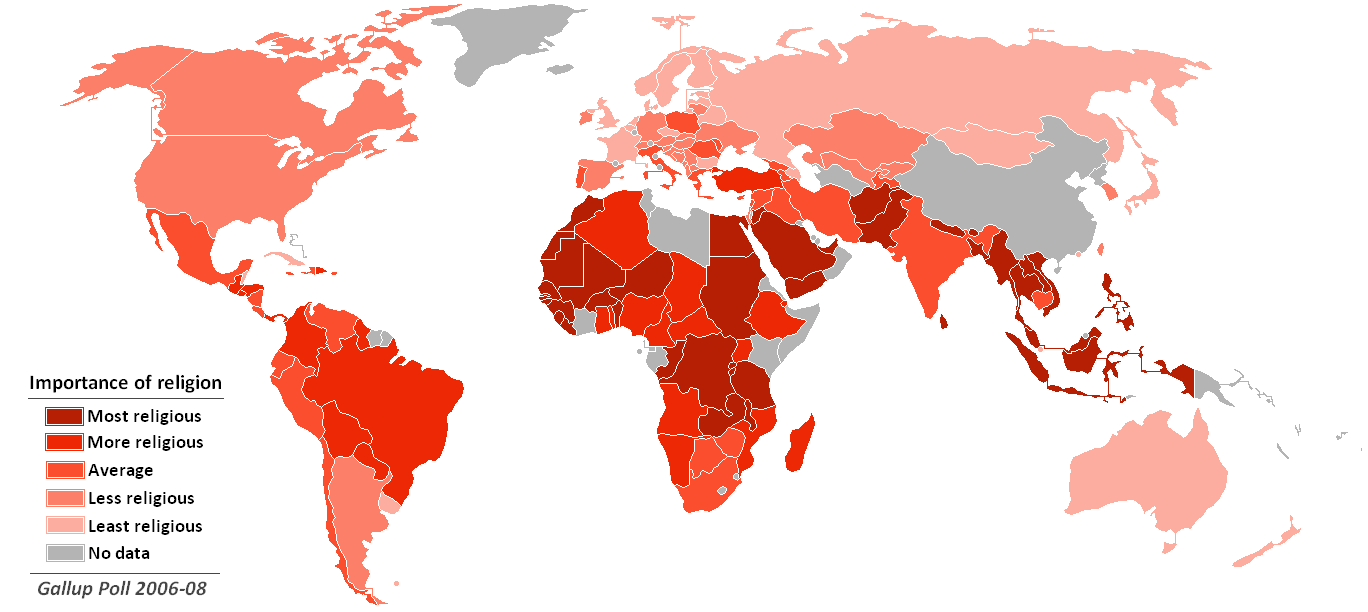
Importance accordée à la religion par pays, d'après un sondage Gallup réalisé en 2006.

Ce qui fonde l'adhésion d'un individu à une religion varie considérablement d'une religion à l'autre. Dans le christianisme, le critère peut être le fait d'être baptisé, ou bien le fait d'être actif ou pratiquant, ou encore le fait d'exprimer son adhésion. Par exemple, chaque année l'Annuaire pontifical donne le nombre de baptisés dans l'Église catholique. Pour l'année 2011 ce nombre est de 1,196 milliard. Le critère pris en compte dans cet annuaire pour être considéré comme catholique est uniquement le fait d'être baptisé. Ce chiffre est repris dans de nombreuses statistiques, cependant il ne correspond pas nécessairement à celui des personnes qui s'estiment catholiques ou qui partagent des convictions les plus largement considérées comme étant celles des catholiques. Ainsi, dans un sondage publié par Le Monde des Religions, 58 % des personnes se déclarant catholiques ne croyaient pas à la Résurrection du Christ et seulement 52 % croyaient en l'existence de Dieu.
Concernant les estimations sur le nombre de musulmans dans le monde, c'est principalement le fait d'être né dans un pays majoritairement musulman, ou d'en être originaire, et de ne pas faire partie d'une minorité religieuse de ces pays qui est pris en compte. Ce critère relève d'un principe, largement tenu pour une règle intangible en monde musulman, selon lequel les enfants de musulmans sont musulmans. Par suite, l'essentiel du nombre estimé de musulmans dans le monde vient de l'addition des données démographiques officielles des pays majoritairement musulmans dont on estime en outre qu'entre X % et 100 % est musulmane. En France, où l'administration a interdiction de collecter des données sur la religion des individus, une polémique a eu lieu en 2010 autour d'un chiffre avancé par les services du ministère de l'intérieur, qui évaluait entre 5 et 6 millions le nombre de musulmans sur le territoire national. Pour établir ce chiffre, les services du ministère de l'intérieur ont considéré qu'il correspondait à celui des Français originaires de pays majoritairement musulman et à leurs descendants.

#### Production des chiffres
Au niveau mondial, la collecte des informations repose principalement sur les déclarations des États. Or tous ne produisent pas de chiffres à ce sujet, et lorsqu'ils le font c'est avec des critères très variables. En France, l'administration a interdiction de collecter ou de détenir des données sur les appartenances religieuses des personnes ou des catégories de personnes pour prévenir des risques de discrimination. Il n'y a donc pas de chiffres officiels, mais seulement des sondages publiés dans la presse. En Corée du Nord, 100 % de la population est considérée comme athée par le gouvernement, comme cela se faisait aussi en URSS ou en Chine. Ce type de déclaration s'est traduit par des cartes faisant apparaître des pays dont la population est dite « sans religion », ou bien mentionnant que pour ces pays il n'y a pas de données disponibles. Plus largement, les données officielles sur les religions sont trop éparses et lacunaires pour pouvoir être exploitées directement. L'établissement de statistiques mondiales passe donc par un travail de collecte, de recoupement et d'interprétation des données disponibles.

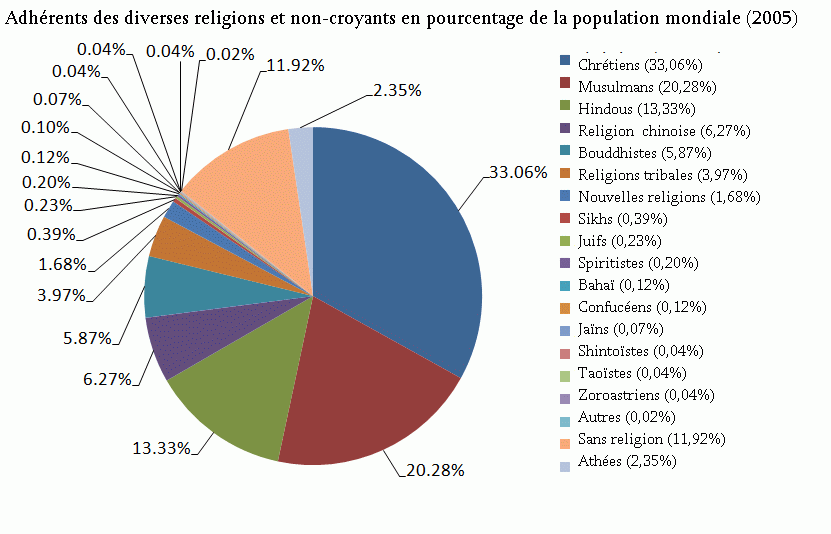
Source : Worldwide Adherents of All Religions, Mid-2005, Encyclopædia Britannica.

Selon Laurent Testot, la principale source des statistiques mondiales sur les religions sont les travaux de David Barrett, qui a notamment publié l'article sur ce sujet dans l'encyclopédie Britannica. David Barrett est à la fois un mathématicien et un missionnaire évangélique. Il a créé au sein du Gordon Conwell Seminar, un institut d'études statistiques pour mesurer de façon chiffrée les progrès de l'évangélisation et des missions chrétiennes dans le monde, donnant le nom de « missiométrie » à cette activité. Dans ces statistiques un très grand nombre de religions et de groupements confessionnels sont identifiés. Ainsi, le monde compterait 10 000 religions et 34 000 groupements confessionnels. En fait ces religions comme ces groupements confessionnels sont dans leur grande majorité des religions ou dénominations protestantes, l'accroissement de leur nombre étant considéré comme lié aux progrès de l'évangélisation dans le monde. Bien que les méthodes employées comme les objectifs de ces travaux posent de nombreuses questions, ces travaux continuent de faire référence, d'autant qu'il n'existe pas d'autre institut de recherche en ce domaine. David Barrett a lui-même déploré le manque de concurrence. Les travaux initiés dans les années 1980 par David Barrett se sont poursuivis avec la publication régulièrement actualisée de la World Christian Encyclopedia.
Outre les chiffres officiels donnés par chaque Éétat sur la situation religieuse de leur population, la CIA donne de façon irrégulière des données mondiales et par pays sur les religions dans le World FactBook, mais sans préciser la façon dont ces chiffres sont établis. Des sites Internet de statisticiens amateurs tels que Adherents.com ou Chartsbin.com proposent des statistiques sur les religions en se fondant sur les chiffres disponibles, les données officielles ainsi que les sondages réalisés pour la presse par des instituts spécialisés.

### Répartition et données mondiales
| Estimations D. Barrett 2013 | Estimations d'adherents.com | Estimations de Chartsbin.com en 2011 |
| --- | --- | --- |
| - Chrétiens (2,355 milliards), dont : - Catholiques (1,2 milliard) - Protestants (440 millions) - Chrétiens indépendants (370 millions) - Orthodoxes (280 millions) - Anglicans (92 millions) - Autres chrétiens (38 millions) - Musulmans (1,635 milliard) - Hindous (982 millions) - Non-religieux (684 millions) - Bouddhistes (510 millions) - Religions chinoises (433 millions) - Religions tribales (243 millions) - Athées (136 millions) - Nouvelles religions (NMR) (63 millions) - Sikhs (25 millions) - Juifs (15 millions) | - Chrétiens (2,1 milliards) - Musulmans (1,5 milliard) - Sans religion (agnostiques, athées, etc.) (1,1 milliard) - Hindouistes (900 millions) - Religions chinoises (394 millions) - Bouddhisme (376 millions) - Religions tribales (300 millions) - Religions africaines et afro-américaines (100 millions) - Sikhs (23 millions) - Juche (19 millions) - Spirites (15 millions) - Juifs (14 millions) - Bahaïsme (7 millions) - Jaïns (4,2 millions) - Shintoïstes (4 millions) - Caodaïstes (4 millions) - Zoroastriens (2,6 millions) - Tenrikyo (2 millions) - Néo-païens (1 million) - Unitaristes (800 000) - Rastafariens (600 000) - Scientologues (500 000) | - Christianisme (2 262,45 millions) - Islam (1 426,56 millions) - Hindouisme (900,36 millions) - Agnosticisme (799,19 millions) - Religions chinoises (445,43 millions) - Bouddhisme (396,53 millions) - Religions tribales (210,49 millions) - Athéisme (157,53 millions) - Shintoïsme (106,60 millions) - Nouvelles religions (59,07 millions) - Sikhisme (23,77 millions) - Judaïsme (15,62 millions) - Spiritisme (13,58 millions) - Bahaïsme (8,15 millions) - Taoïsme (6,79 millions) - Confucianisme (6,11 millions) - Jaïnisme (6,11 millions) |

Répartition de quelques religions dans le monde
Chrétiens
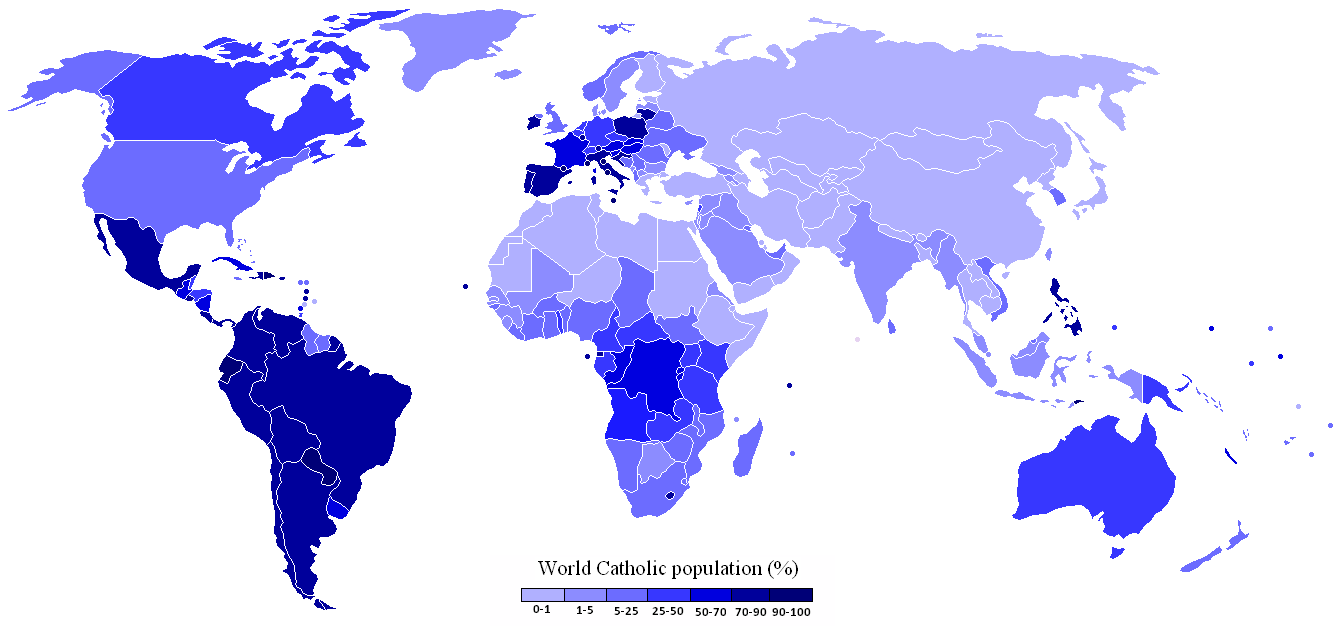
Chrétiens catholiques
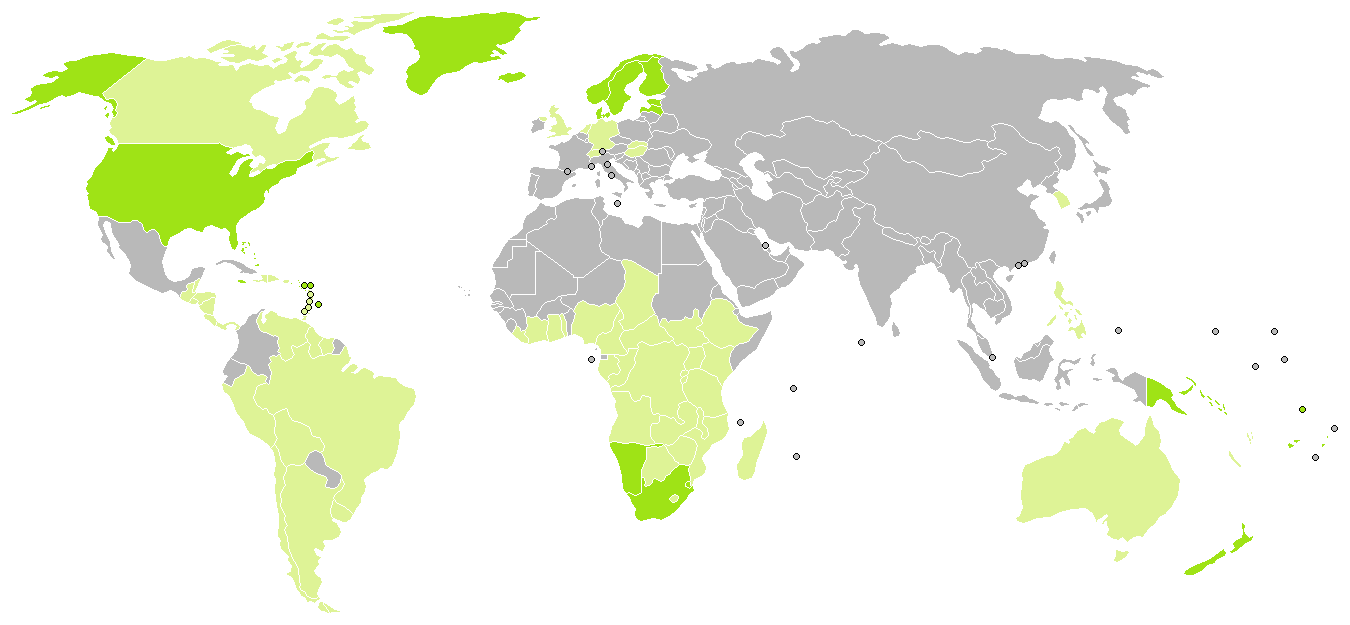
Chrétiens protestants
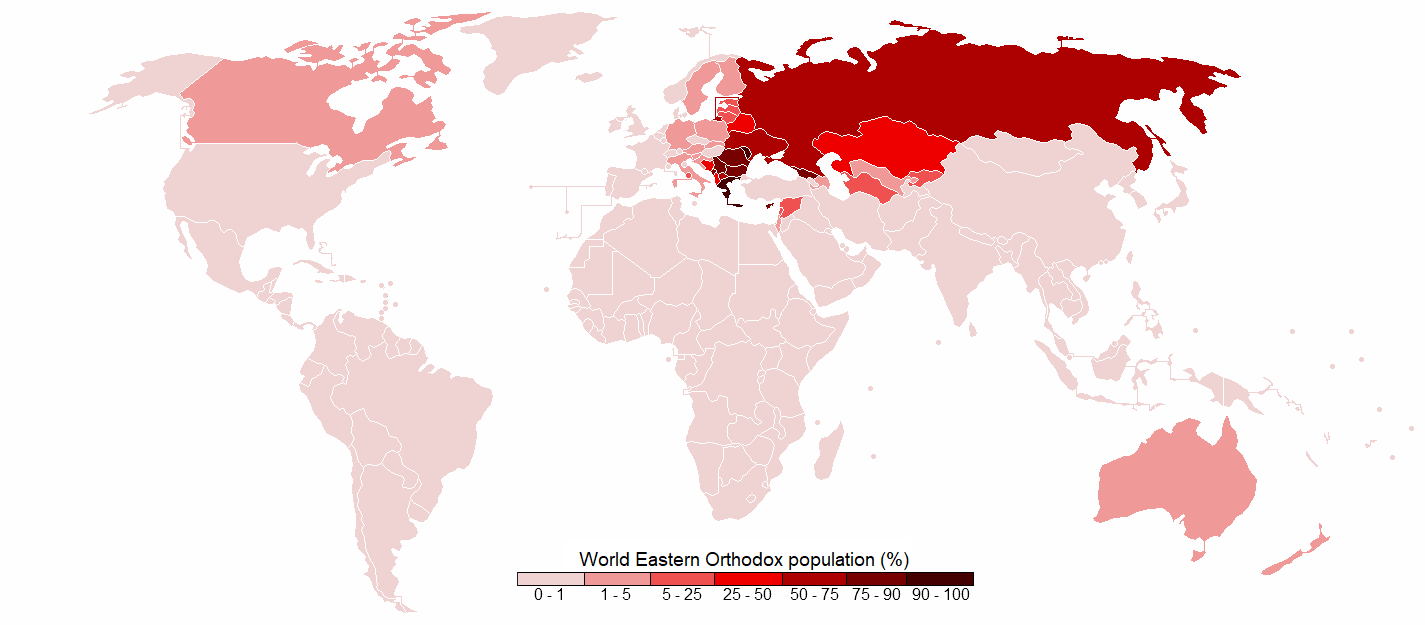
Chrétiens orthodoxes
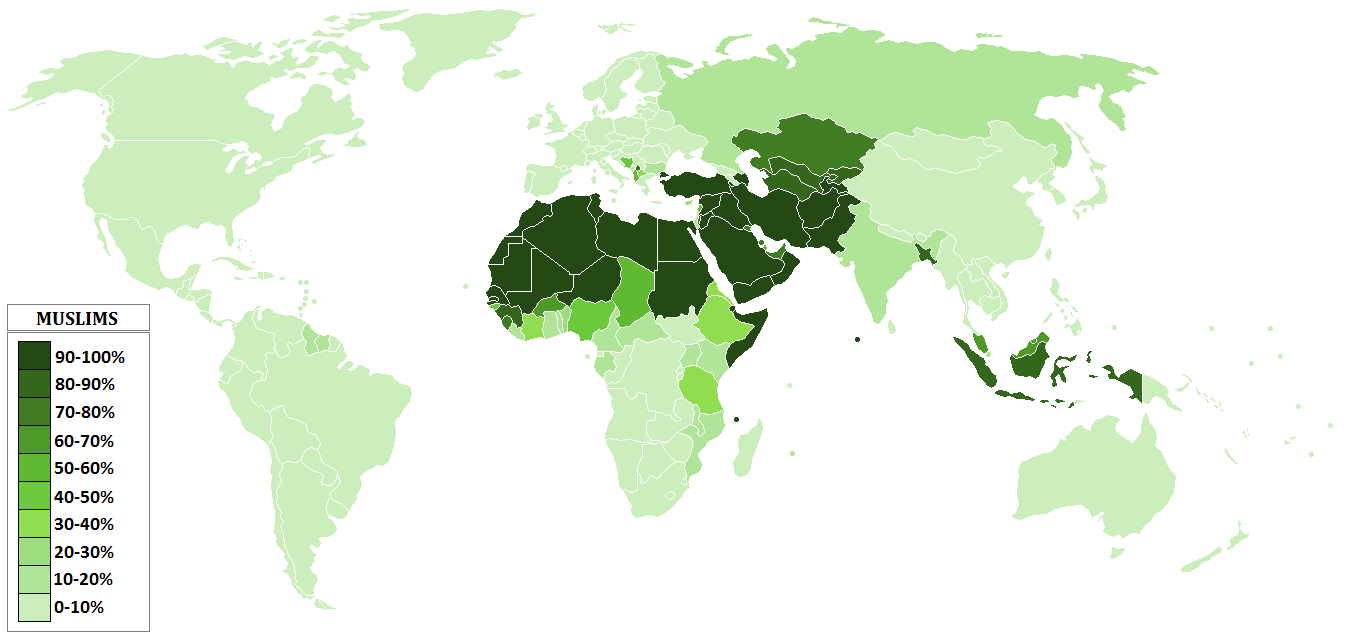
Musulmans
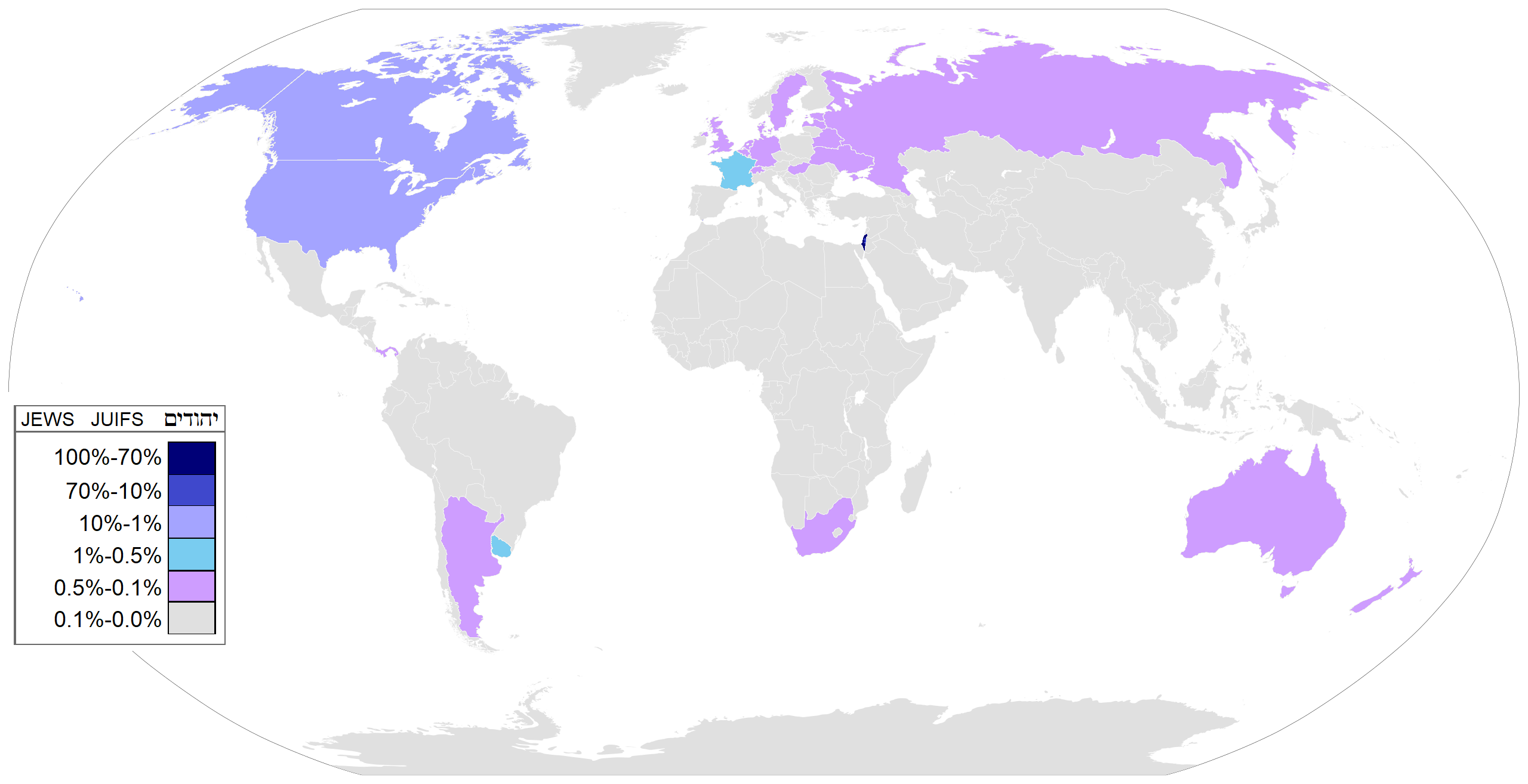
Juifs
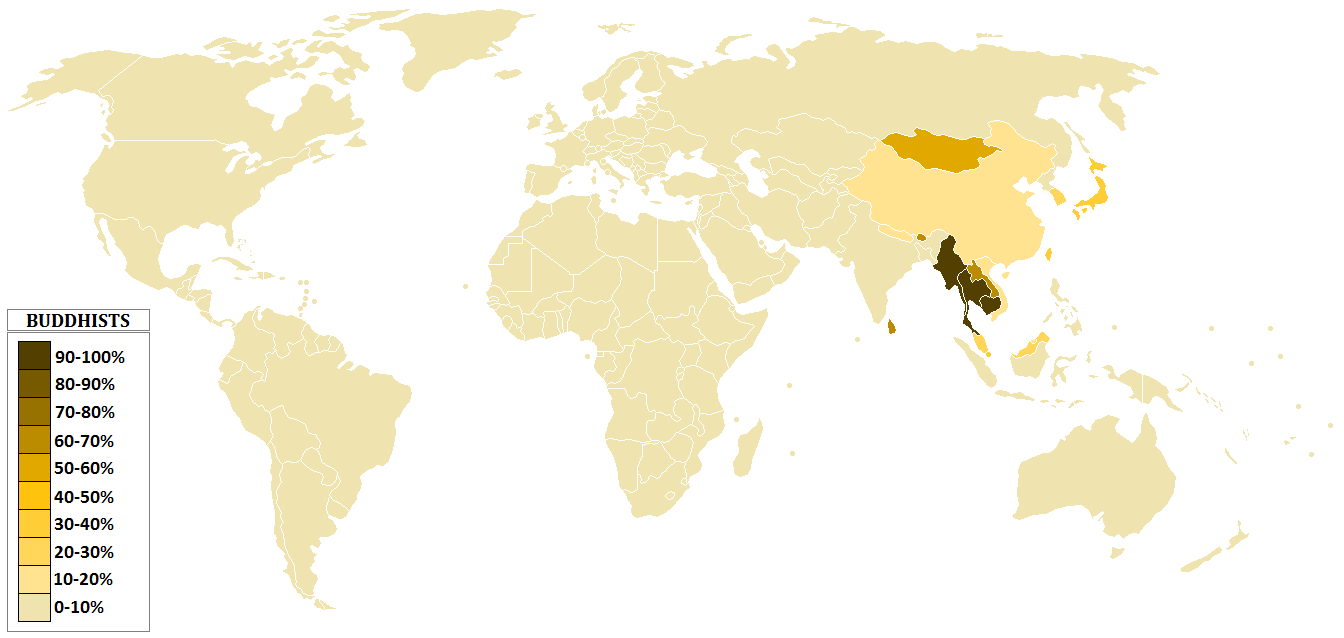
Bouddhistes et de religions est-asiatiques
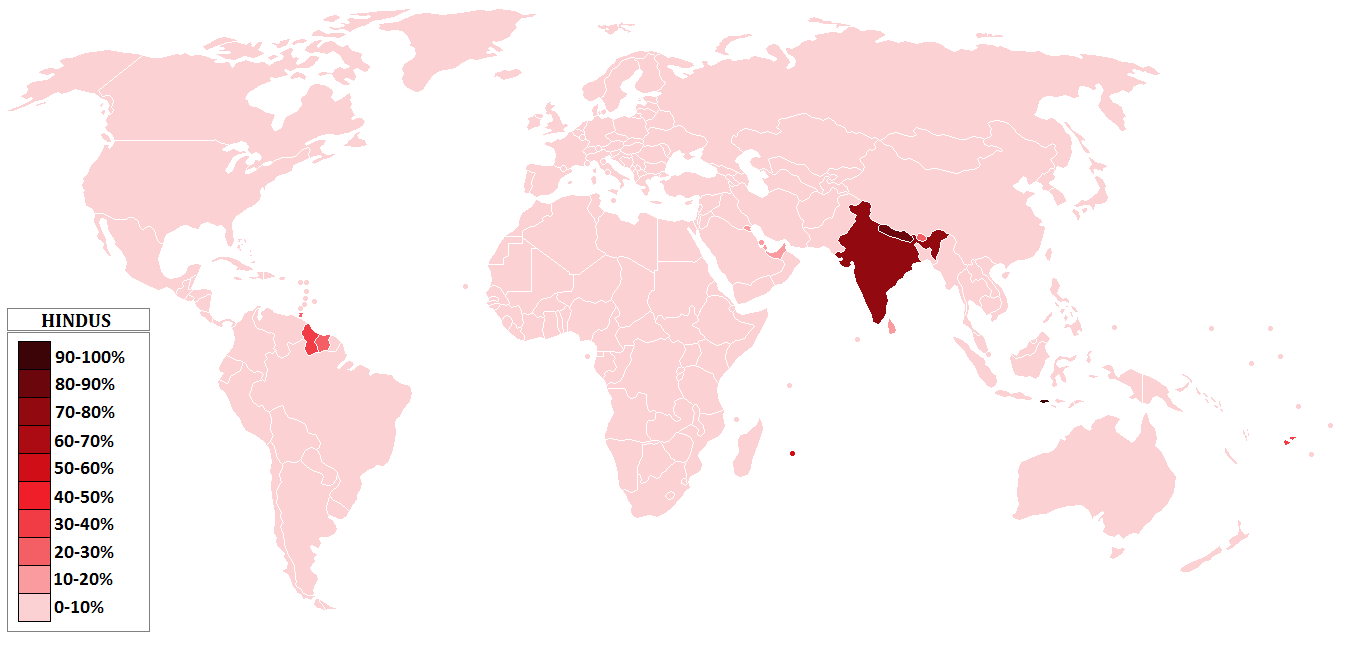
Hindous

#### Classiques
- Émile Durkheim, De la définition des phénomènes religieux (1898) in: Année sociologique, vol. II, 1897-1898, p. 1 à 28, rubrique « Mémoire originaux », Paris, PUF. Réédition : Journal sociologique p. 140-165, Paris, PUF, 1969, 728 pages. Collection Bibliothèque de philosophie contemporaine.
- Émile Durkheim, Les formes élémentaires de la vie religieuse, le système totémique en Australie (1912). Réédition : introduction de Jean-Paul Willaime, Paris, PUF, Quadrige, 2008.  (ISBN 978-2-13-056751-6)
- Sigmund Freud, L'avenir d'une illusion, Paris, Denoël et Steele, 1932, première édition sous le titre Die Zukunft einer Illusion, 1927.
- William James, L'expérience religieuse (1906).
- Max Müller, Introduction à la science de la religion (1873).
- Max Müller, Origine et développement de la religion (1879).
- Max Weber, Après « L'Éthique protestante et l'esprit du capitalisme » (1910), Économie et société (1910-1913), L'Éthique économique des religions mondiales (1915-1920). Réédition : texte réunis, traduits et commentés par Jean-Pierre Grossein dans Max Weber, Sociologie des religions, Paris, Gallimard, tel, 1996.  (ISBN 2-07-077982-3)
- (de) Walter Benjamin Le capitalisme comme religion, In: Dirk Baecker (Hrsg.): Kapitalismus als Religion. Kadmos, Berlin 2003,  (ISBN 3-931659-27-5), p. 15–18.

#### Généralités, théories de la religion
- Mircea Eliade, Histoire des croyances et des idées religieuses, tome 1 : De l'âge de pierre aux mystères d'Eleusis, Payot 1976, tome 2 : De Gautama Bouddha au triomphe du christianisme (Payot, 1978), tome 3 : De Mahomet à l'âge des réformes (Payot, 1983)
- Philippe Borgeaud, Aux origines de l'histoire des religions, Paris, seuil, coll. Librairie du XXIe siècle, 2004.  (ISBN 978-2020613194)
- Michel Despland, La religion en Occident. Évolution des idées et du vécu, Paris, Cerf, Coditatio Fidei, 1979, 579 p.  (ISBN 2-204-01447-8)
- Daniel Dubuisson, Dictionnaire des grands thèmes de l'histoire des religions : de Pythagore à Lévi-Strauss, Éditions Complexe, 2004.
- Anthony Feneuil (éd.), L'expérience religieuse. Approches empiriques, enjeux philosophiques, Paris, Beauchesne, 2012.
- Pierre Gisel et Jean-Marc Tétaz (éd.), Théories de la religion, Genève, Labor et Fides, coll. Religions en perspective, 2002, 414 p.  (ISBN 2-8309-1051-6)
- Pierre Gisel, Qu’est-ce qu’une religion ?, Paris, Vrin, Chemins Philosophiques, 2007.  (ISBN 978-2-7116-1875-0)
- Jean Greisch, Le buisson ardent et les lumières de la raison, L’invention de la philosophie de la religion, t. 1, Paris, Cerf, Philosophie & théologie, 2002.
- Jean Grondin, La philosophie de la religion, PUF, Que sais-je ? no 3839, 2009.  (ISBN 978-2-13-056960-2)
- Danièle Hervieu-Léger et Régine Azria (dir.), Dictionnaire des faits religieux, PUF, Paris, 2010  (ISBN 978-2-13-054576-7)
- (en) Hillary Rodrigues and John S. Harding, Introduction to the Study of Religion, Routledge, New York, 2009,  (ISBN 978-0-415-40888-2).
- (en) Mark C. Taylor (sous la direction de), Critical Terms for Religious Studies, Chicago, 1998.
- Michel Malherbe, Les religions de l'humanité. Paris, Criterion, 2004 (rééd.), 701 p.  (ISBN 978-2741301912)
- Jean-Paul Willaime, Sociologie des religions, Paris, PUF, Que sais-je ?, 2010.  (ISBN 978-2-13-058452-0)
- André Couture, Sur la piste des dieux, Montreal, Médiaspaul, 2009.  (ISBN 2894207891)

#### Essais
- Jean C. Baudet, Curieuses histoires de la pensée : quand l'homme inventait les religions, Paris & Bruxelles, Jourdan, 2011  (ISBN 978-2-87466-145-7)
- Bertrand Binoche, Religion privée, opinion publique, Paris, Vrin, 2012  (ISBN 978-2-7116-2413-3)
- Jacques Bouveresse, Peut-on ne pas croire ? Sur la vérité, la croyance et la foi, Paris, Agone, 2007  (ISBN 978-2-7489-0068-2).
- Jacques Derrida, Foi et savoir, Paris, Seuil, Points-Essais, 2001, 133 p.  (ISBN 978-2-02-047986-8) [la (1re éd. date de 1996]
- Daniel Dubuisson, L’Occident et la religion : mythes, sciences et idéologie, Bruxelles, Complexe, 1998  (ISBN 2-87027-696-6)
- Bruno Étienne, Le fait religieux comme fait politique, Paris, Éd. de l'Aube, 2009  (ISBN 978-2-8159-0005-8)
- Marcel Gauchet, Le désenchantement du monde : une histoire politique de la religion, Paris, Gallimard, 2005  (ISBN 978-2-07-032943-4)
- Marcel Gauchet, Un monde désenchanté ?, Paris, Agora, 2007  (ISBN 978-2-266-16565-5)
- Jean-Claude Monod, Sécularisation et laïcité, PUF, Philosophies no 193, Paris, 2007  (ISBN 978-2-13-054180-6)
- Olivier Roy, La sainte ignorance : le temps de la religion sans culture, Paris, Seuil, 2008  (ISBN 978-2-02-093266-0)
- John Scheid, Religion et piété à Rome, Paris, Albin Michel, 2001  (ISBN 2-226-12134-X) [la 1re éd. date 1978]
- Paul Veyne, Les Grecs ont-ils cru à leurs mythes ? : essai sur l'imagination constituante, Paris, Points, 2014  (ISBN 978-2-7578-4114-3) [la 1re éd. date de 1983]